# قائمة المشاريع العملاقة
هذه هي قائمة المشاريع العملاقة، أي المشاريع الاستثمارية للغاية وذات النطاق الواسع. وتسمى أيضاً في بعض الأحيان «برامج كُبرى». بعض هذه المشاريع من الضخامة بحيث لا يجوز أبداً أن تكون القائمة كاملة. أصبح المشروع الأكثر تكلفة في تاريخ العالم من حيث تكلفة التضخم النقدي المعدل هو نظام الطرق السريعة بالولايات المتحدة الأمريكية.

## تعريفات
يمكن تعريف المشاريع العملاقة على أنها:
- المشاريع التي تزيد كلفتها عن بليون دولار أمريكي، وتجذب انتباه الرأي العام نظراً لتأثيرها الهام على المجتمعات والبيئة الطبيعية والموازنات.[1]
- يمكن أن تكون المشاريع أيضاً «مبادرات ذاتية، ومكلفة جداً، وعامة للجمهور».[2]

تحتاج المشاريع العملاقة إلى رعاية في العملية التنموية للحد من المخاطر التي قد تعترض تنفيذ المشروع والذي قد يؤدي إلى تغيير الاستراتيجيات. تشمل الأمثلة على المشاريع الكبرى الجسور والأنفاق والطرق السريعة والسكك الحديدية والمطارات والموانئ ومحطات توليد الكهرباء والسدود ومشاريع الصرف الصحي والمناطق الاقتصادية الخاصة ومشاريع استخراج النفط والغاز الطبيعي والمباني العامة وأنظمة تقنية المعلومات ومشاريع الفضاء ونظم الأسلحة.
تتضمن هذه القائمة مجموعة واسعة من الأمثلة على مشاريع كبرى تاريخية ومعاصرة والتي تُلبّي معايير المشاريع العملاقة والمحدّدة أعلاه.

## مشاريع الطيران وصناعة الفضاء

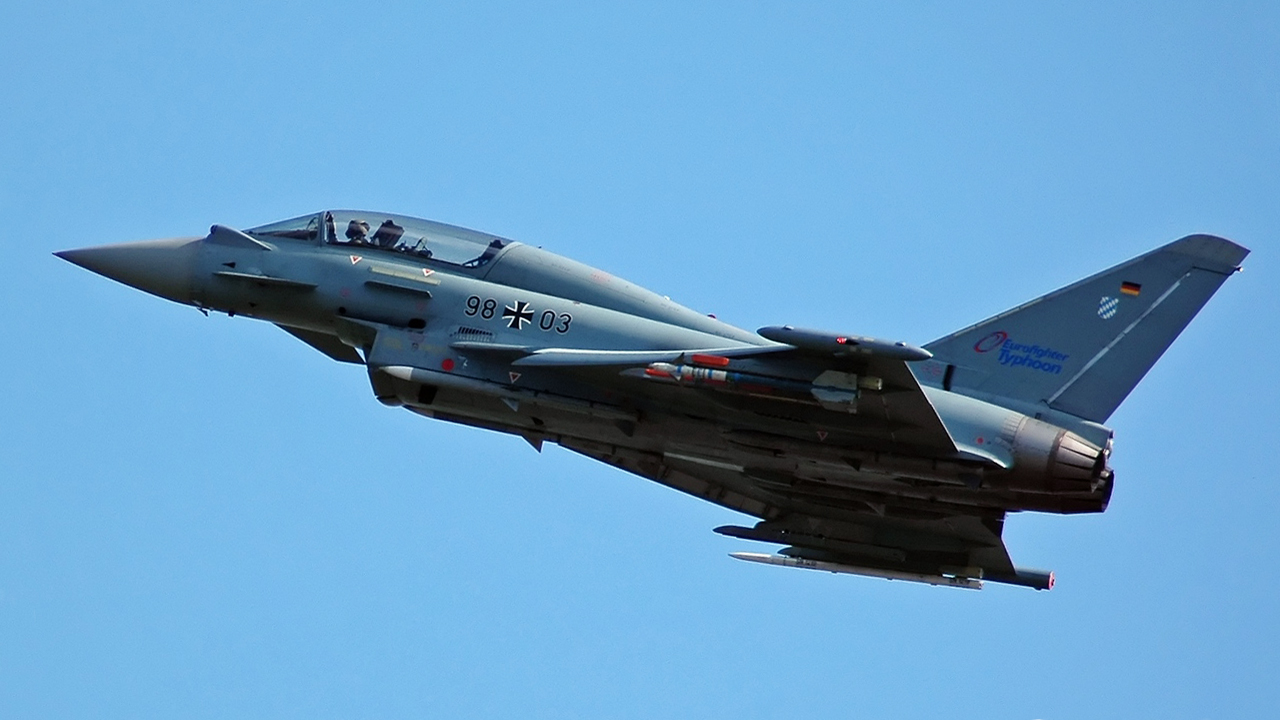
يوروفايتر تايفون

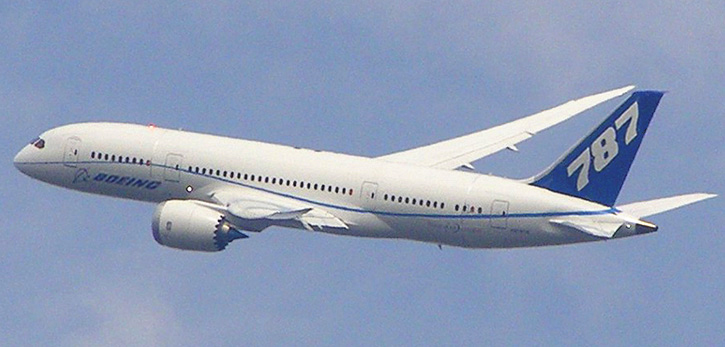
بوينغ 787

- إيرباص إيه 380، طائرة ذات طبقتين وجسم عريض وأربع محركات نفاثة صنعتها شركة إيرباص إحدى شركات إي أي دي إس، أكبر شركة طيران ناقلة للركاب في العالم.
- إيرباص إيه 350، كابينة واحدة، طائرة ذات بدن واسع، فيها محركين، طائرة نفاثة تنتجها الشركة الأوروبية إيرباص. ستكون إيرباص إيه 350 أول طائرة إيرباص فيها اثنين من جسم الطائرة والجناح مصنوع من بوليمرات مُثقلة من الكربون فيبر.
- أنتونوف أن-225 (1988)، الطائرة الأطول والأثقل في العالم التي لا تزال تعمل.
- بي-52 ستراتوفورتريس، البرنامج الأطول والأسرع تفجيراً في العالم مع عقود من الخدمة، واحدة من أكبر الطائرات العسكرية التي بُنيَت في أي وقت مضى.
- بي 2 سبيرت والمعروفة بقاذفة القنابل المتخفية. طائرة قذائف أمريكية منخفضة التلاحظ مثل طائرة شبح.
- قدمت شركة لوكهيد الطائرة L-2000، وقدمت شركة بوينغ الطائرة 2707. هي من مشاريع الطائرات الأسرع من الصوت، بدأ المشروع عام 1963 عن طريق المنافسة التي تمولها الحكومة الأميركية لبناء النقل الأسرع من الصوت الأول (SST)، النماذج لم تُبنى أبداً، وفي نهاية المطاف تم إلغائها لأسباب سياسية وبيئية واقتصادية في عام 1971 .
- بوينغ 747، طائرة بدن واسع، تجارية أُنتجت لأول مرة في عام 1970، غالباً ما يشار إليها بلقب الجت جامبو، [3][4] وهي من بين الطائرات الأكثر تميزاً في العالم.
- بوينغ 787، صنعت في الولايات المتحدة مع أجزاء من مصادر محلية وعلى الصعيد العالمي، هي أول طائرة كبيرة لبذل حد كبير من المادة المركبة [5]
- كونكورد، طائرة الركاب الفرنسية الأسرع من الصوت، كانت كونكورد نتاج معاهدة حكومتي انجلترا، وفرنسا. اجتمعت فيها جهود الشراكة مع شركة الطائرات البريطانية إيروسباسيال، والتي قامت بأول رحلة جوية في عام 1969، ودخلت الخدمة في عام 1976 واستمرت الرحلات الجوية التجارية لسبعة وعشرين عاماً.
- يوروفايتر تايفون، ذات المحركين، ومن الطائرات المقاتلة متعددة المهام. عُقدت بواسطة عقد كونسرتيوم وتم التصميم والبناء من خلال مجموعة من ثلاث شركات منفصلة شريك: إلينيا إيرونوتيكا، أنظمة بي إيه إي سيستمز، وإي أي دي إس، وتم العمل من خلال شركة محدودة، شركة يوروفايتر القابضة التي تأسست في عام 1986 [6]
- إف - 22 رابتور، طائرة ذات مقعد واحد ومحركين. هي إحدى مقاتلات الجيل الخامس التي تنتجها شركة لوكهيد مارتن والتي تستخدم تقنية التخفي.
- رافال الفرنسية هي طائرة ذات محركين، ولها جناحي دلتا مُقاتلة. صممها وبناها داسو للطيران. رافال هي طائرة مقاتلة متعددة المهام؛ ذات قدرة على التفوق الجوي والمنع، والاستطلاع، والقيام ببعثات الردع النووي المحمولة جواً.
- سوخوي باك فا / فجفا هال، نوعين مختلفين من الجيل الخامس. واحد ومحرك مزدوج - مقاتلات الشبح، يجري تطويرها بالاشتراك من قبل شركة سوخوي أكبر وهندوستان للملاحة الجوية المحدودة للقوات الروسية والقوات الجوية الهندية على التوالي.
- إف-35 لايتنيغ الثانية، هي من مقاتلات الجيل الخامس، ذات مقعد واحد، طائرة شبح، ومقاتلة متعددة المهام من قبل شركة لوكهيد مارتن، والتي قد تكون في يوم من الأيام قادرة على أداء الدعم الجوي والقصف التكتيكي، والبعثات الدفاع الجوي.
- إف/إيه-18 هورنت، وهي ذات محركين أسرع من الصوت. هي قادرة على المقاتلة بأكثر من نوع في جميع الأحوال الجوية، وتهدف إلى المقاتلة الملاحقة وإصابة الأهداف الأرضية.
- كيه اتش كنان/كيه اتش -11 قمر تجسس، فضائية استطلاع، المصنعة من قبل شركة لوكهيد، وأطلقت بين عامي 1976 و1990.
- توبوليف تي يو 144، هي أول طائرة نقل فوق صوتية، صناعة شركة روسية، قامت بأول رحلة نقل في 31 ديسمبر 1968 ودخلت الخدمة في 26 ديسمبر 1970.
- تشنغدو جيه-20، هي من مقاتلات الجيل الخامس، طائرة مقاتلة ذات محركين. تم تطوير النموذج من قِبَل مجموعة صناعة الطائرات تشنغدو وذلك لصالح سلاح جو جيش التحرير الشعبي الصيني.
- الطائرة المقاتلة المتوسطة، هي مقاتلة متعددة المهام ذات مقعد واحد، ومحركين من الجيل الخامس. يجري تطويرها من قبل شركة هندوستان للملاحة الجوية المحدودة لصالح السلاح الجو الهندي.

## مشاريعمطارات

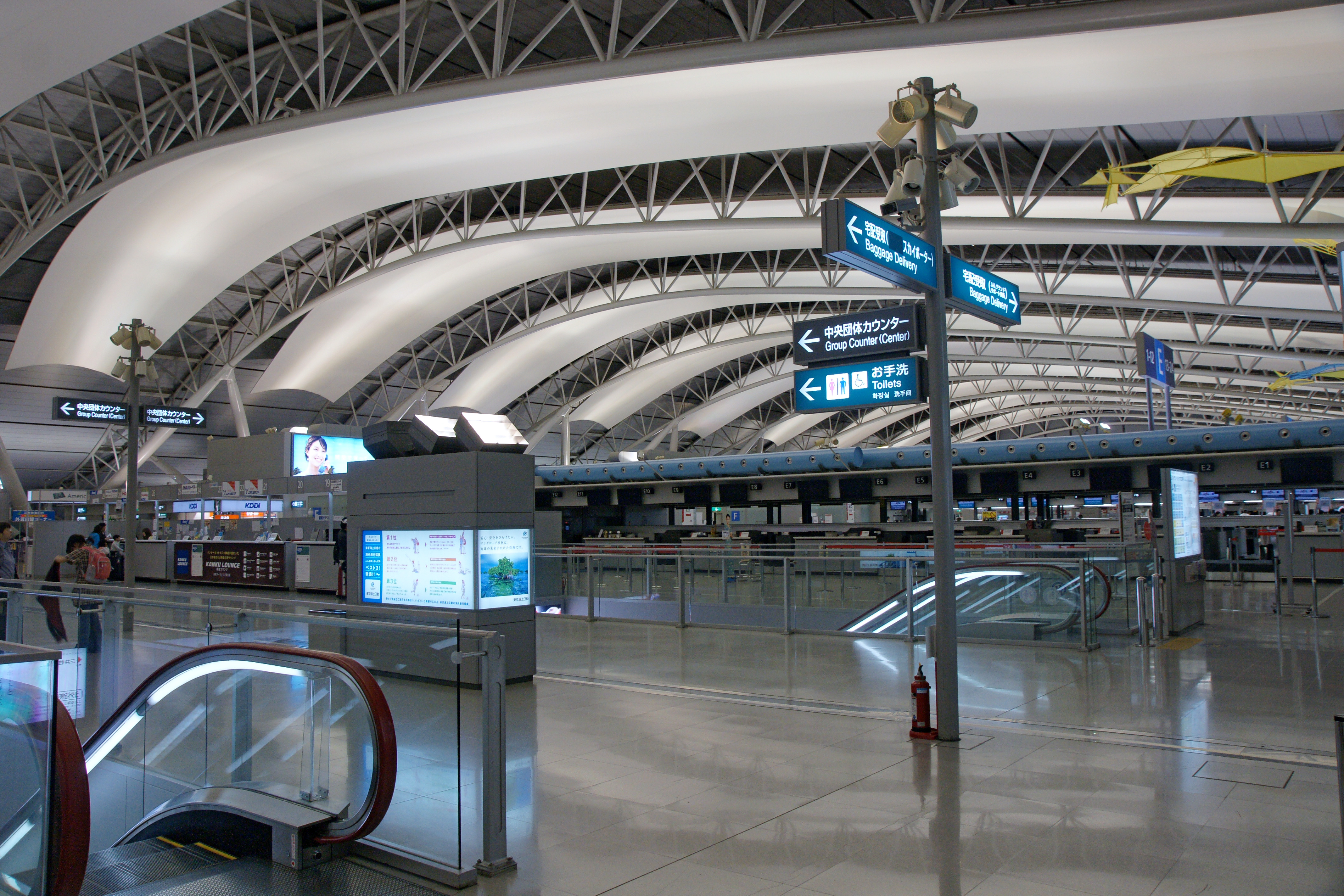
مطار كانساي

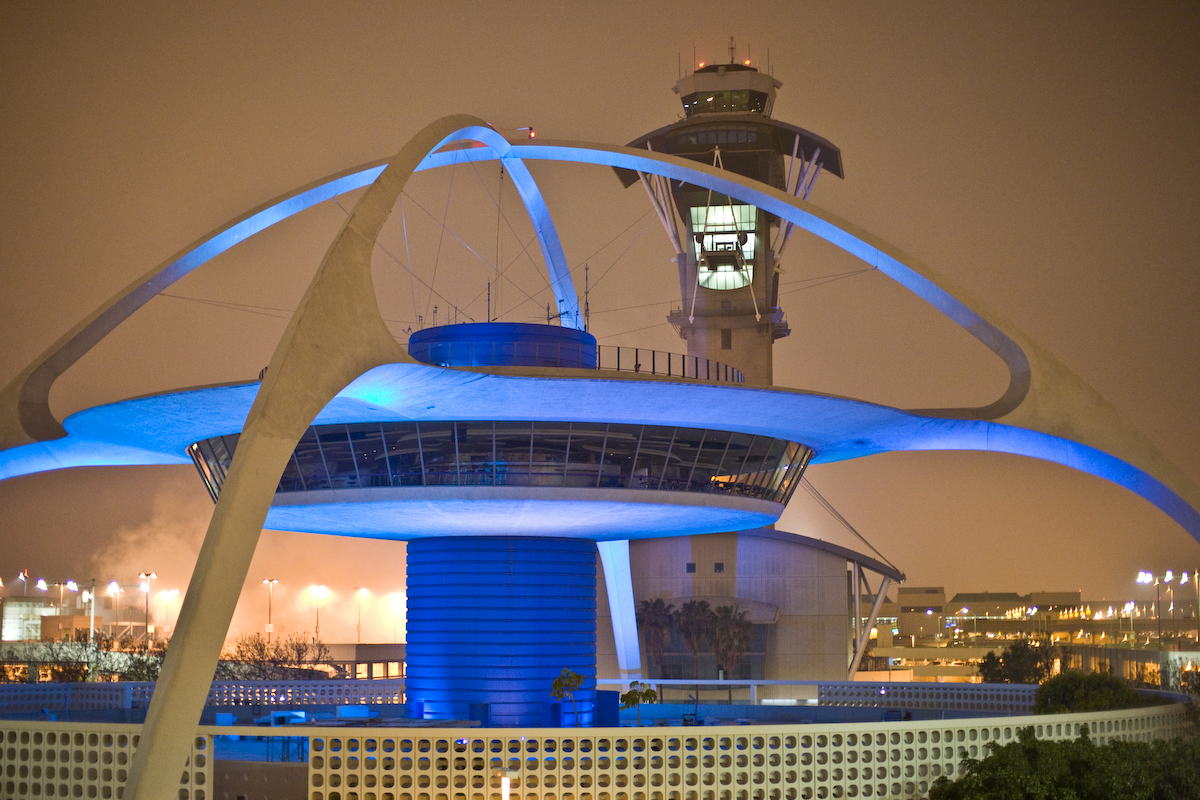
LAX

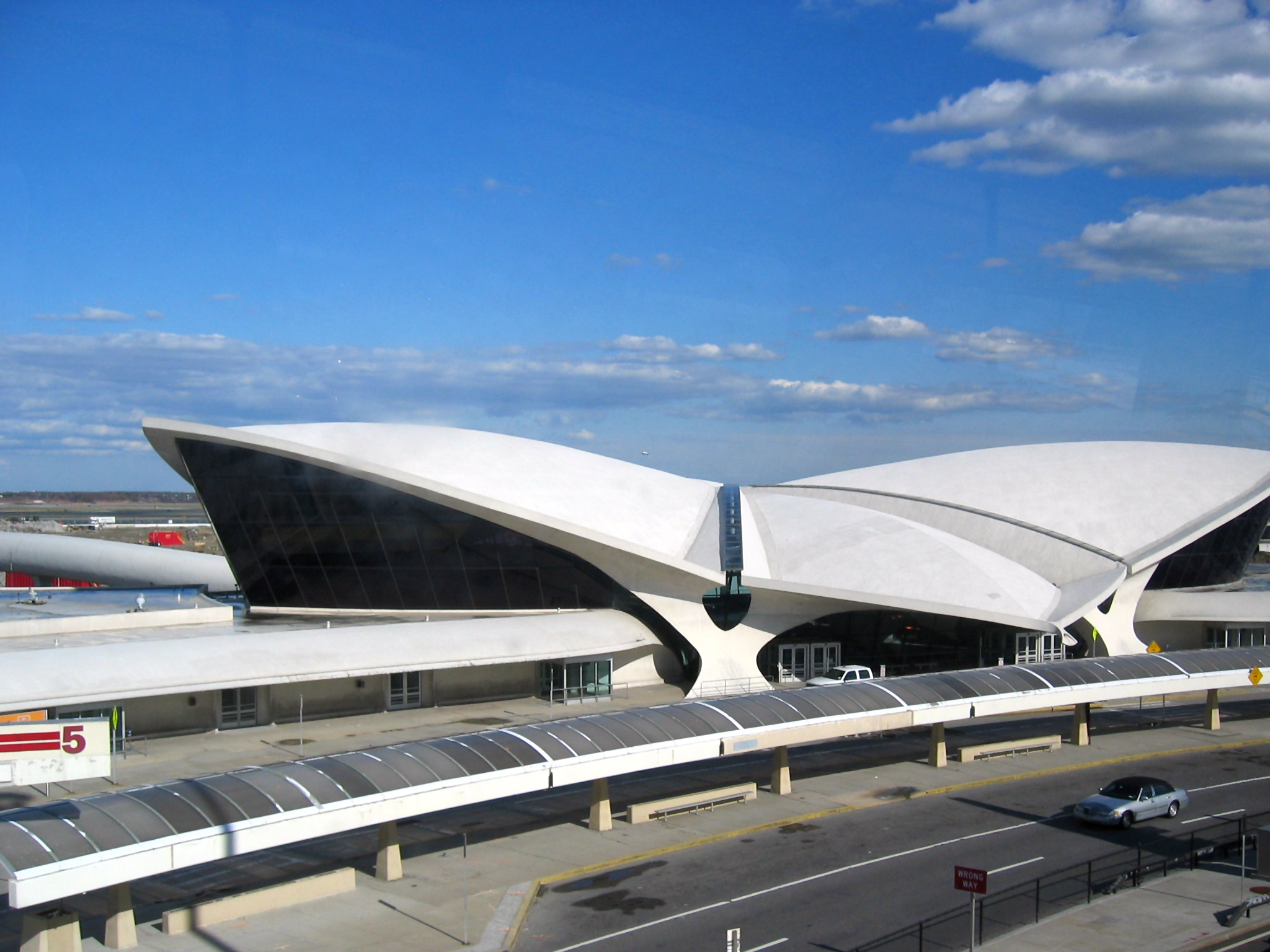
مطار جون إف كينيدي الدولي

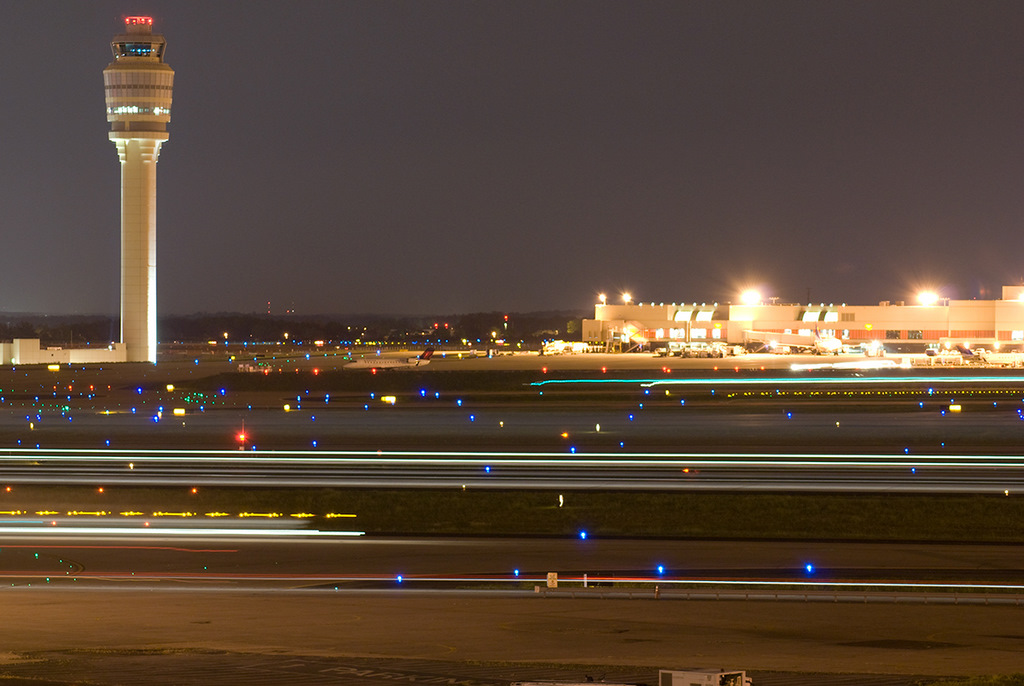
مطار هارتسفيلد جاكسون,أكثر مطارات العالم إزدحاماً.

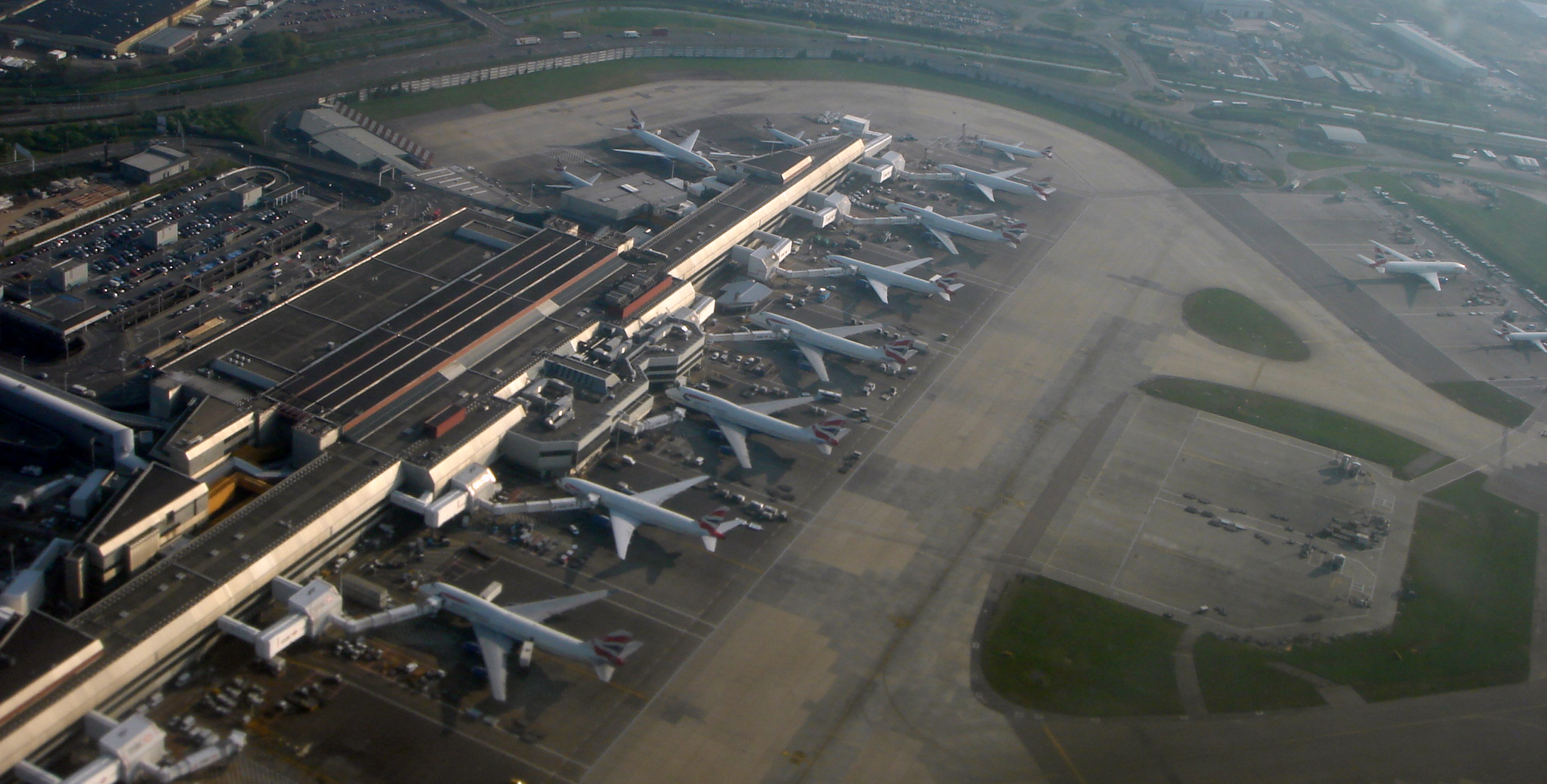
مطار هيثرو، لندن

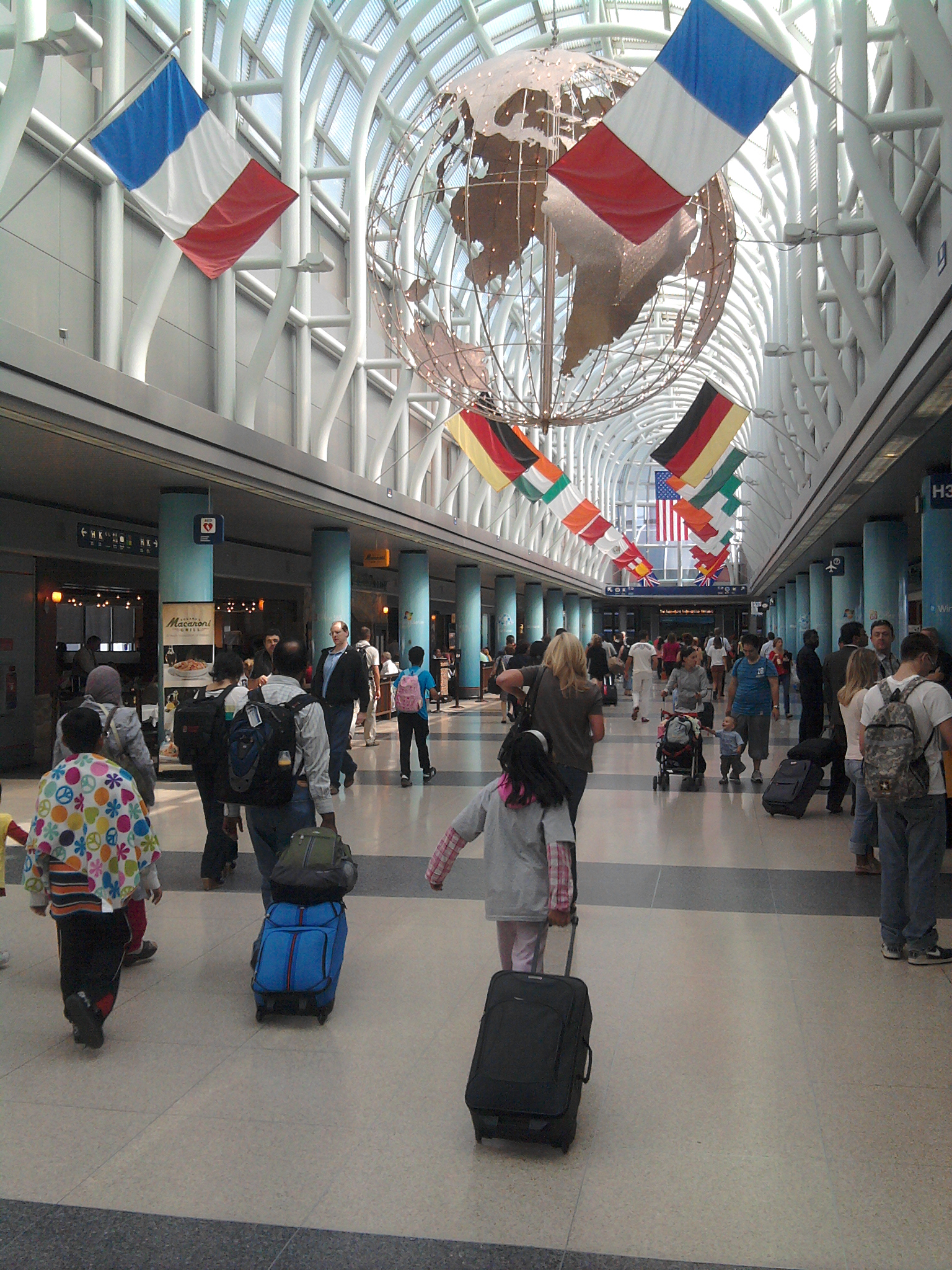
مطار أوهير

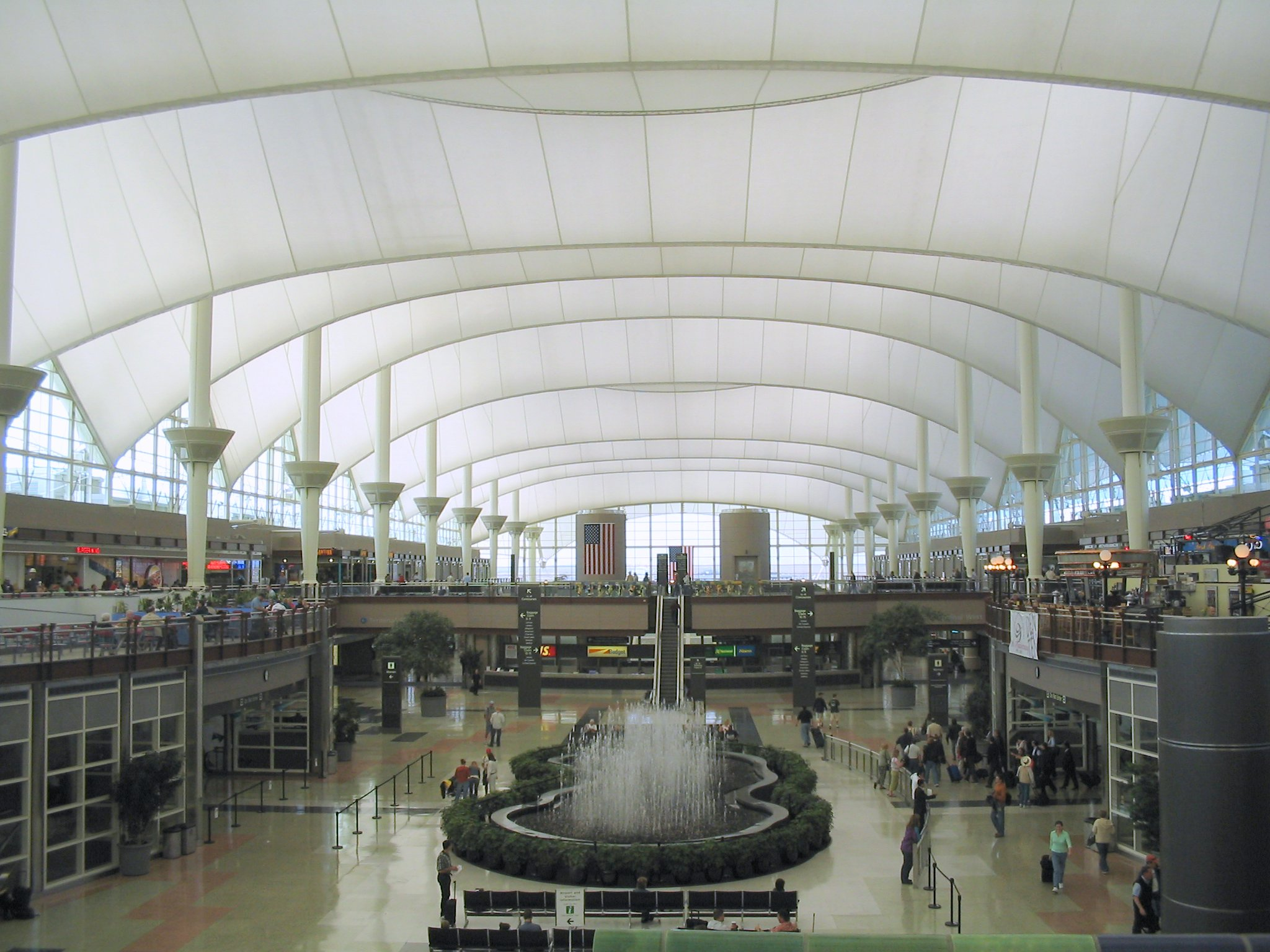
مطار دنفر الدولي

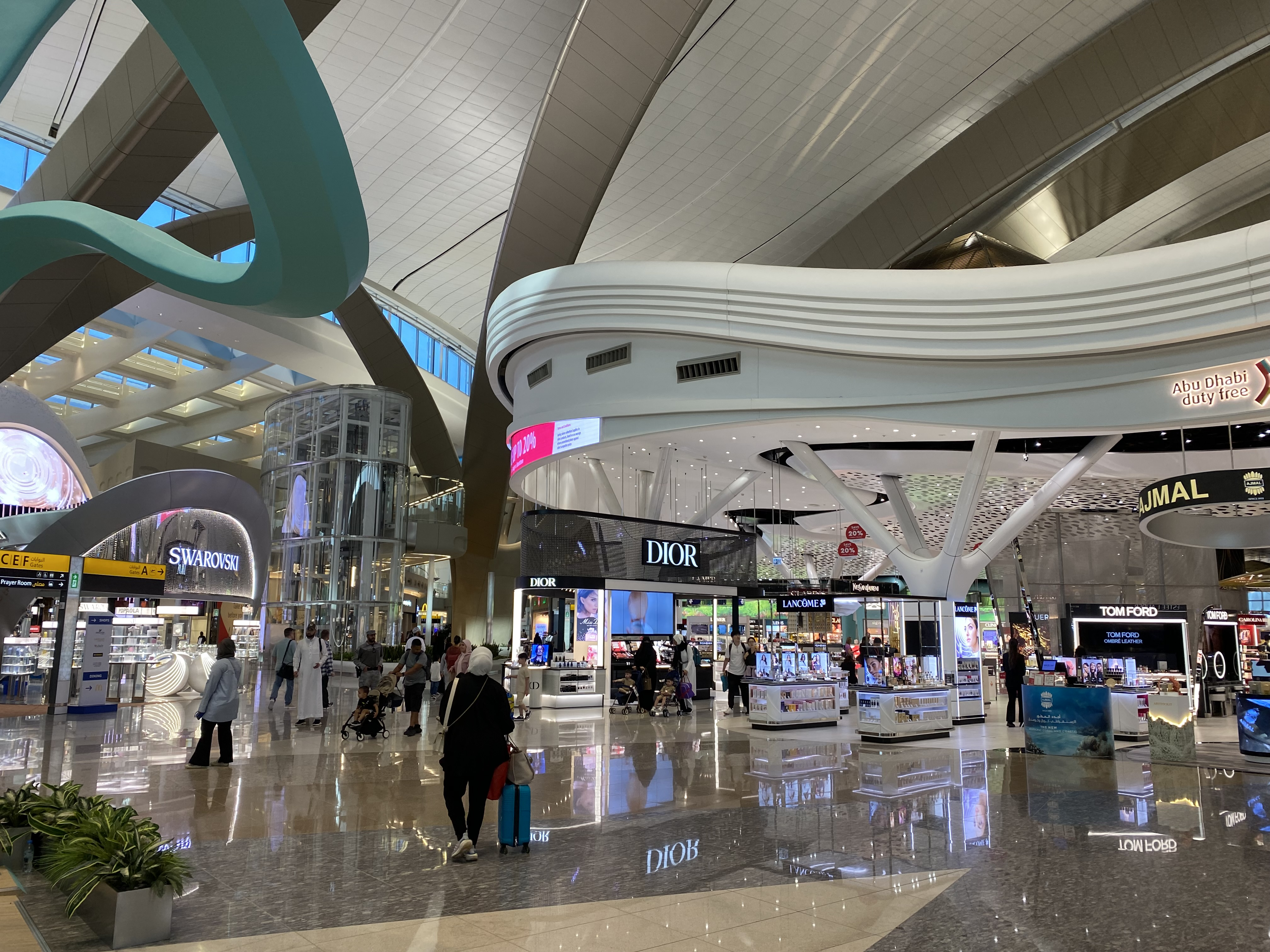
مطار أبوظبي الدولي

وسيتم احتساب تكلفة مشروع المطار المطروح أو المطارات تحت الإنشاء والتي ليست صراحة على الطاولة.

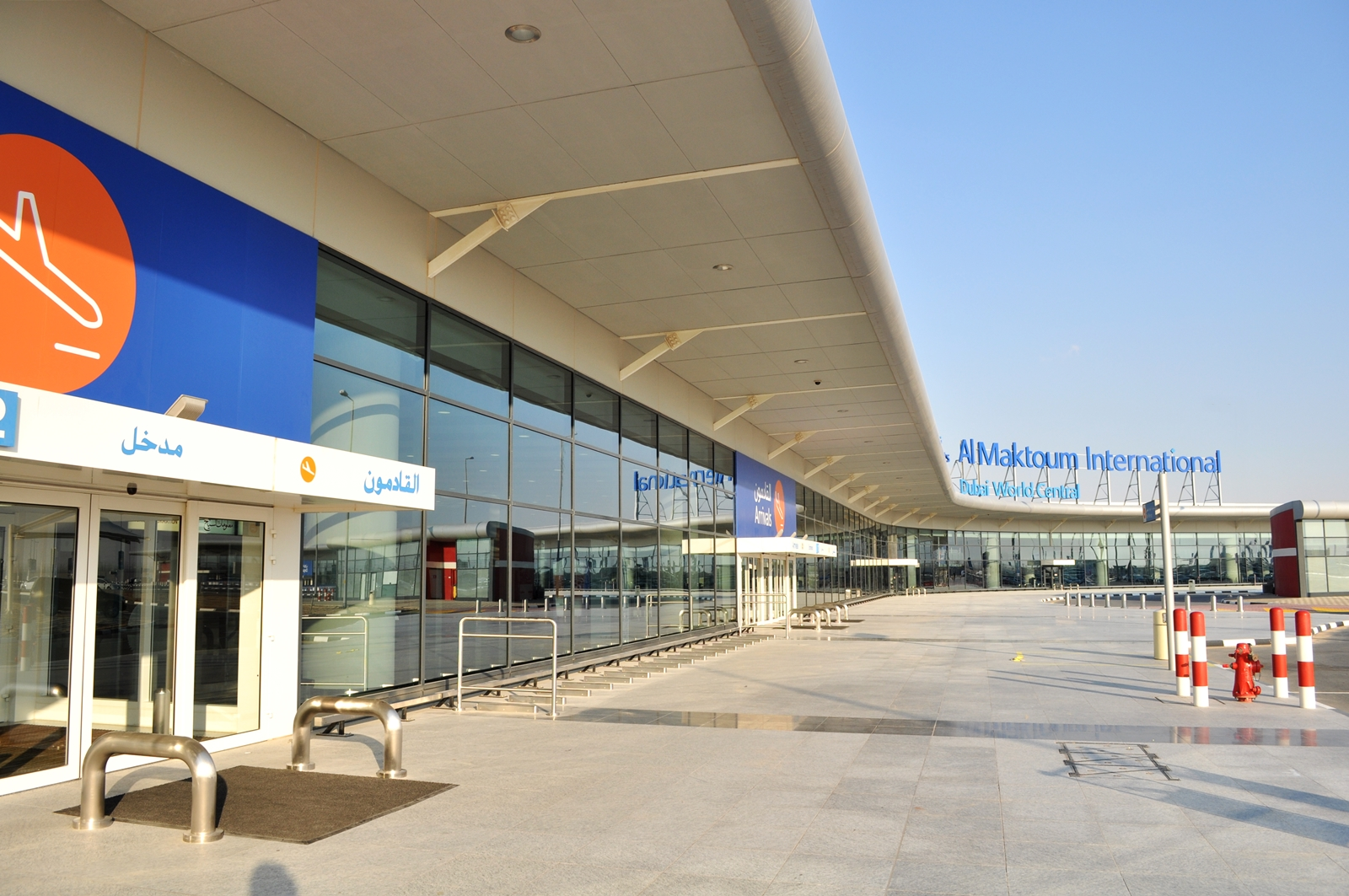
مطار آل مكتوم الدولي

### أبنية مطارات
| المطار                         | الموقع                             | رمز إياتا | إجمالي عدد المسافرين 09-10 | التكلفة (بالدولار الأمريكي)                                   |
| ------------------------------ | ---------------------------------- | --------- | -------------------------- | ------------------------------------------------------------- |
| مطار الملك عبد العزيز الدولي   | جدة، السعودية                      | JED       | 18٬000٬000                 | إجمالي تكلفة المشروع - 7.2 بليون                              |
| مطار أبوظبي الدولي             | أبوظبي، الإمارات العربية المتحدة   | AUH       | 9٬700٬000                  | إجمالي تكلفة المشروع - 6.8 بليون                              |
| مطار آل مكتوم الدولي           | جبل علي، الإمارات العربية المتحدة  | DWC       |                            | إجمالي تكلفة المشروع - 10 بليون.                              |
| مطار الكويت الدولي             | محافظة الفروانية، الكويت           | KWI       | 25٬000٬000                 | إجمالي تكلفة المشروع - 4.3 بليون                              |
| مطار سخيبول أمستردام           | أمستردام، هولندا                   | AMS       | 43٬570٬370                 |                                                               |
| مطار أثينا الدولي              | أثينا، اليونان                     | ATH       | 16٬225٬885                 | تكلفة المطار - 3 بلايين                                       |
| مطار باندونغ ماجالينغكا الدولي | ماجالينغك، جاوة الغربية، إندونيسيا | N/A       |                            | تكلفة المطار - 15 بليون (خطة مشروع)                           |
| مطار برشلونة الدولي            | برشلونة، أسبانيا                   | BCN       | 29٬209٬595                 | تكلفة المطار - 4 بلايين                                       |
| مطار كلارك الدولي              | برلين، ألمانيا                     | BER       |                            | تكلفة المطار 4 بلايين                                         |
| مطار دنفر الدولي               | دنفر، كولورادو، الولايات المتحدة   | DEN       | 50٬167٬485                 | تكلفة المطار - 4.8 بلايين                                     |
| مطار قوانغتشو باييون الدولي    | قوانغتشو، الصين                    | CAN       | 37٬048٬712                 | تكلفة المطار - 3 بلايين                                       |
| مطار هونغ كونغ الدولي          | تشيك لاب كوك، هونغ كونغ            | HKG       | 45٬558٬807                 | تكلفة المطار 2- بليون مشروع المطار الأساسي التكلفة - 20 بليون |
| مطار إنتشيون الدولي            | إنتشيون، كوريا الجنوبية            | ICN       | 28٬677٬161                 | المرحلة الأولى - 5 بلايين، المرحلة الثانية - 2.6 بليون        |
| مطار كوالانامو الدولي          | ميدان، إندونيسيا                   | KNO       | 7001250000000000000♠       | تكلفة المطار - 992 مليون                                      |
| مطار كانساي الدولي             | اليابان                            | KIX       | 13٬516٬000                 | تكلفة المطار - 20 بليون                                       |
| مطار الملك شاكا الدولي         | ديربان، جنوب أفريقيا               | DUR       | 7٬500٬000                  | تكلفة المطار - 1 بليون                                        |
| مطار كوالالمبور الدولي         | ماليزيا                            | KUL       | 29٬682٬093                 | تكلفة المطار - 3.5 بليون                                      |
| مطار لونغ ثانه الدولي          | فيتنام                             | N/A       |                            | تكلفة المطار - مُقدرة بـ 10 بليون                              |
| مطار نيوآرك ليبرتي الدولي      | نيوآرك، نيوجيرسي، الولايات المتحدة | EWR       | 33٬399٬207                 |                                                               |
|                                | لشبونة، البرتغال                   | N/A       |                            | الكلفة التقديرية 4.5 بليون (خطة مشروع)                        |
| مطار سوفارنابومي الدولي        | بانكوك، تايلند                     | BKK       | 40٬500٬224                 | تكلفة المطار - 3.8 بليون                                      |

### توسعة مطارات
| المطار                                | المشروع                                                         | الموقع                                      | رمز إياتا | إجمالي عدد المسافرين 9-10 | نوع التوسعة          | التكلفة (بالدولار الأمريكي) |
| ------------------------------------- | --------------------------------------------------------------- | ------------------------------------------- | --------- | ------------------------- | -------------------- | --------------------------- |
| مطار بكين العاصمة الدولي              | مطار بكين العاصمة الدولي                                        | بكين، جمهورية الصين الشعبية                 | PEK/BJS   | 65,372,012                | تكلفة محطة المسافرين | 3.5 بليون                   |
| مطار كيب تاون الدولي                  | توسعة عام 2012                                                  | كيب تاون، جنوب أفريقيا                      | CPT       | 7,725,214                 | التوسعة              | 0.2 بليون                   |
| مطار شارلوت دوغلاس الدولي             | البناء والتوسعة                                                 | شارلوت، كارولينا الشمالية، الولايات المتحدة | CLT       | 40,000,000                | التوسعة              | بليون                       |
| مطار تشاتراباتي شيفاجي الدولي         | مطار تشاتراباتي شيفاجي الدولي                                   | مومباي، الهند                               | BOM       | 24,804,766                | التوسعة              | 1.9 بليون                   |
| مطار كلارك الدولي                     | توسعة محطة المسافرين                                            | مدينة أنجيليس، الفلبين                      | CRK       | 500,000                   | التوسعة              | 1.2 بليون                   |
| مطار دالاس فورت ورث الدولي            | مطار دالاس فورت ورث الدولي                                      | دالاس، تكساس، الولايات المتحدة              | DFW       | 56,030,457                | التوسعة              | 3 بلايين                    |
| مطار دبي الدولي                       | مطار دبي الدولي                                                 | دبي، الإمارات العربية المتحدة               | DXB       | 40,901,752                | محطة مسافرين         | 4.5 بليون                   |
| مطار دبلن الدولي                      | مطار دبلن الدولي                                                | دبلن، إيرلندا                               | DUB       | 20,504,000                | التوسعة              | 2.7 بليون                   |
| مطار فرانكفورت                        | مطار فرانكفورت                                                  | فرانكفورت، هسن، ألمانيا                     | FRA       | 50,932,840                | التوسعة              | 5.4 بليون                   |
| مطار هانيدا                           | مطار طوكيو هانيدا الدولي                                        | طوكيو، اليابان                              | HND       | 61,903,656                | محطة مسافرين         | 1.3 بليون                   |
| مطار هارتسفيلد جاكسون                 | مطار هارتسفيلد جاكسون                                           | أتلانتا، جورجيا، الولايات المتحدة           | ATL       | 88,032,086                | التوسعة              | 9 بلايين                    |
| مطار هونغ كونغ الدولي                 | مطار هونغ كونغ الدولي                                           | تشيك لاب كوك، هونغ كونغ                     | HKG       | 50,348,960                | التوسعة              | 16 بليون                    |
| مطار أنديرا غاندي الدولي              | مطار انديرا غاندي الدولي                                        | نيودلهي، الهند                              | DEL       | 25,472,348                | محطة مسافرين         | 3 بلايين                    |
| مطار جون إف كينيدي الدولي             | مطار جون إف كينيدي الدولي                                       | مدينة نيويورك، الولايات المتحدة             | JFK       | 45,915,069                | التوسعة              | 10.3 بلايين                 |
| مطار هيثرو                            | محطة المسافرين رقم 5                                            | لندن، المملكة المتحدة                       | LHR       | 66,037,578                | محطة مسافرين         | $4.3 بليون                  |
| مطار لوس أنجلوس الدولي                | مطار لوس أنجلوس الدولي                                          | لوس أنجلوس، الولايات المتحدة                | LAX       | 56,520,843                | التوسعة              | 1.5 بليون                   |
| مطار مدريد باراخاس الدولي             | مطار مدريد باراخاس الدولي                                       | مدريد، أسبانيا                              | MAD       | 48,250,784                | محطة مسافرين         | 7.4 بليون                   |
| مطار ميونخ الدولي                     | مطار ميونخ الدولي                                               | ميونيخ، ألمانيا                             | MUC       | 32,681,067                | محطة مسافرين         | 2 بليون                     |
| مطار نيتاجي سوبهاس تشاندرا بوس الدولي | محطة مسافرين جديدة                                              | كلكتا، الهند                                |           | 15,000,000                | محطة مسافرين         | 1.5 بليون                   |
| مطار أوهير الدولي                     | مطار أوهير الدولي                                               | شيكاغو، الولايات المتحدة                    | ORD       | 64,158,343                | التوسعة              | $4 بليون                    |
| مطار أو آر تامبو الدولي               | تطوير محطة المسافرين في مطار أو آر تامبو الدولي                 | جوهانسبرغ، جنوب أفريقيا                     | JNB       | 17,445,271                | التوسعة              | $1.5 بليون                  |
| مطار باريس شارل ديغول الدولي          | مطار باريس شارل ديغول الدولي                                    | باريس، فرنسا                                | CDG       | 57,906,866                | محطة المسافرين       | $1.3 بليون                  |
| مطار شيريميتييفو الدولي               | محطات المسافرين D و E                                           | موسكو، روسيا                                | SVO       | 19,329,000                |                      |                             |
| مطار سوكارنو هاتا الدولي              | بناء مطار سوكارنو هاتا الدولي، مطار سوكارنو هاتا الدولي التوسعة | تانقيرانغ، بنتن                             | CGK       | 62,000,000                | كافة الإنشاءات       | $1.36 بليون                 |
| مطار سير سيووساغور رامغولام الدولي    | محطة مسافرين جديدة                                              | موريشيوس                                    | MRU       | 2,609,805                 | محطة مسافرين         | $0.3 بليون                  |
| مطار سوفارنابومي الدولي               | محطة مسافرين ومدارج                                             | بانكوك، تايلاند                             | BKK       | 60,000,000                | التوسعة              | $1.95 بليون                 |

## مشاريع أبنية
لا تتضمّن هذه القائمة مشاريع الملاعب الرياضية. يمكنك الإطّلاع على القائمة في قسم الملاعب والمنشآت الرياضية لاحقاً.
- أبراج البيت، مكة، السعودية (2011)
- فندق قصر الإمارات (2005)

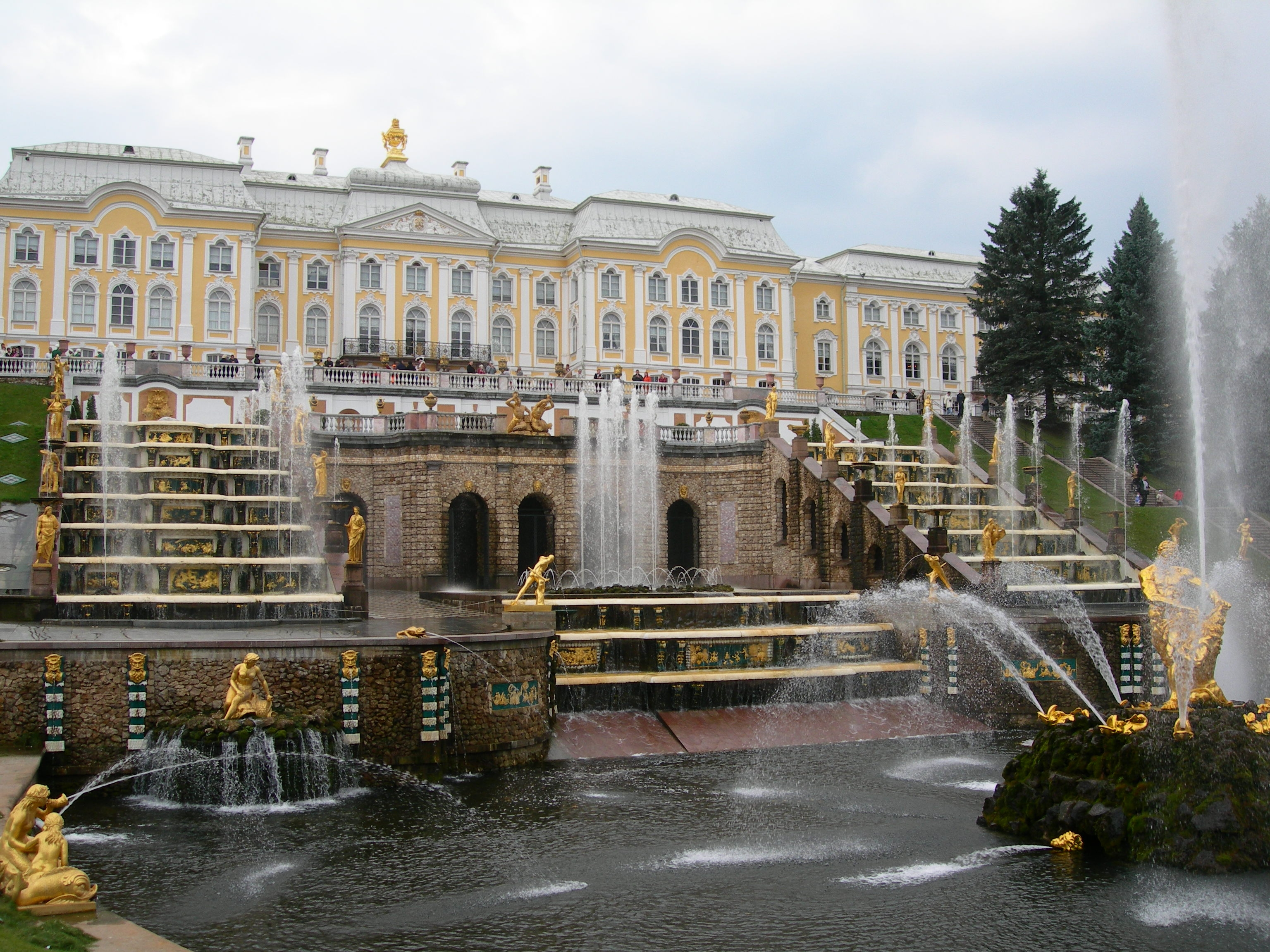
قصر بيترهوف الكبير

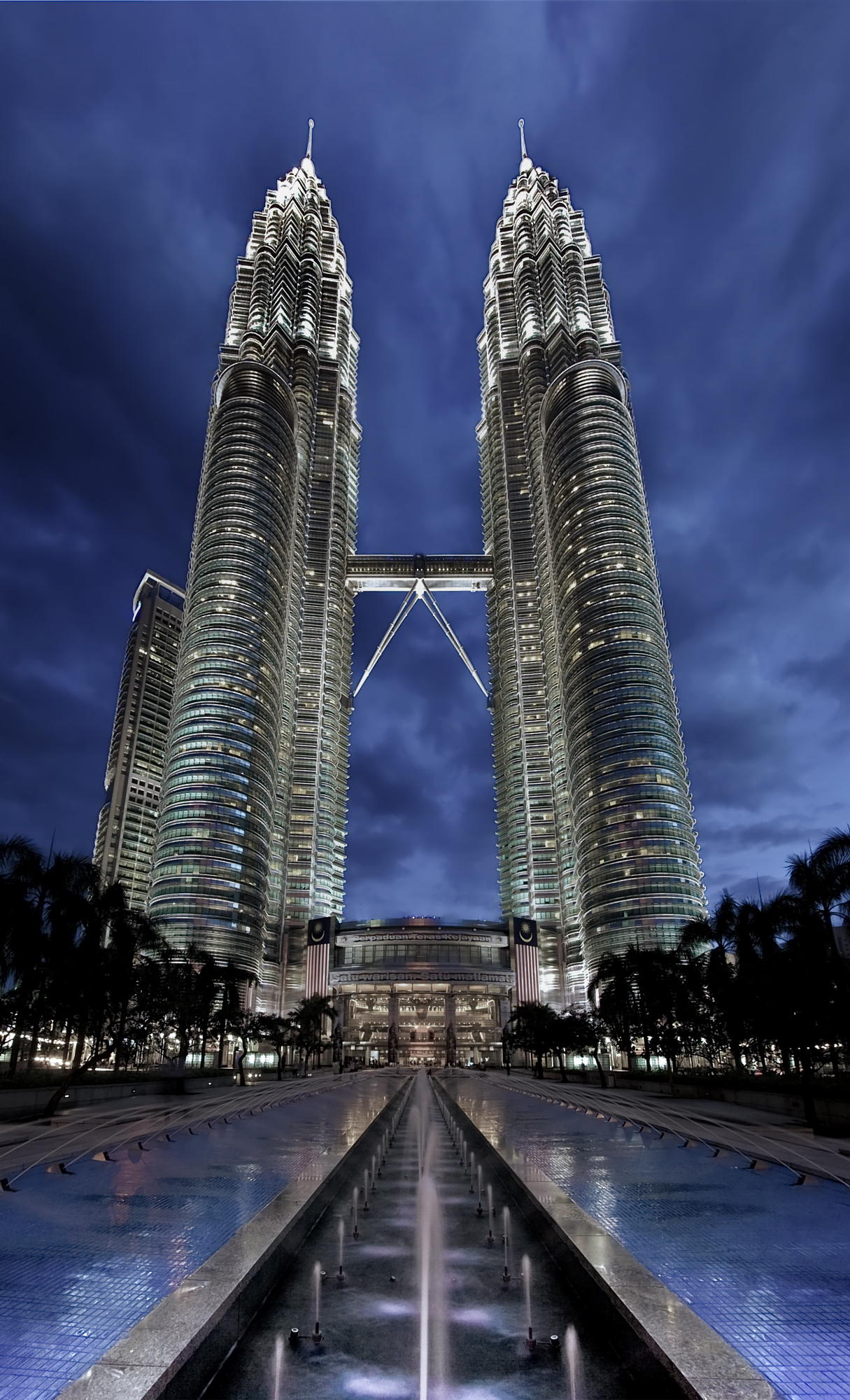
الواجهة الأمامية لأبراج بتروناس التوأم

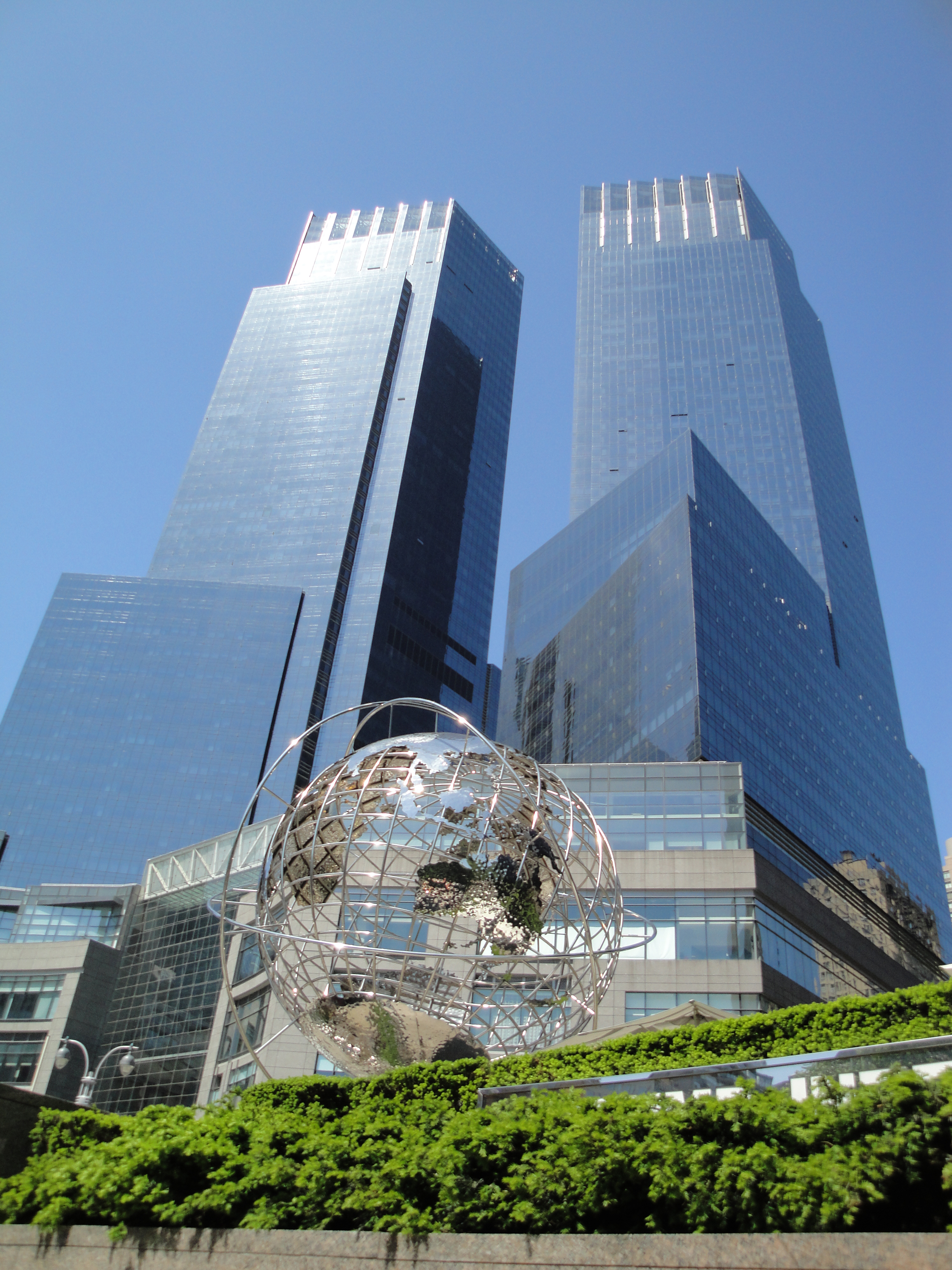
مركز تايم وارنر

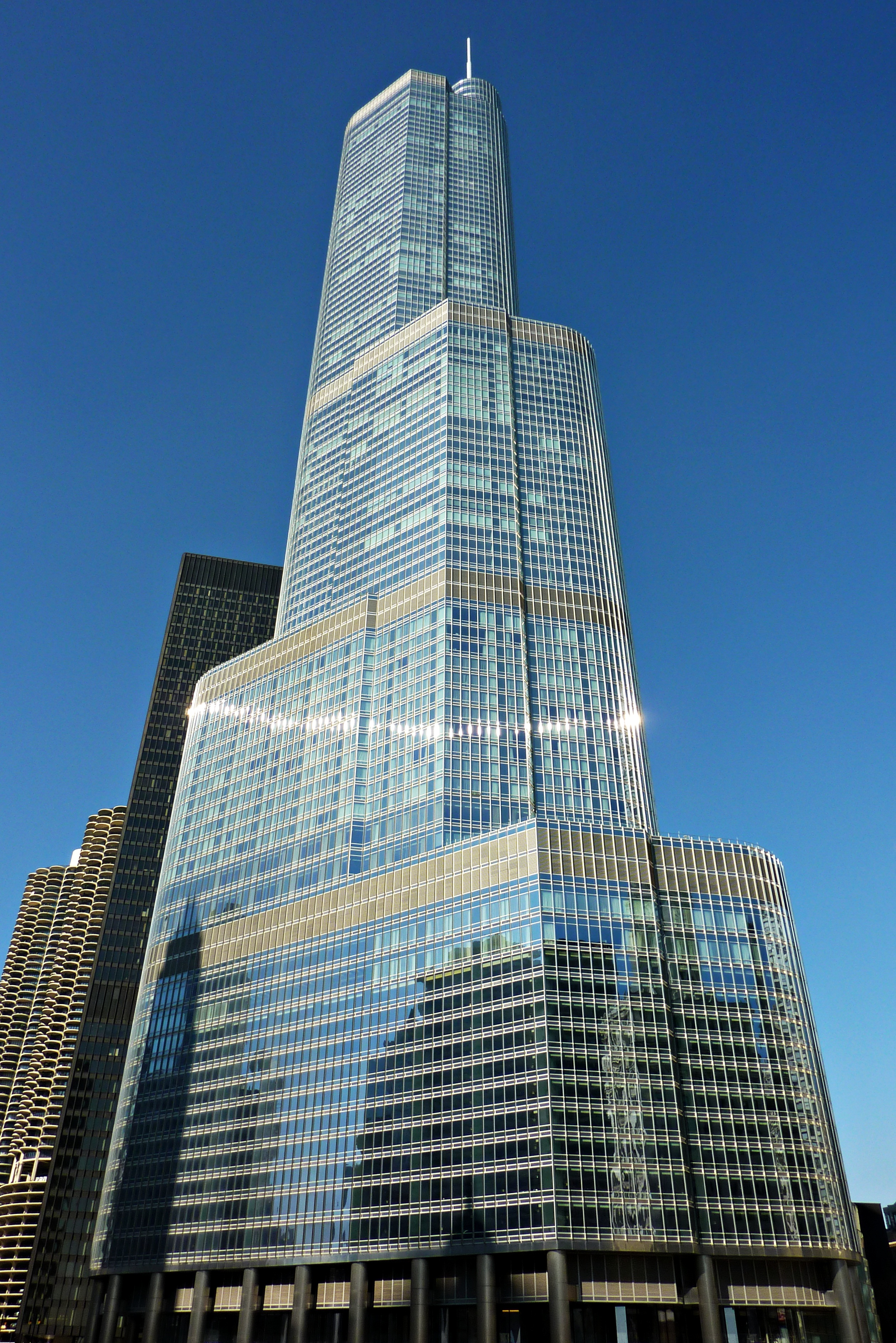
برج وفندق ترامب العالمي

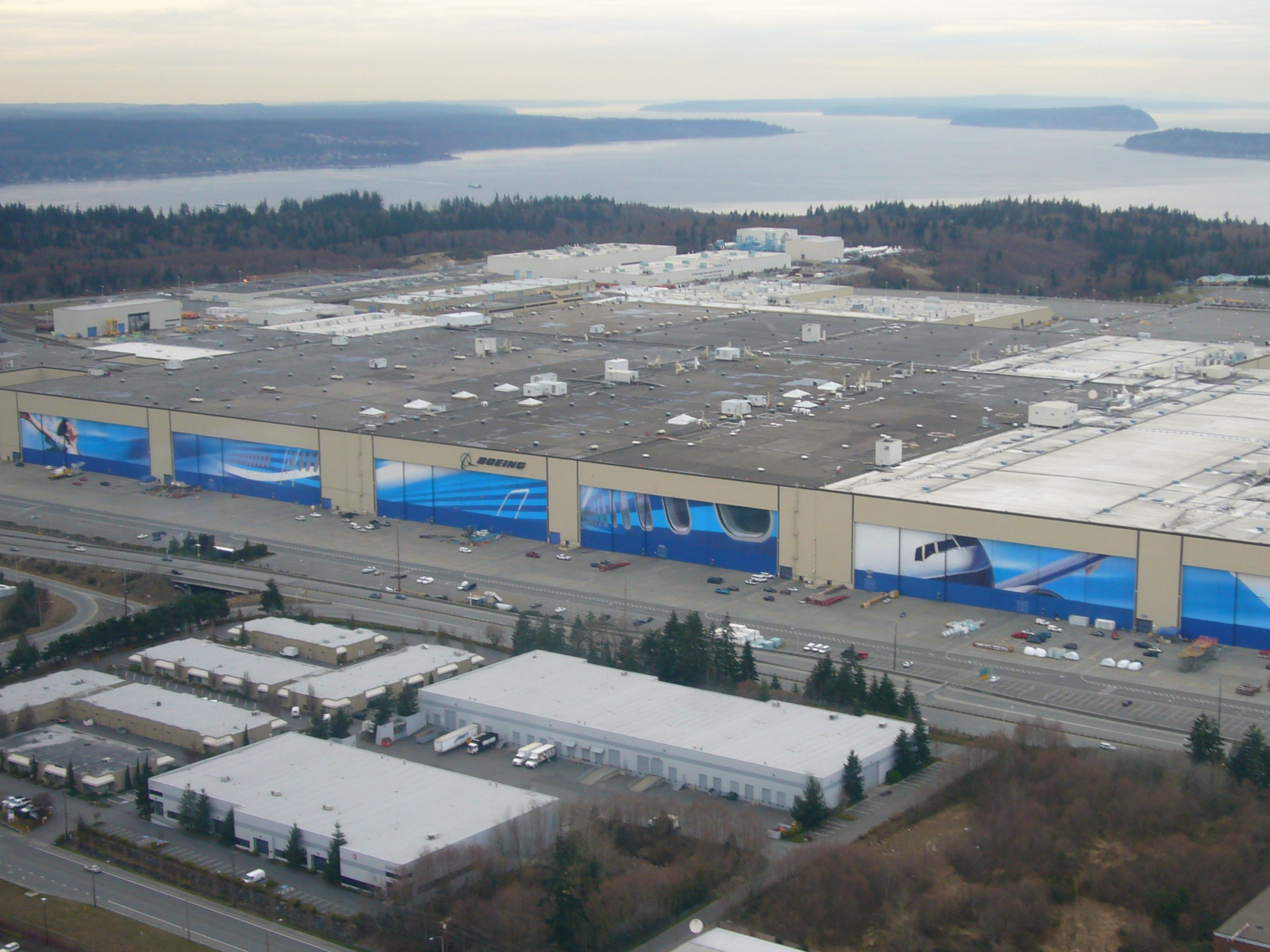
مصنغ بوينغ إيفرت، أضخم بناء على الإطلاق.

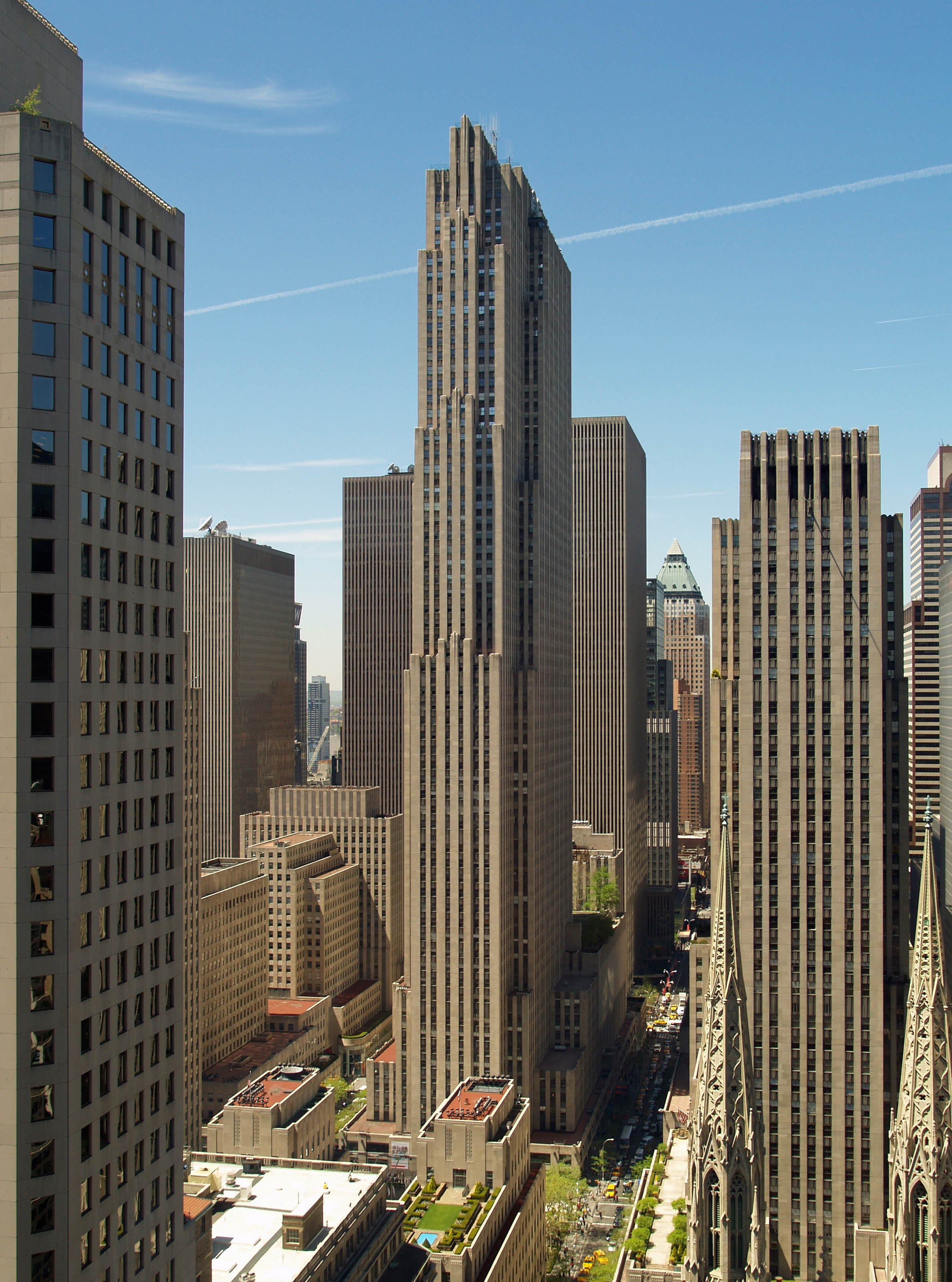
مركز روكفيلير، يتضمن 19 بناية، جميعها ناطحات سحاب، وهو أكبر مجمع بنايات في العالم.

- مول الأحلام الأمريكي (ميدولاندز)،نيوجيرسي، الولايات المتحدة (قيد الإنشاء)
- متحف التاريخ الطبيعي الأمريكي، مدينة نيويورك، الولايات المتحدة (1869)
- أنتيليا، جنوب مومباي، الهند (2010) - يتوقع أن يكون أغلى بيت في العالم بكلفة تبلغ 2 بليون دولار.
- مركز أون (شيكاغو)، شيكاغو، الولايات المتحدة (1973)
- مركز شركة بنك أوف أمريكا - مقر الإدارة، شارلوت، الولايات المتحدة
- بلازا بنك أوف أمريكا (أتلانتا)، الولايات المتحدة (1992)
- برج بنك أوف أمريكا (مدينة نيويورك)، الولايات المتحدة (2009)
- برلين هابتبا هنهوف (المحطة المركزية)، برلين، ألمانيا (2006)
- مكتبة الإسكندرية الجديدة، الإسكندرية، مصر (2002)
- مصنع بوينغ تشارلستون (2011). أحد أكبر أربع مصانع تُصنّع هياكل الطائرات التجارية العريضة في العالم.
- مصنع بوينغ إيفرت، الولايات المتحدة (1967). أكبر مبنى في العالم. أحد أكبر أربع مصانع تُصنّع هياكل الطائرات التجارية العريضة في العالم.
- المكتبة البريطانية، لندن، المملكة المتحدة (1753)
- المتحف البريطاني، لندن، المملكة المتحدة (1753)
- قصر باكنغهام، لندن، المملكة المتحدة (1705)
- برج خليفة، دبي، الإمارات العربية المتحدة (2009)
- برج كانتون، أطول بناء في الصين (2012)
- مبنى كرايسلر، مدينة نيويورك، الولايات المتحدة (1930)
- مركز سيتي غروب، مدينة نيويورك، الولايات المتحدة (1977)
- محطة اتحاد كليفلاند، كليفلاند، الولايات المتحدة (1919-1934)
- برج سي إن، تورنتو، أونتاريو، كندا (1976)
- كوزموبوليتان لاس فيغاس، نيفادا، الولايات المتحدة (2010)
- منطقة الأبراج الأربعة التجارية، مدريد، إسبانيا (2009)
- ديزني لاند، أورلاندو، فلوريدا، الولايات المتحدة (1971)
- برج إيفل، باريس، فرنسا (1889)
- الإسكوريال، مدريد، إسبانيا (1557)
- مبنى إمباير ستيت، مدينة نيويورك، الولايات المتحدة (1931)
- ساحة الإمباير ستيت، ألباني، نيويورك، الولايات المتحدة (1978)
- المدينة المحرمة، بكين، الصين (1406)
- قوس البوابة، سانت لويس، ميزوري، الولايات المتحدة (1967)
- برج غراند سانتياغو، سانتياغو، تشيلي (2013?). لا زال قيد الإنشاء، وهو أطول مبنى في أمريكا اللاتينية.
- محطة غراند سنترال، مدينة نيويورك، الولايات المتحدة (1871)
- المتحف المصري الكبير، الجيزة، مصر (2022)
- أهرامات الجيزة، الجيزة، مصر (2551 ق.م..)
- مبنى البرلمان الهنغاري، بودابست، هنغاريا (1904)
- برج جاكارتا، جاكارتا، إندونيسيا (2011) (تم تعليق الإنشاءات)
- برج الهند، مومباي، الهند (تم تعليق الإنشاءات)
- برج جين ماو، شنغهاي، الصين (1999)
- مركز جون هانكوك، شيكاغو، الولايات المتحدة (1970)
- برج جي بي مورغان تشيس، هيوستن، الولايات المتحدة (1982)
- برج المملكة، جدة، السعودية (2020) (قيد الإنشاء)
- مكتبة الكونغرس، واشنطن العاصمة، الولايات المتحدة (1897)
- مركز لينكولن للفنون الأدائية، مدينة نيويورك، الولايات المتحدة (1906)
- أبراج لوبيز، مدينة ماكاتي، الفلبين
- متحف اللوفر، باريس، فرنسا (1793، قلعة يعود تاريخها إلى القرن الثاني عشر الميلادي)
- قصر مافرا الوطني، مافرا، البرتغال (1730، الدير والقصر الملكي)
- فندق وكازينو مارينا باي ساندس، سنغافورة (2010)
- ميرشندايز مارت، شيكاغو، الولايات المتحدة (1930)
- مبنى ميتلايف، مدينة نيويورك، الولايات المتحدة (1963) كانت في الأصل مبنى بان أمريكا.
- متحف المتروبوليتان للفنون، مدينة نيويورك، الولايات المتحدة (1872)
- قبة الألفية، لندن، المملكة المتحدة (2000) قطاع خاص، وتعرف الآن باسم O2
- الكرملين، موسكو، روسيا (1331)
- المول الوطني، واشنطن العاصمة، الولايات المتحدة (1791)
- نيويورك المكتبة العامة، مدينة نيويورك، الولايات المتحدة (1911)
- بناية التايمز نيويورك، مدينة نيويورك، الولايات المتحدة (2007)
- أبراج نينا، مدينة تسوين وان الجديدة، المقاطعات الجديدة، هونغ كونغ (2007)
- تمثال الحرية، مدينة نيويورك، الولايات المتحدة (يتوقع البدء به عام 2013)
- برج أوستاكينو، موسكو، روسيا (1967)
- مجمع برج الميناء، كراتشي، الباكستان (مشروع مقترح يتوقع البدء به عام 2018)
- قصر البرلمان، بوخارست، رومانيا (1989)
- قصر فرساي، فرساي، فرنسا (1682)
- قصر وستمنستر، لندن، المملكة المتحدة (1860)
- قصر بيترهوف، سانت بيترسبورغ، روسيا (1725)
- فندق بالازو، لاس فيغاس، الولايات المتحدة
- البنتاغون، مقاطعة آرلنغتون، فرجينيا، الولايات المتحدة (1943)
- أبراج بتروناس، كوالا لمبور، ماليزيا (1998)
- قلعة براغ، براغ، جمهورية التشيك (870)، أكبر مجمع قصور في العالم
- مركز النهضة، ديترويت، ميتشيغان، الولايات المتحدة (1981)

برج خليفة

- برج خليفة مركز روكفيلر، مدينة نيويورك، الولايات المتحدة (1939)
- قصر شونبرون، فيينا، النمسا (1569)
- برج شنغهاي، شنغهاي، الصين (2014)
- شنغهاي المركز المالي العالمي، شنغهاي، الصين (2008)
- برج لندن المشترك، لندن، المملكة المتحدة (تأسس عام 2012)
- برج سيغنتشر (جاكارتا)، جاكارتا، إندونيسيا (2012)
- برج السماء، أوكلاند، نيوزيلندا (1997)
- شتوتغارت 21، شتوتغارت، بادن فورتمبيرغ، ألمانيا (est. 2019)
- دار أوبرا سيدني، سيدني، أستراليا (1973)
- تايبيه 101، تايبيه، تايوان ROC (2004)
- طوكيو سكاي تري، طوكيو، اليابان (2010)
- برج سكاي تونتيكس، كاوهسيونغ، تايوان (1997)
- مركز تكساس الطبي، هيوستن، الولايات المتحدة (1945) أكبر مركز طبي في العالم
- مركز تايم وارنر، مدينة نيويورك، الولايات المتحدة (2001)

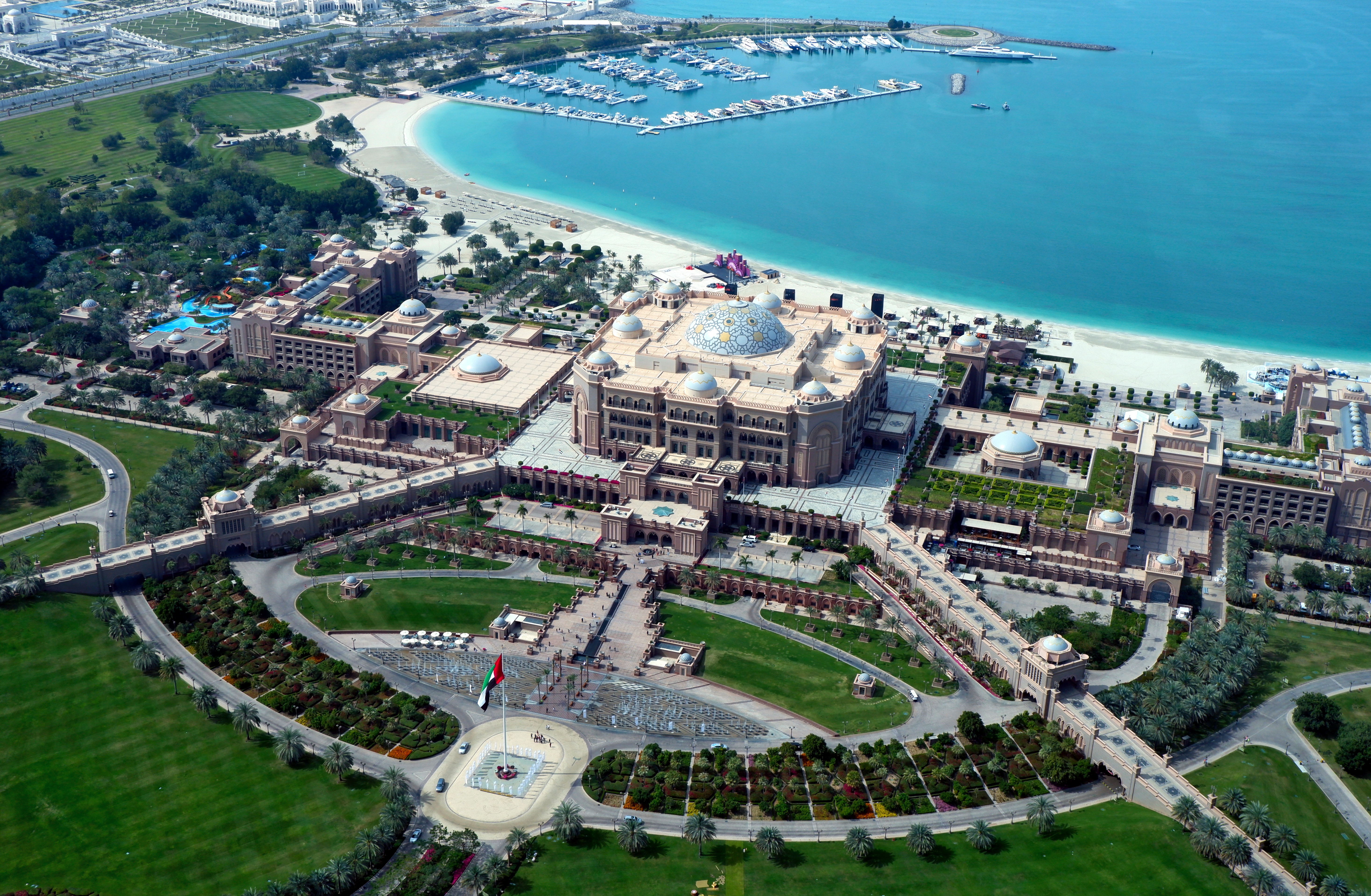
قصر الإمارات

- قصر الإماراتبرج وفندق ترامب العالمي (شيكاغو)، الولايات المتحدة (2009)
- برح بنك أمريكا (لوس أنجلوس)، الولايات المتحدة (1989)
- الكابيتول، واشنطن العاصمة، الولايات المتحدة
- مكتبة جامعة إندونيسيا، ديبوك، جاوة الغربية، إندونيسيا
- مبنى تجميع المركبات، فلوريدا، الولايات المتحدة (1966)
- فندق فينيسيا ماكاو، ماكاو، الصين
- برج ويليس (برج سيرز)، شيكاغو، الولايات المتحدة (1973)
- قلعة وندسور، وندسور، المملكة المتحدة (حوالي عام 1070)
- القصر الشتوي، سانت بيترسبورغ، روسيا (1732)
- ورلد ون، مومباي، الهند (قيد الإنشاء)
- مركز التجارة العالمي، نيويورك مدينة، نيويورك (مدينة)، الولايات المتحدة (1973) (تم تدميره، لكن يعاد الآن إنشاؤه ببناء أبراج جديدة)

## مشاريعالقنوات المائية
- قناة الأمريكيين، كاليفورنيا، الولايات المتحدة
- القناة العربية، الإمارات العربية المتحدة (مشروع متوقف، ربما يبقى لأجل غير مسمى)
- قناة دو ميدي (تم بناؤها في الفترة ما بين 1667-1681) وقناة غارون (تم بناؤها في الفترة ما بين 1838-1856) مع قناة بطول 413 كم  قناة البحرين، فرنسا
- مشروع أريزونا المركزي، أريزونا، الولايات المتحدة
- قناة شيكاغو للصرف الصحي والسفن، شيكاغو، الولايات المتحدة
- قناة الدانوب - البحر الأسود، رومانيا
- قناة إيري، نيويورك (مدينة)، الولايات المتحدة
- قناة غوتا، السويد
- القناة الصينية الكبرى، الصين
- القناة المائية الكورية الكبرى، كوريا الجنوبية (مشروع مقترح)
- قناة إسطنبول، تركيا (مشروع مقترح)
- قناة الفيضان في جاكارتا، جاكارتا، إندونيسيا، يتضمن هذا المشروع مرحلتين: «قناة الفيضان الشرقي» و «قناة الفيضان الغربي». وكلاهما يهدفان لمنع الفيضانات في جاكارتا.
- قناة كيل، شليسفيغ هولشتاين، ألمانيا، أكثر القنوات البحرية الصناعية استخداماً في العالم.
- قناة بنما ومشروع توسيع قناة بنما، بنما
- قناة ريدو، أونتاريو، كندا
- قناة سيتهو، الهند
- قناة السويس، مصر
- قناة السويس 2، مصر
- قناة تينيسي-تومبيغ بي، الولايات المتحدة
- قناة ويلاند، أونتاريو، كندا
- مشروع نهر الكونغو، الكونغو والسودان ومصر مشروع ربط نهر الكونغو بنهر النيل .

## السدودومشاريعالطاقة الهيدروكهربائية
فيما يلي قائمة بالسدود ومشاريع الطاقة الكهرومائية في جميع أنحاء العالم. هذه السدود تنتج كميات كبيرة من الكهرباء، وتروي مساحات شاسعة من الأراضي، وتنشأ عنها بعض البحيرات الكبرى الصناعية. تتضمن القائمة أيضاً مشاريع ذات تأثير على البيئة والحياة الاجتماعية، وتحمل آثاراً سياسية قد تصل لأبعاد دولية. تشمل هذه المشاريع بعض أطول وأكبر السدود في العالم.
- سد أكوسومبو، غانا

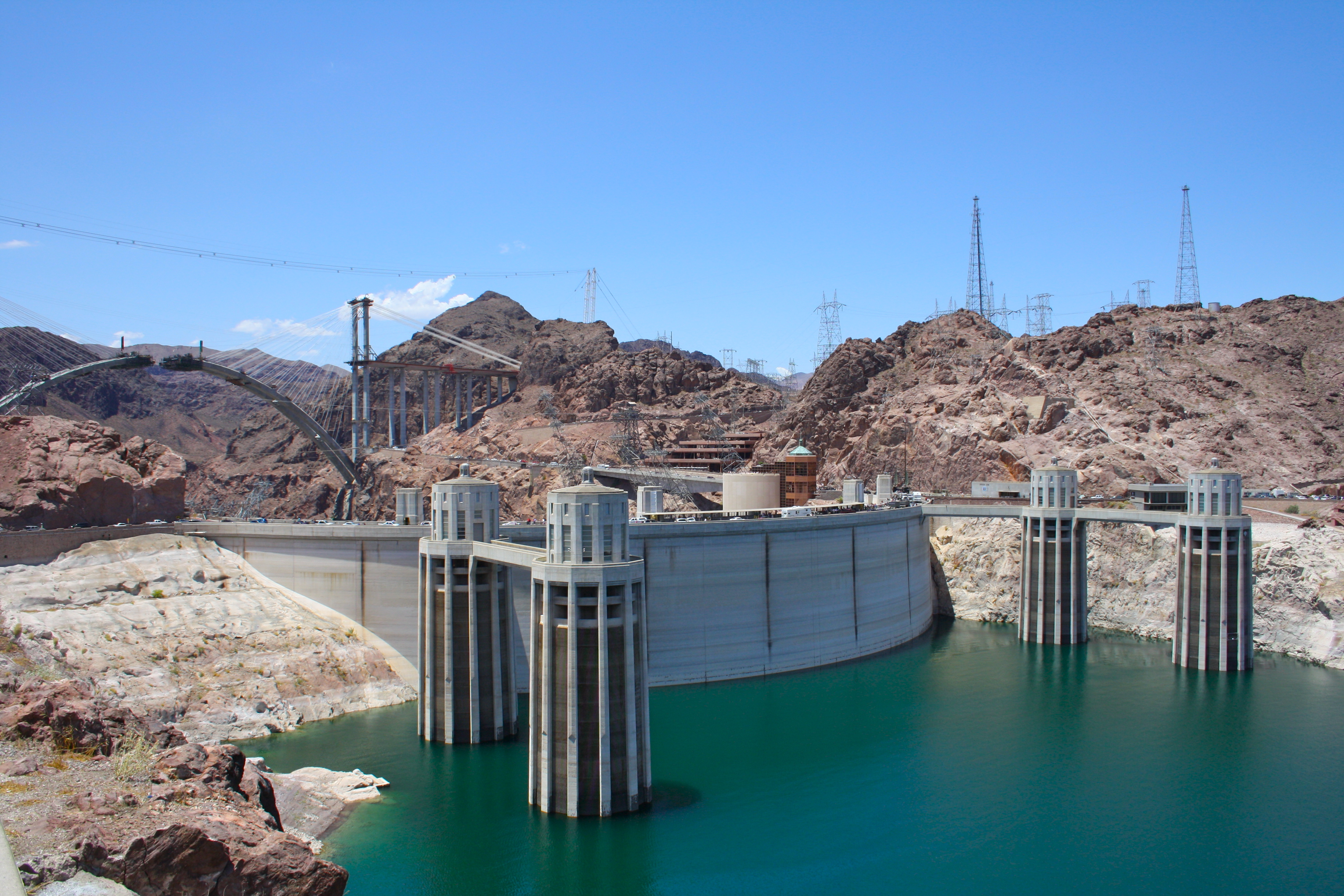
سد هوفر، الولايات المتحدة

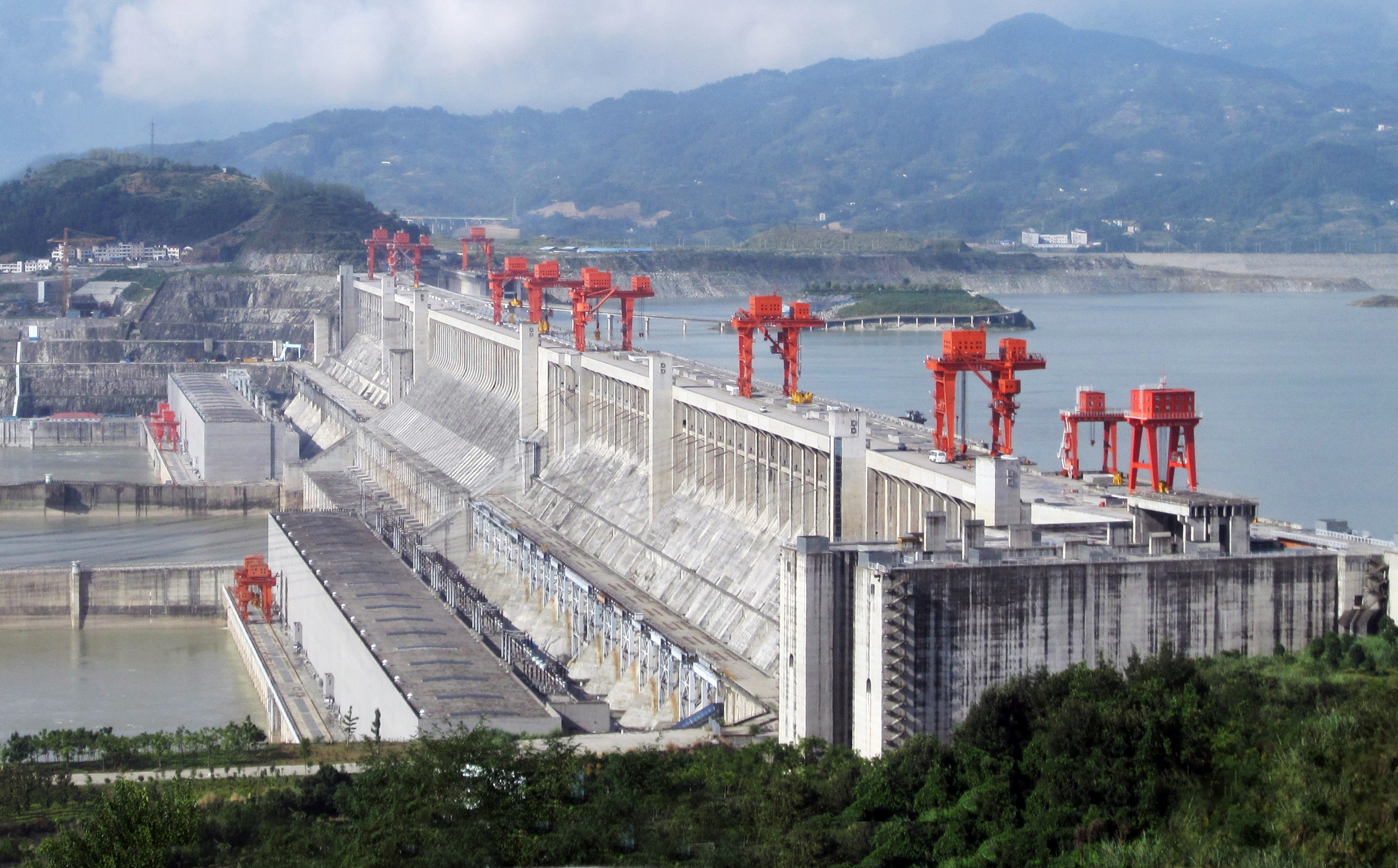
سد القفلات الثلاث، جمهورية الصين الشعبية

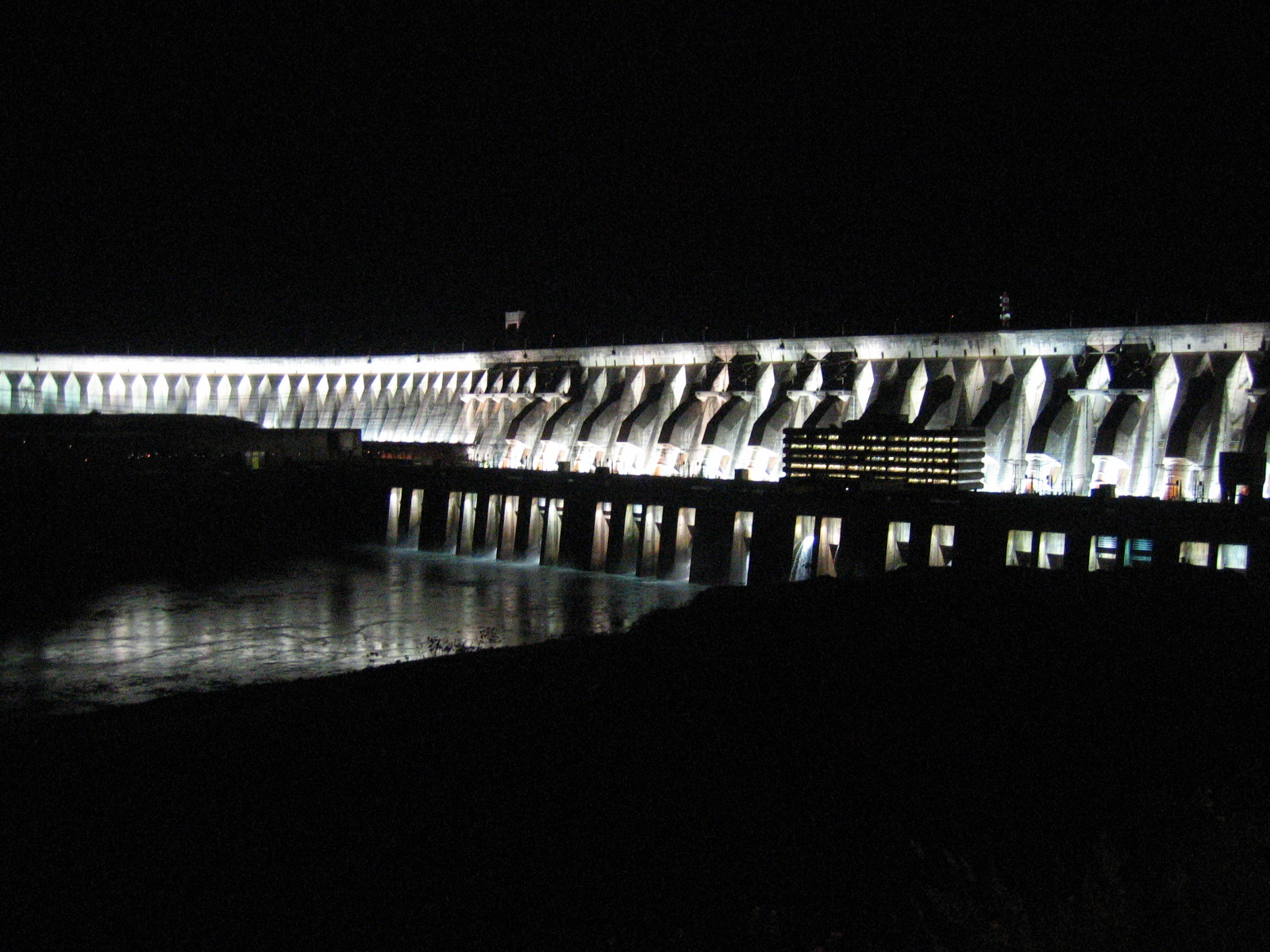
سد إيتابو، بين البرازيل والبرغواي

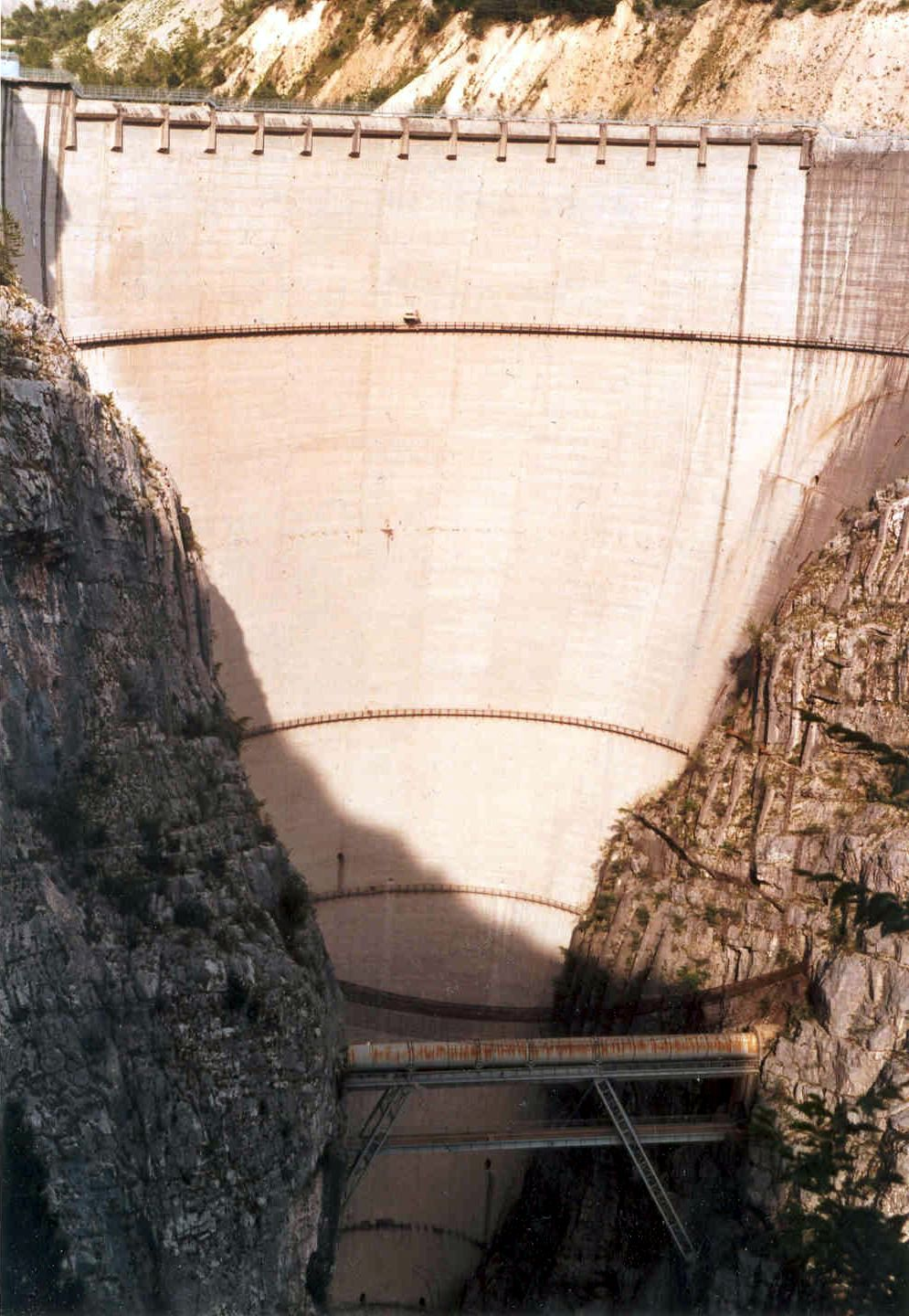
سد فاجونت، إيطاليا

- سد الكويفا، ألنتيخو، البرتغال (تم اكتمال السد، لكن خطط الري والسياحة ستكتمل بحلول عام 2025)
- سد الوحدة، المغرب
- سد أسوان، مصر
- سد أتاتورك، تركيا
- سد باكون، سراوق، ماليزيا
- سد بيلو مونتي، البرازيل
- سد باكرا، الهند
- سد كاهورا باسا، موزامبيق
- محطة التوليد في شلالات تشرتشل، كندا
- أشغال دلتا، هولندا
- سد ديامير باشا، باكستان (لا زال تحت الإنشاء)
- سد غوري، فنزويلا
- سد غراند كولي، الولايات المتحدة
- سد غراند ديكسنس، سويسرا
- سد هيراكود، الهند
- سد هوفر، الولايات المتحدة
- سد إيدوكي، كيرالا، الهند
- سد ليسو، تركيا
- سد إنجا، جمهورية الكونغو الديموقراطية
- سد إيتابو، بين البرازيل/البراغواي
- مشاريع خليج جيمس، كندا
- سد جاتيلوهور، بورواكرتا، إندونيسيا
- محطة جين بينك -/ الكهرومائية، الصين
- محطة كارانجوكار الكهرومائية، أيسلندا
- محطة مانابوري الكهرومائية، نيوزيلندا
- مشروع مانيكواغان، كندا – انظر أيضًا مانيك-2، مانيك-3، ومانيك-5
- سد ناجارجونا، الهند
- سد نيوريك، طاجيكستان
- محطة روبرت موسى نياجارا الكهرومائية، الولايات المتحدة
- سد سايانو-شوشينسكايا، روسيا
- مخطط الجبال الثلجية، أستراليا
- سد الطبقة، سوريا
- سد تربيلا، باكستان
- سد تاسانج، بورما (توقف البناء منذ عام 2011)
- سد تهري، الهند
- سلطة وادي تينيسي، الولايات المتحدة
- سد القفلات الثلاث، الصين
- سد فاجونت، إيطاليا
- سد زياوان، الصين
- سد ياسيريتا، الأرجنتين/باراغواي
- سد ديرينر، تركيا
- سد جاتيلوهور
- سد بني هارون: ثاني أكبر سد في أفريقيا

## مشاريع عسكرية

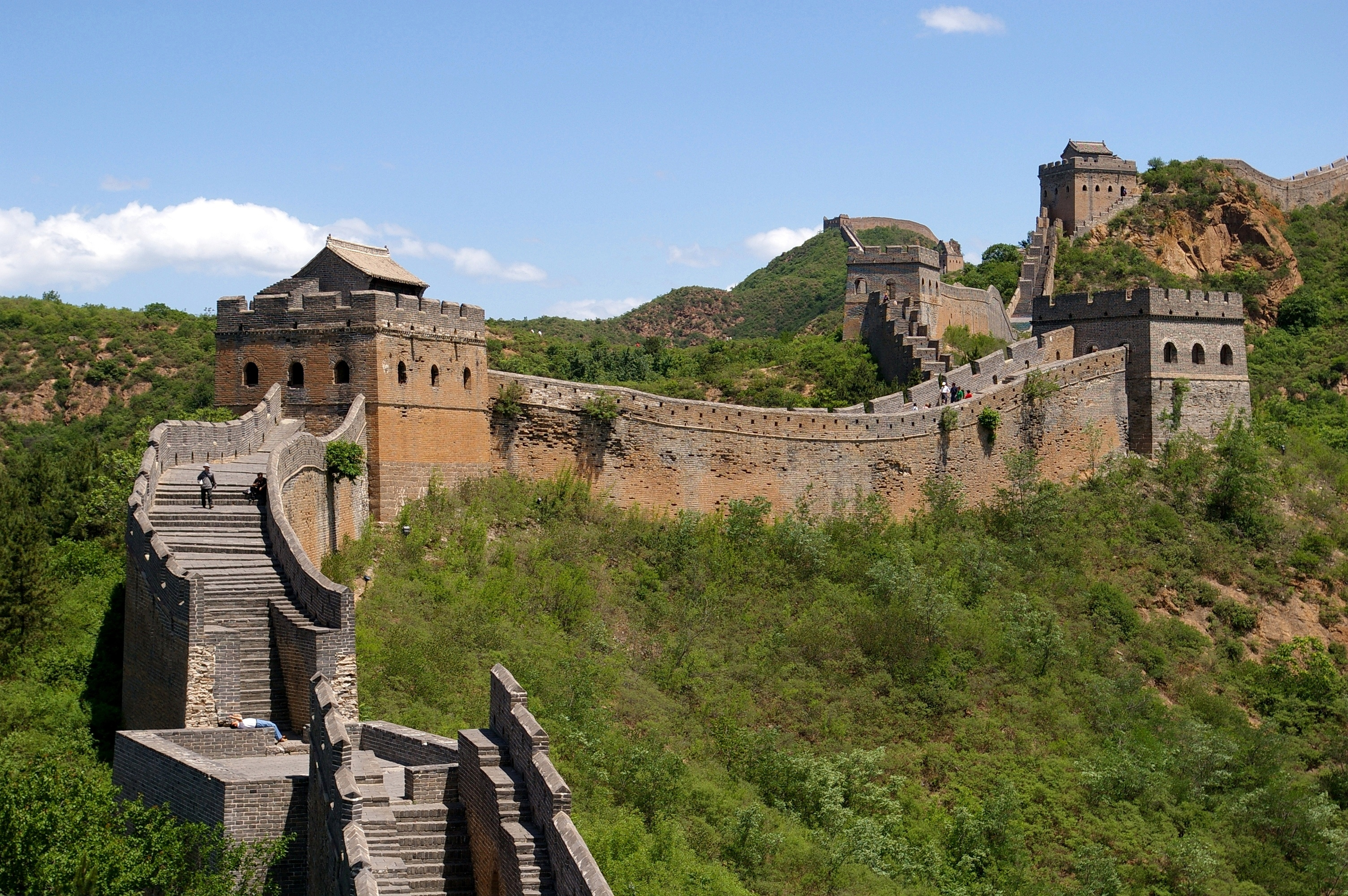
سور الصين العظيم

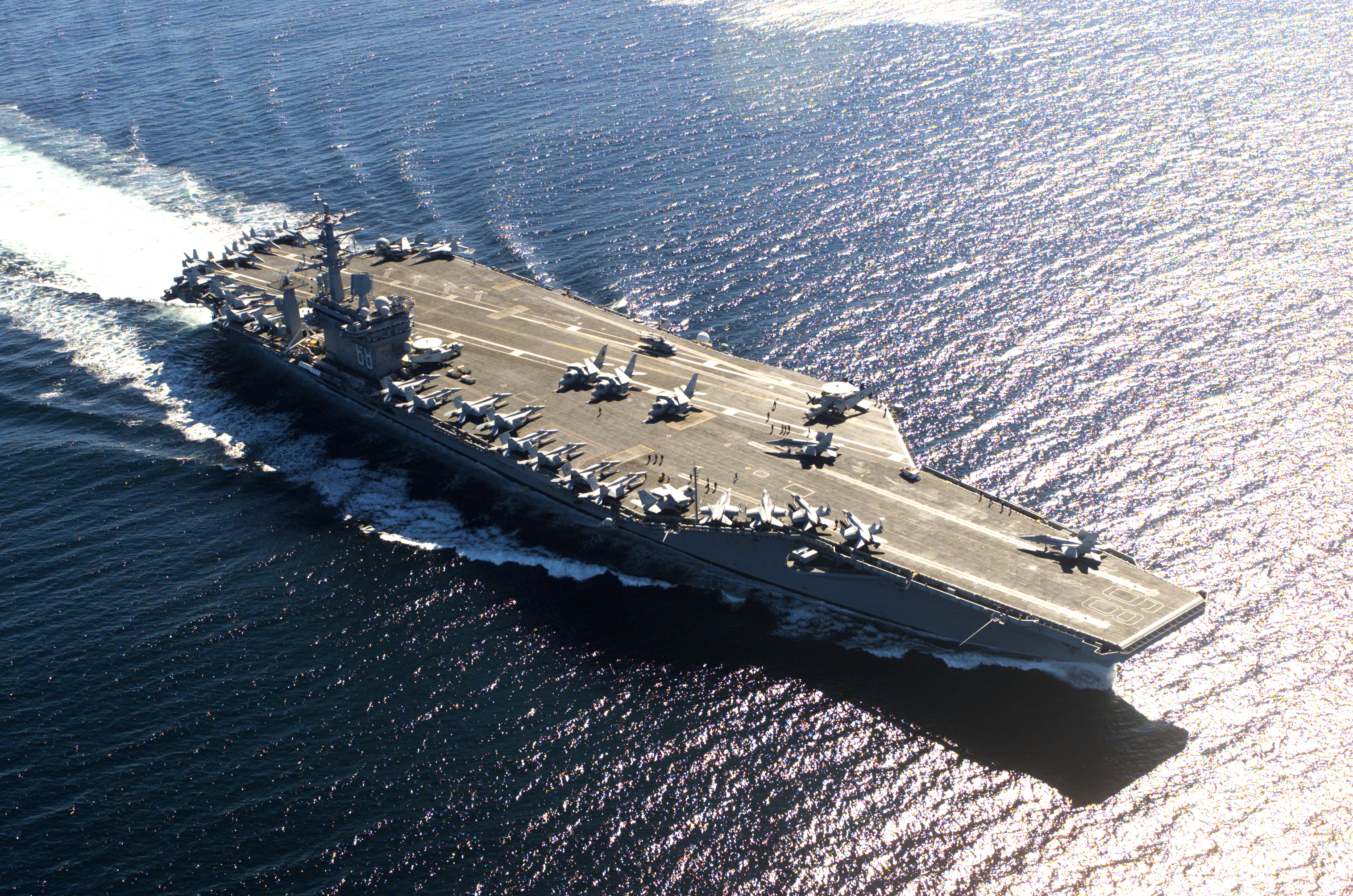
حاملة طائرات من فئة نيمتز

- خط مياه الهولندية، هولندا (الاستخدام من 1629 حتي 1940)
- جزيرة صخرة الارسنال، الولايات المتحدة الأمريكية
- ريدستون ارسنال، الولايات المتحدة الأمريكية
- سور الصين العظيم، جمهورية الصين الشعبية في الغالب سلسلة من التحصينات الترابية والخنادق، ولكن به قطعة من الجدار المستمر شمال بكين.
- خطوط فيدراس توريس، البرتغال، خطوط الحصون لحماية لشبونة خلال حرب شبه الجزيرة
- خط ماجينو، فرنسا
- سور هادريان، المملكة المتحدة، الليمس، سلسلة متقطعة من الجدران والتحصينات تمر عبر الإمبراطورية الرومانية.
- ستيلنغ فان أمستردام، هولندا (شيدت بين عامي 1880 و1920، وهو الآن موقع تحت إشراف اليونسكو للتراث العالمي)
- مبادرة الدفاع الاستراتيجية، الولايات المتحدة الأمريكية (لم تنفذ بالكامل أبداً)
- مشروع مانهاتن، الولايات المتحدة الأمريكية
- زيلجافا القاعدة الجوية، كرواتيا/البوسنة والهرسك
- 816-محطة نووية عسكرية، الصين (أُغلقت في عام 1984)
- فورت بينينغ، الولايات المتحدة الأمريكية، أكبر قاعدة عسكرية في العالم.
- القاعدة العسكرية المتعددة المهام بن كرير، المغرب
- قلعة بودن، السويد
- جبل شايان، قاعدة إدارة وتوجيه، الولايات المتحدة الأمريكية
- حاملات الطائرات فئة نيميتز، الولايات المتحدة الأمريكية. أكبر السفن الحربية التي بنيت في تاريخ العالم.
- جيرالد فورد فئة أر. حاملة طائرات، الولايات المتحدة الأمريكية (تحت الإنشاء)
- غواصة فئة سي ولف، الولايات المتحدة الأمريكية
- تايفون (غواصة)، الاتحاد السوفيتي
- R-36 (صواريخ)، اتحاد الجمهوريات الاشتراكية السوفياتية

## الملاعب والحلبات والمضامير الرياضية

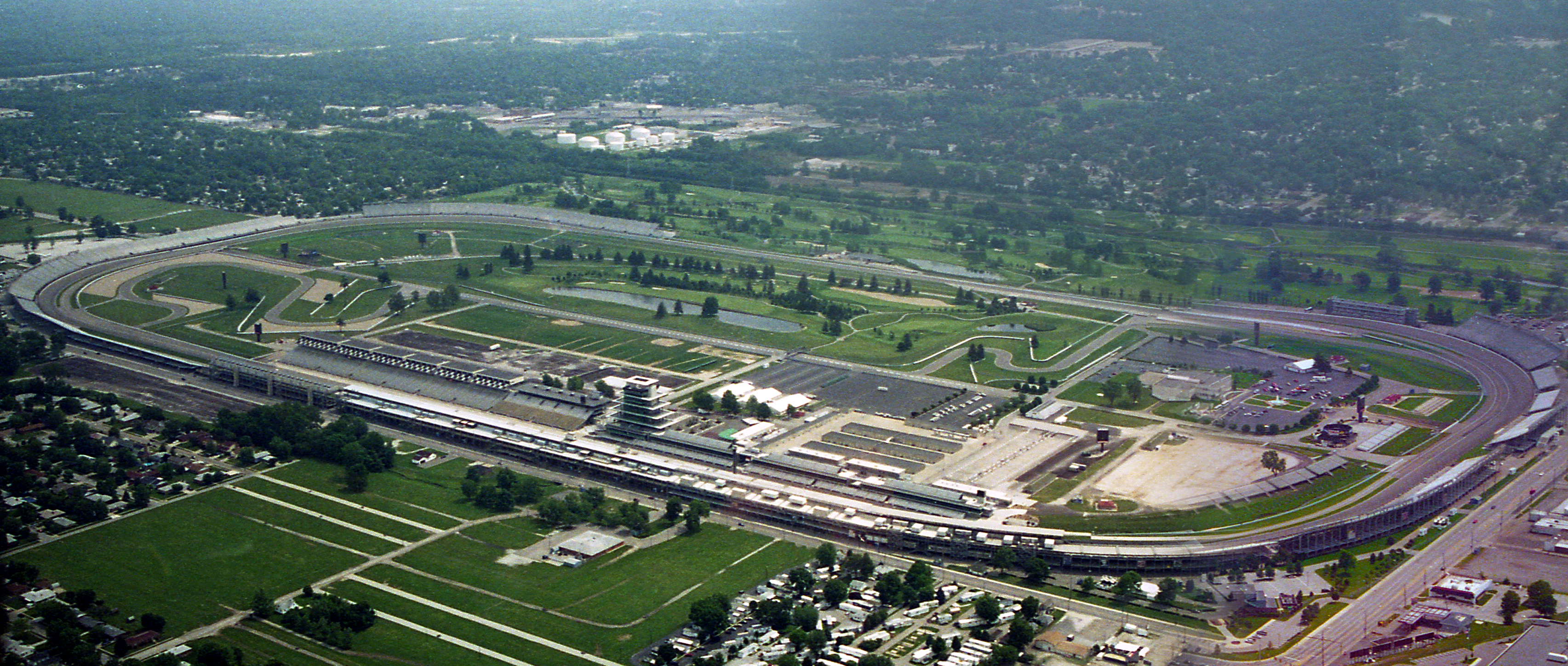
The مضمار إنديانابوليس لسباقات الدراجات النارية، أكبر حلبة رياضية في العالم

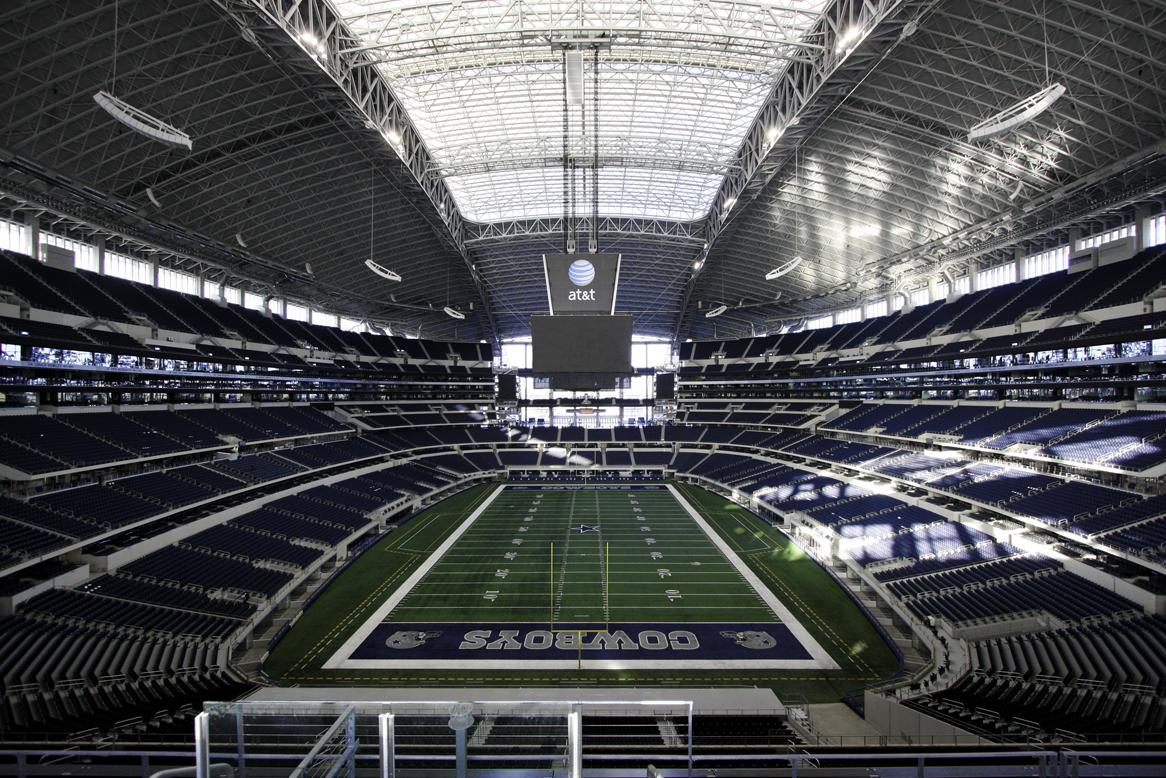
ملعب دالاس كاوبويز

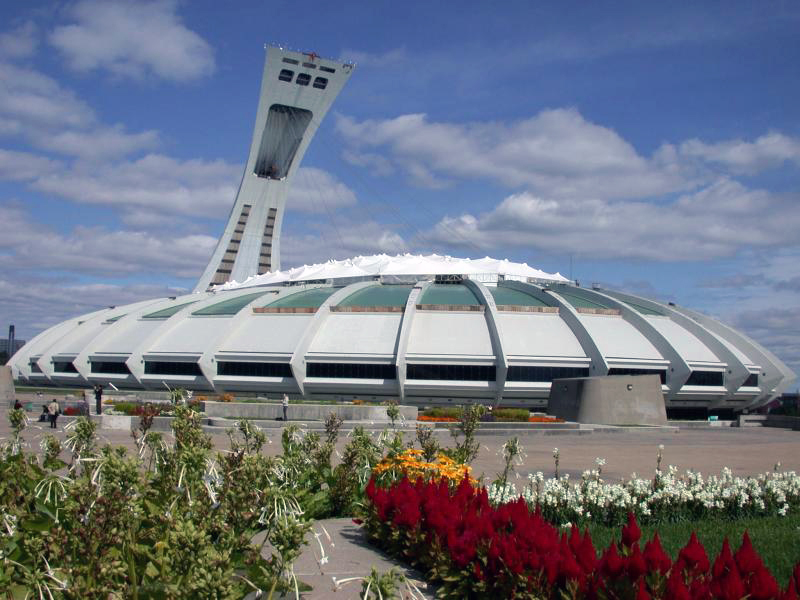
الملعب الأولمبي في مونتريال، بلغت التكلفة النهائية 1.47 بليون دولار كندي.

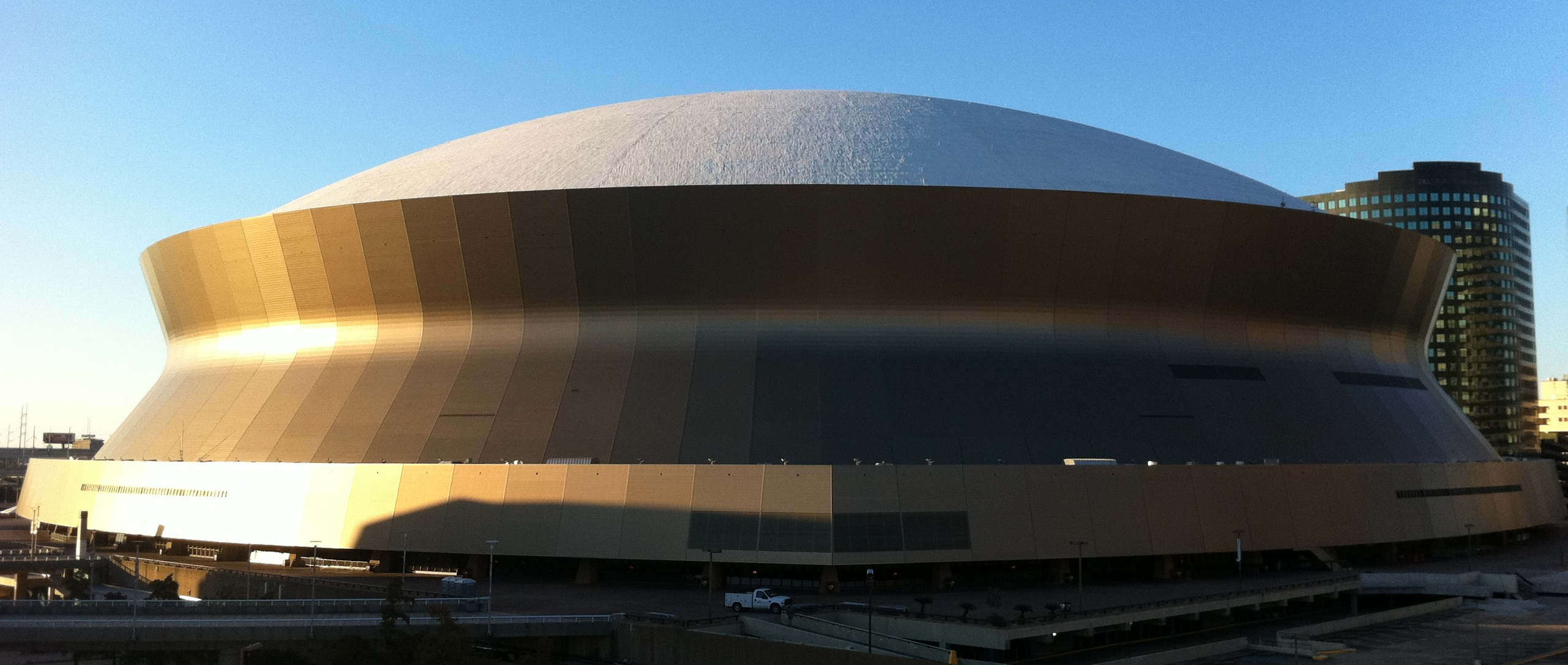
ملعب مرسيدس بنز سوبردوم

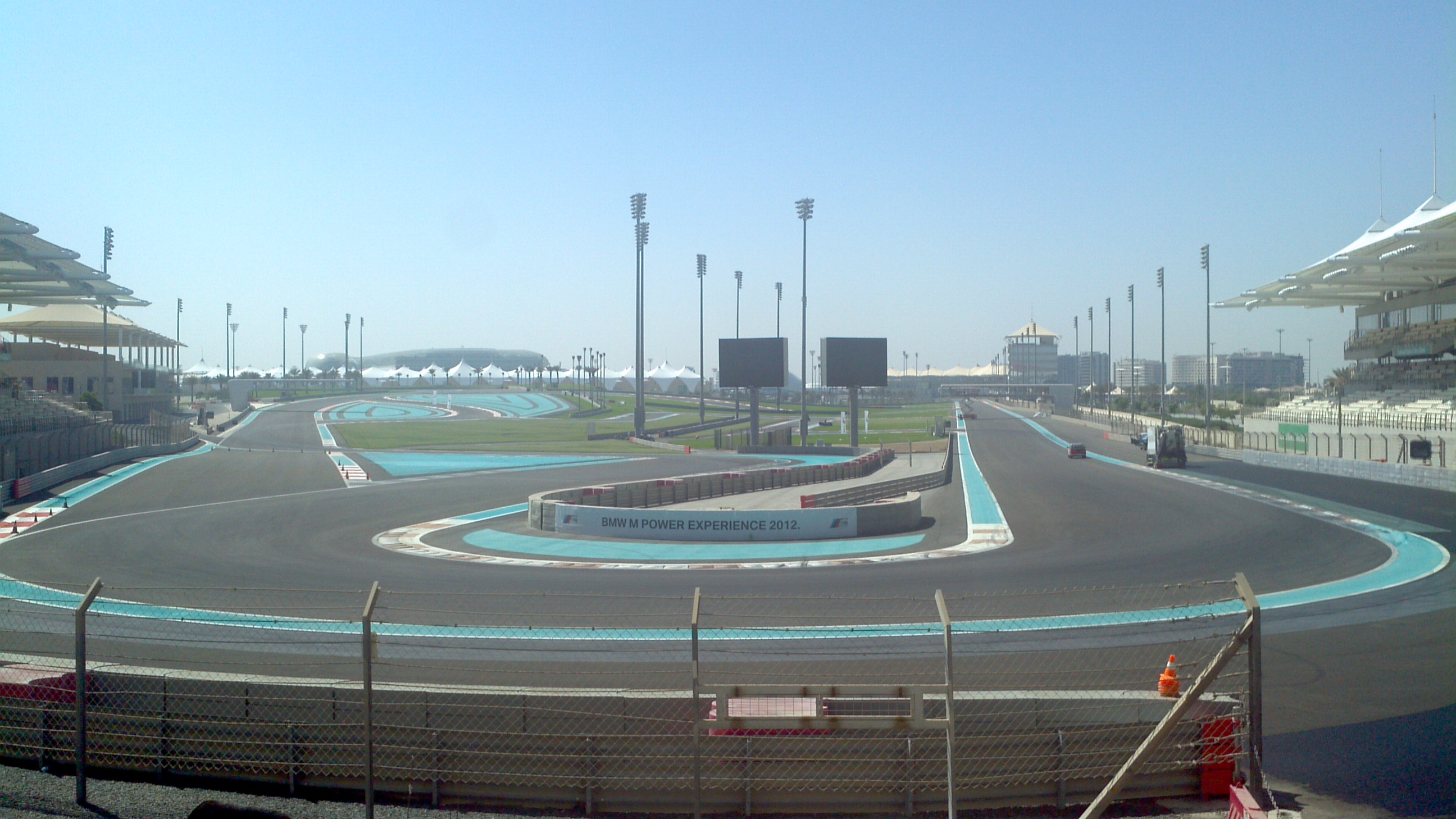
حلبة مرسى ياس

- أليانز أرينا، ميونخ، بافاريا، ألمانيا (2005).
- مضمار أتلانتا لسباقات السيارات، أتلانتا، جورجيا، الولايات المتحدة.
- ملعب بكين الوطني، بكين، الصين (2008).
- كامب نو، برشلونة، منطقة كتالونيا، إسبانيا.
- حلبة مرسى ياس هي مضمار سباق سيارات، يقع في أبوظبي في دولة الإمارات العربية المتحدة  تستضيف سباقات الفورمولا 1 منذ 2009
- مضمار شارلوت لسباقات السيارات، شارلوت، كارولينا الشمالية، الولايات المتحدة.
- حلبة دي لا سارث، لو مان، فرنسا.
- ملعب سيتي، فلاشينغ ميدوز، مدينة نيويورك، الولايات المتحدة. (2009). بديل ستاد شيا القديم.
- كولوسيوم، روما، إيطاليا. (80 AD). وهو عبارة عن آثار حالياً.
- ملعب دالاس كاوبويز، أرلينغتون، تكساس، الولايات المتحدة. (2009). أكبر ملعب ذو سقف قابل للطي بالكامل من حيث السعة.
- مضمار دايتونا الدولي لسباقات الدراجات النارية، فلوريدا، الولايات المتحدة.
- ملعب أزتيكا، مدينة مكسيكو، المكسيك.
- ملعب ماراكانا، ريو دي جانيرو، البرازيل.
- مجمع غيلورا بانغ كارنو الرياضي، جاكارتا، إندونيسيا. (1962)
- مضمار إنديانابوليس لسباقات الدراجات النارية، إنديانابوليس، إنديانا، الولايات المتحدة. وهو أكبر حلبة رياضية في العالم، من حيث الحجم واستيعاب الجمهور.
- مدينة جاكابارينغ الرياضية، في مدينة فلمبان، إندونيسيا. (2011)
- ملعب ميتلايف .في منطقة رذرفورد الشرقية في نيوجرسي، الولايات المتحدة (2010). وهو بديل ستاد العمالقة القديم
- نو ميستالا، بلنسيا، إسبانيا.
- حلبة الفلبين، بولاكان، الفلبين
- ملعب رونغرادو ماي دي، بيونغيانغ، كوريا الشمالية. (1989). يستضيف مباريات منتخب كوريا الشمالية الوطني لكرة القدم، ومهرجان الجمباز الفني (أريرانغ)، وهو ليس حدثاً رياضياً، لكنه أكبر عرض دعائي للنظام في كوريا الشمالية، ويتضمن عروضاً موسيقية ورقص وجمباز.
- ملعب سالت ليك، الهند. أكبر ملعب من حيث سعة الحضور، لكنه ليس أكبر مكان رياضي في العالم
- ملعب سانتياغو برنابيو، مدريد، إسبانيا.
- حلبة شانغهاي الدولية، شانغهاي، الصين. (2004).
- مركز سورابايا الرياضي، سورابايا، إندونيسيا
- قبة السماء، تورنتو، أونتاريو، كندا. (1989). أول ملعب ذو سقف قابل للطي بالكامل
- ملعب فرنسا، سان دوني، فرنسا. (1998).
- ستاد أولمبيك، مونتريال، كيوبيك، كندا. (1976). كان البناء عند اكتماله أغلى ستاد في العالم.
- ملعب أستراليا، سيدني، نيوساوث ويلز، أستراليا. (1999). الستاد الأكبر سعة في تاريخ الألعاب الأولمبية
- ستاد ستراهوف، براغ، جمهورية التشيك. أكبر ستاد رياضي من حيث السعة، لكنه لم يعد يستخدم للألعاب الرياضية
- مضمار طوكيو، طوكيو، اليابان. أكبر مضمار لسباقات الخيول في العالم من حيث استيعاب الحضور
- ملعب ويمبلي، لندن، إنجلترا، المملكة المتحدة. (2007). وهو بديل ستاد ويمبلي. وهو أكبر ستاد في العالم من حيث حجمه الفعلي وليس من حيث السعة.
- ستاد يانكي، برونكس، مدينة نيويورك، الولايات المتحدة. (2009). وهو بديل ستاد يانكي الأول.
- الملعب الوطني، وارسو، وارسو، بولندا. (2012). بُني لاستضافة بطولة الأمم الأوروبية عام 2012.
- ستاد حلب الدولي، حلب، سوريا (2007).

## مشاريع البنى التحتية للألعاب الرياضية العالمية
- دورة الألعاب الآسيوية
- دورة ألعاب الكومنولث
- كأس العالم للكريكيت
- كأس العالم لكرة السلة
- كأس العالم لكرة القدم
- دورة الألعاب الأوليمبية
- كأس العالم للرجبي

## مشاريع تكنولوجيا المعلومات
- سايبرجايا، ماليزيا
- تمكين شبكات العلوم: تعدد العلم الخاص بالبنية التحتية للحوسبة الشبكية لمنطقة البحوث الأوروبية. هي بالفعل أكبر بنية تحتية لشبكة علوم متعددة في العالم، ومن المتوقع أن توسع بشكل كبير بعد الانتهاء من مصادم الهدرونات الكبير.
- هيئة الخدمات الصحية الوطنية (المملكة المتحدة) للحفاظ على صحة المواطنين.
- الانترانت الخاص ببحرية الولايات المتحدة وقوات مشاة بحرية الولايات المتحدة ويُستخدم بمثابة أحد مصادر تكنولوجيا المعلومات الخاصة.
- أنظمة الآي بي إم /360
- الشبكة الوطنية ذات النطاق الواسع، وهي شبكة FTTP قيد الإنشاء في أستراليا، واقتراح لربط 93٪ من مباني الاتصالات بألياف بصرية مع الباقي مع اللاسلكية الثابتة أو الأقمار الصناعية
- غوجارات التمويل الدولي تك-سيتي، ولاية غوجارات، الهند
- مثلث بارك البحثي، نورث كارولينا، أكبر حديقة أبحاث في العالم بالولايات المتحدة الأمريكية
- مجمع كامينغز للبحوث، ألاباما، الولايات المتحدة الأمريكية
- آدهار الهند هو 12 رقم متميز لتحديد الهوية (UID) تستخدمها السلطة الهندية لتحديد الهوية وتُصدر لجميع المقيمين الهنود. يتم تخزين رقم UID في قاعدة بيانات مركزية وربطها بالتركيبة السكانية والمعلومات الأساسية الحيوية - الصور الفوتوغرافية وبصمات الأصابع العشرة وقزحية العين - لكل فرد.
- بيدموند ترايد بارك للبحوث، نورث كارولينا، الولايات المتحدة.

## مشاريعالغازوالبترول
- مشروع غاز غورغن، أستراليا

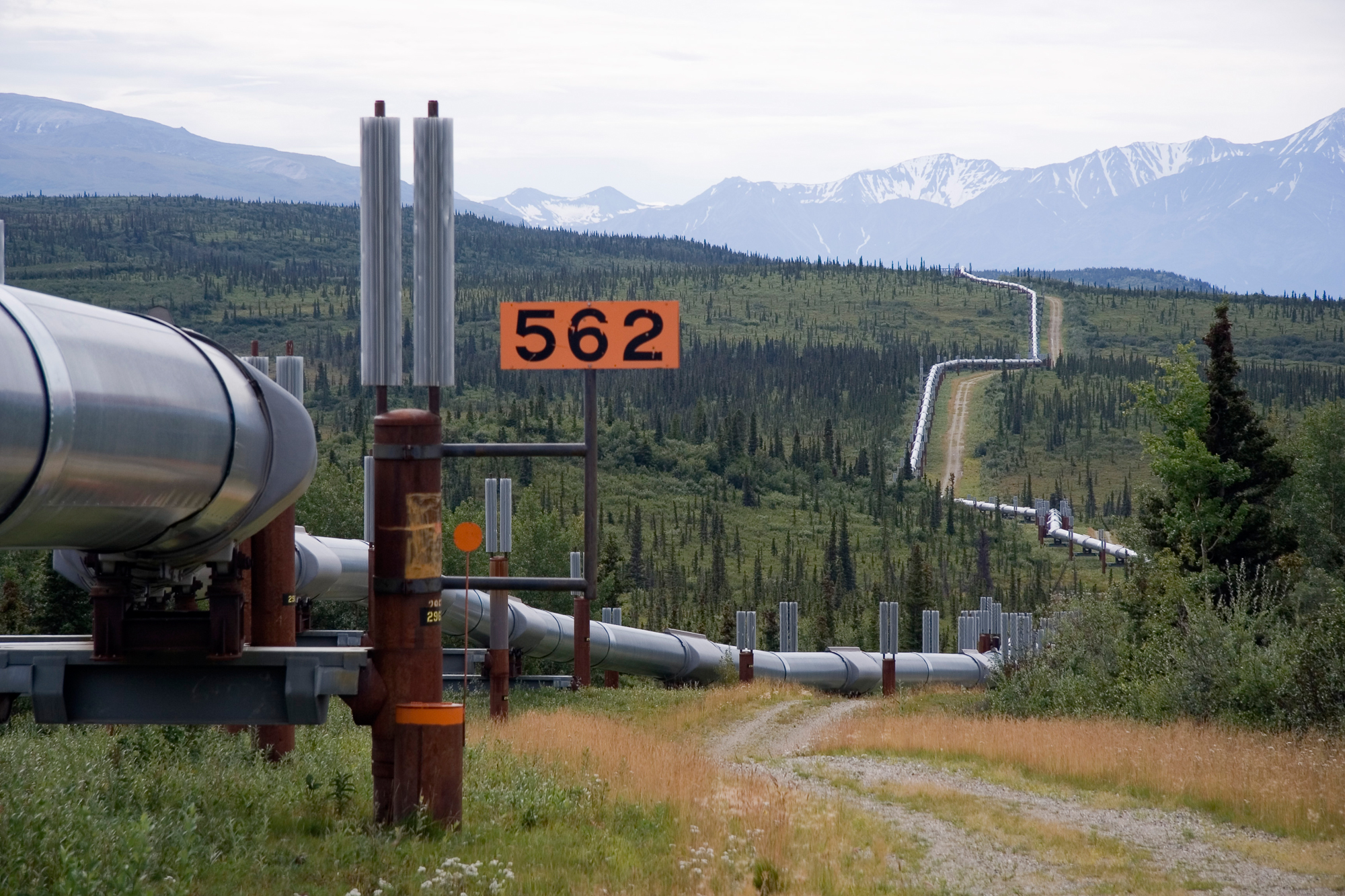
مشروع خط أنابيب ترانز ألاسكا يبدأ من المحيط المتجمد الشمالي إلى خليج ألاسكا

- أثاباسكا أويل ساند، كندا، وخط أنابيب المتكز
- مشروع كوريب غاز، أيرلندا
- حقول النفط هيبرنيا، كندا
- نورث ستريم/مجرى الشمال، روسيا
- ساوث ستريم/ مجرى الجنوب، روسيا
- ساخلين-I، روسيا
- ساخلين-II، روسيا
- خط أنبوبي ترانز ألاسكا، الولايات المتحدة الأمريكية
- بيريجرينو، البرازيل
- تكرير جامناجار، الهند
- خط أنابيب نابوكو، أوروبا (مُقترح فقط)
- المنصة الخرافية، النرويج
- خط أنابيب أورمن لانج، النرويج، المملكة المتحدة
- بترونيس ، منصة نفط في خليج المكسيك .

## مشاريع موانئ
- ميناء القاسم، باكستان
- ميناء الملك عبد الله، السعودية
- الميناء التجاري بالنفيضة، تونس
- الميناء الاسلامي، السعودية
- ميناء كلاغ، ماليزيا
- ميناء أنتويرب، بلجيكا

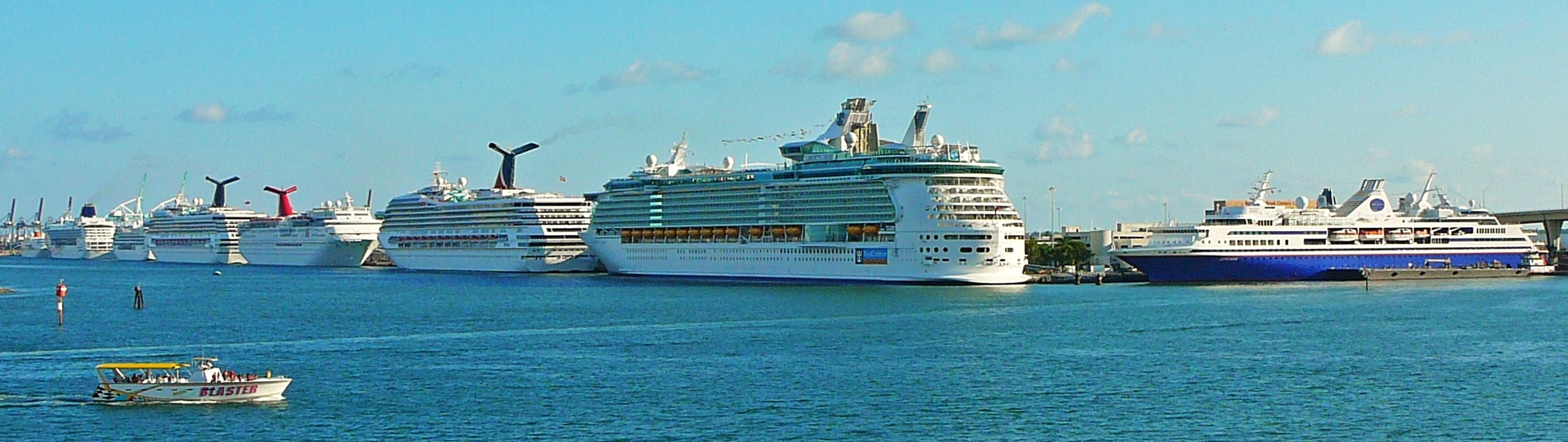
ميناء ميامي، أكبر ميناء للرحلات البحرية في العالم.

ميناء يانغ شان

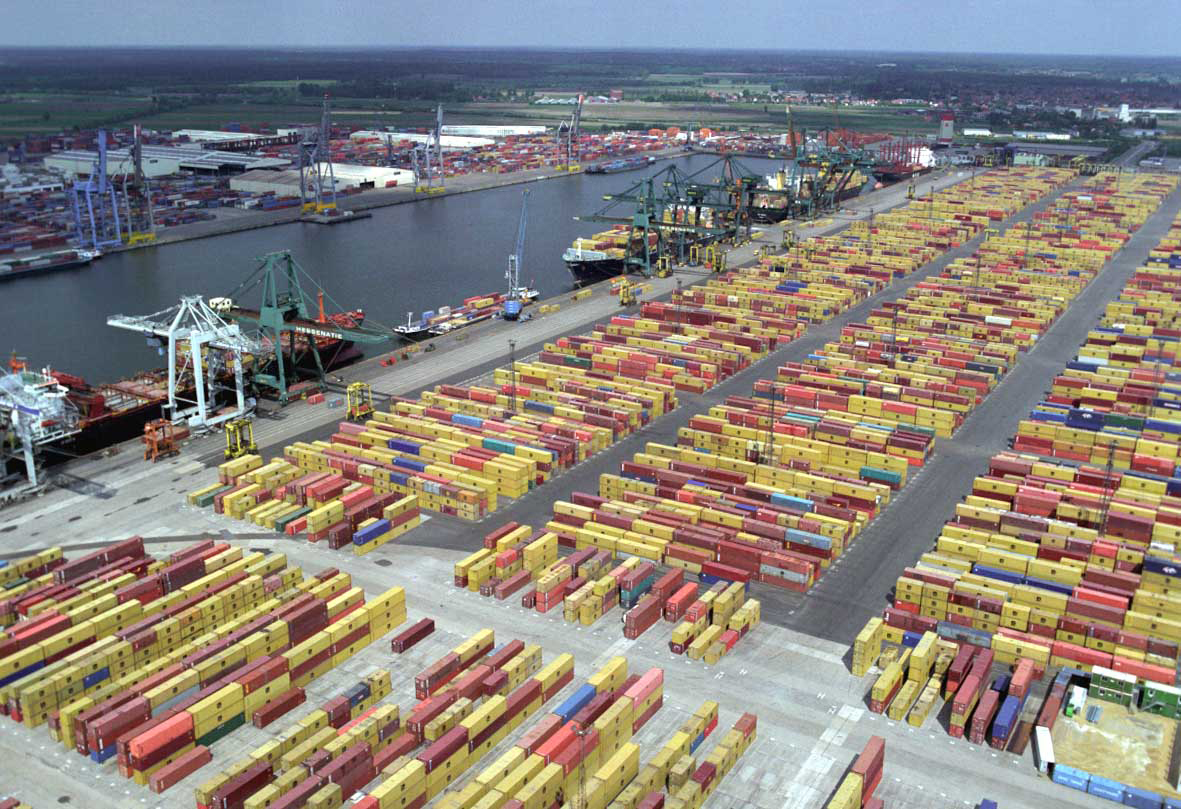
ميناء أنتويرب

- بونتا كولونيت في ولاية باخا كاليفورنيا، المكسيك
- المحطة البحرية في ميناء نيووارك-إليزابيث، الولايات المتحدة
- ميناء روتردام، هولندا
- ميناء يانغ شان، الصين
- ميناء هامباتوتا، سيريلانكا (لم يكن مكتملاً حتى عام 2011)
- ميناء هامبورغ، ألمانيا
- ميناء سينيس، البرتغال
- ميناء طنجة المتوسطي، المغرب
- مناطق العاصمة ذات الأولوية، إندونيسيا (مشروع مقترح)
- نافا شيفا، الهند
- ميناء لونغ بيتش، الولايات المتحدة
- ميناء لوس أنجلوس، الولايات المتحدة
- ميناء هيوستن، الولايات المتحدة
- ميناء أوكلاند، الولايات المتحدة
- ميناء شنغهاي، الصين
- ميناء تيانجين، الصين
- ميناء هونغ كونغ، هونغ كونغ
- ميناء ميامي، الولايات المتحدة
- ميناء جنوب لويزيانا، الولايات المتحدة (أكبر ميناء للبضائع غير المعبأة في العالم)
- ميناء سان دييغو، الولايات المتحدة
- ميناء سنغافورة، سنغافورة
- محطة ترانزيت حاويات دولية، ميناء كوتشي، الهند
- ميناء لندن، المملكة المتحدة
- ميناء دوفر، المملكة المتحدة (أكبر موانئ العالم ازدحاماً بالمسافرين)
- ميناء الصخيرة، تونس

## مشاريعالسكك الحديديةوالنقل السريع
- مترو الرياض إنشاء ستة خطوط مترو رئيسية تخترق العاصمة السعودية الرياض من جميع الاتجاهات، ويضم 85 محطة، وبتكلفه تبلغ 22.5 مليار دولار.

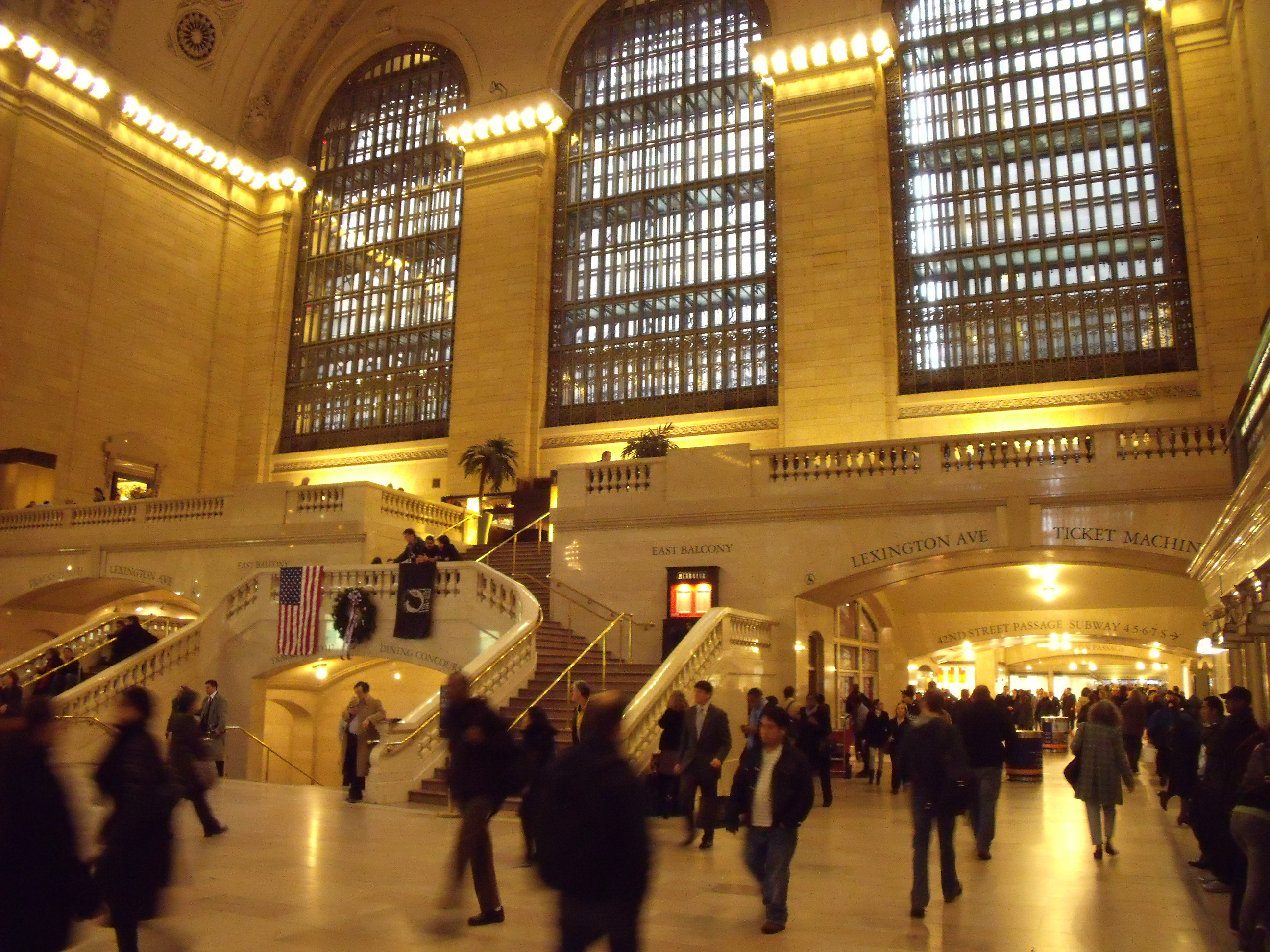
صالة الوصول المركزية الكبرى،وسط مانهاتن، مدينة نيويورك

مترو ثيسالونيكي map.

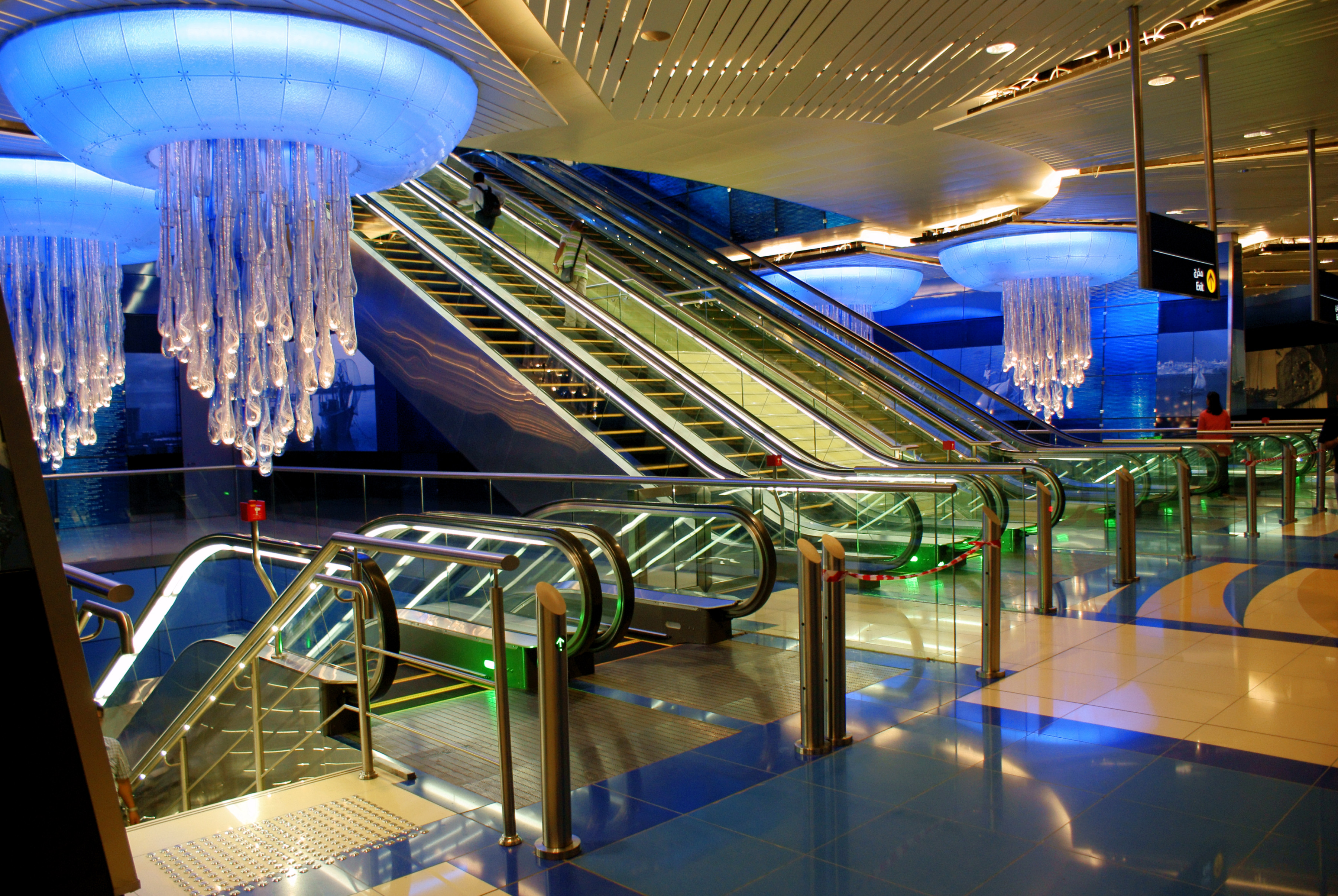
مترو دبي

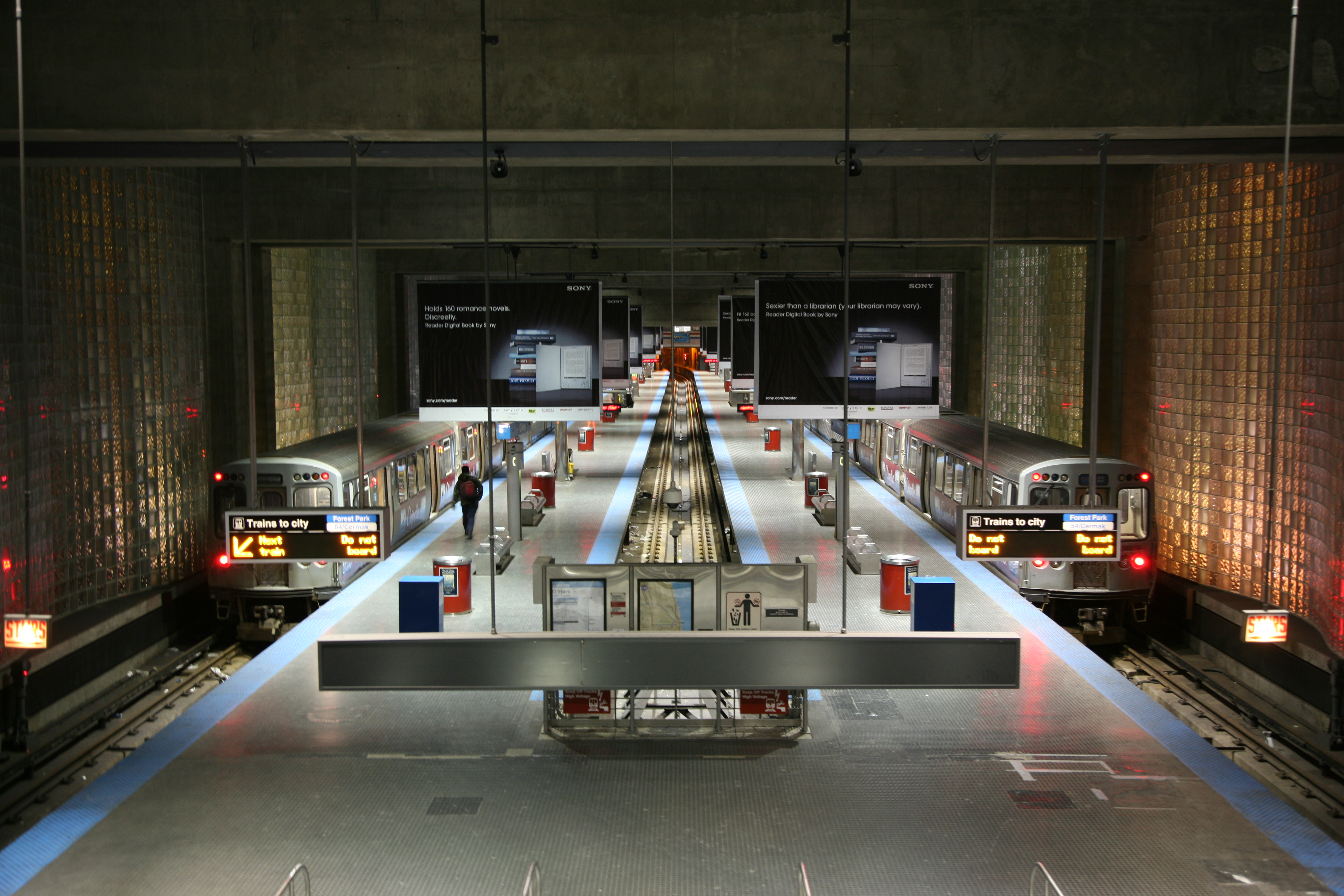
مترو شيكاغو

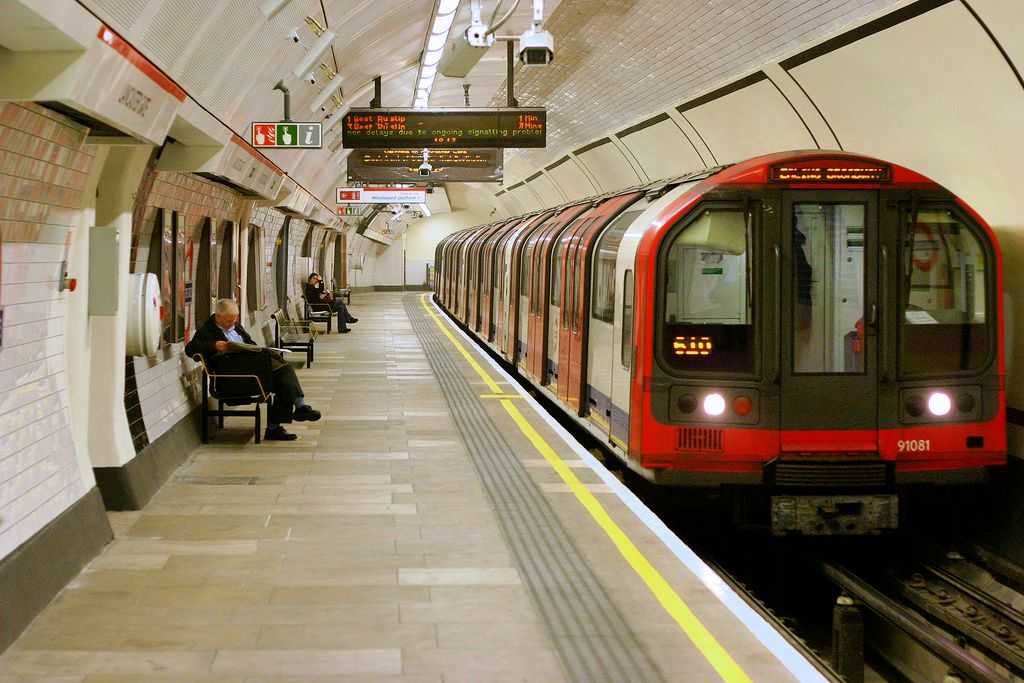
مترو أنفاق لندن

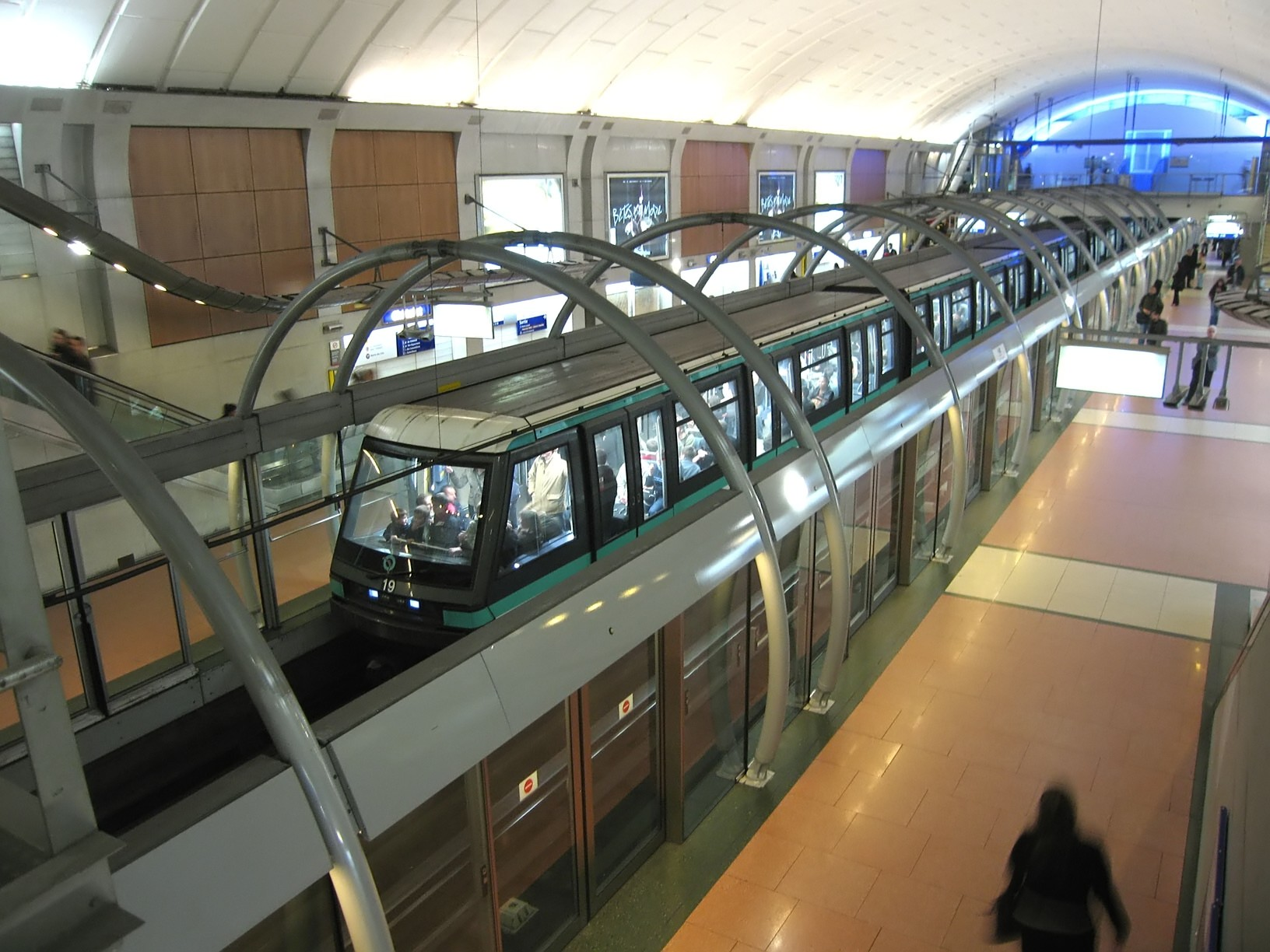
مترو باريس

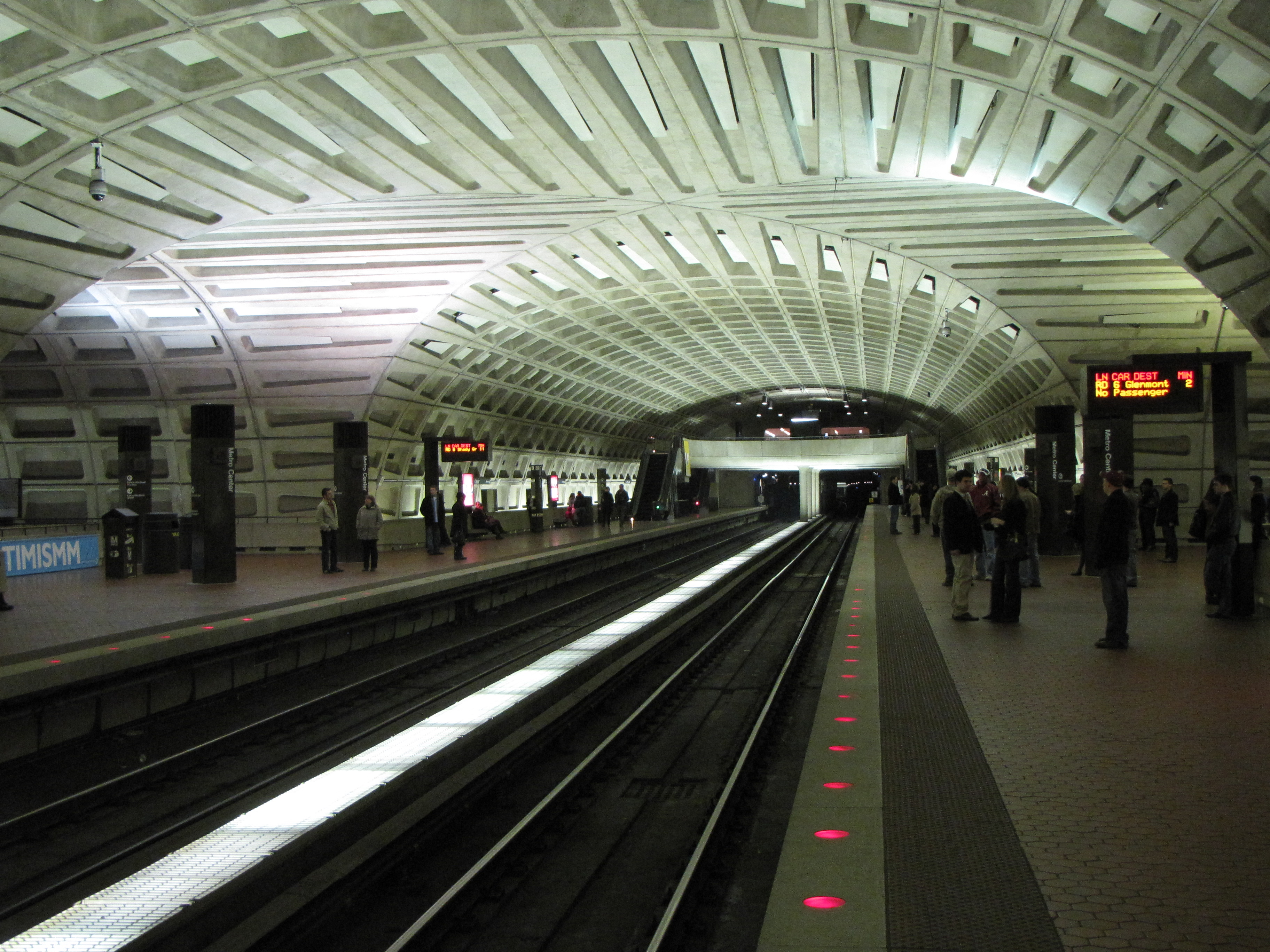
مترو واشنطن

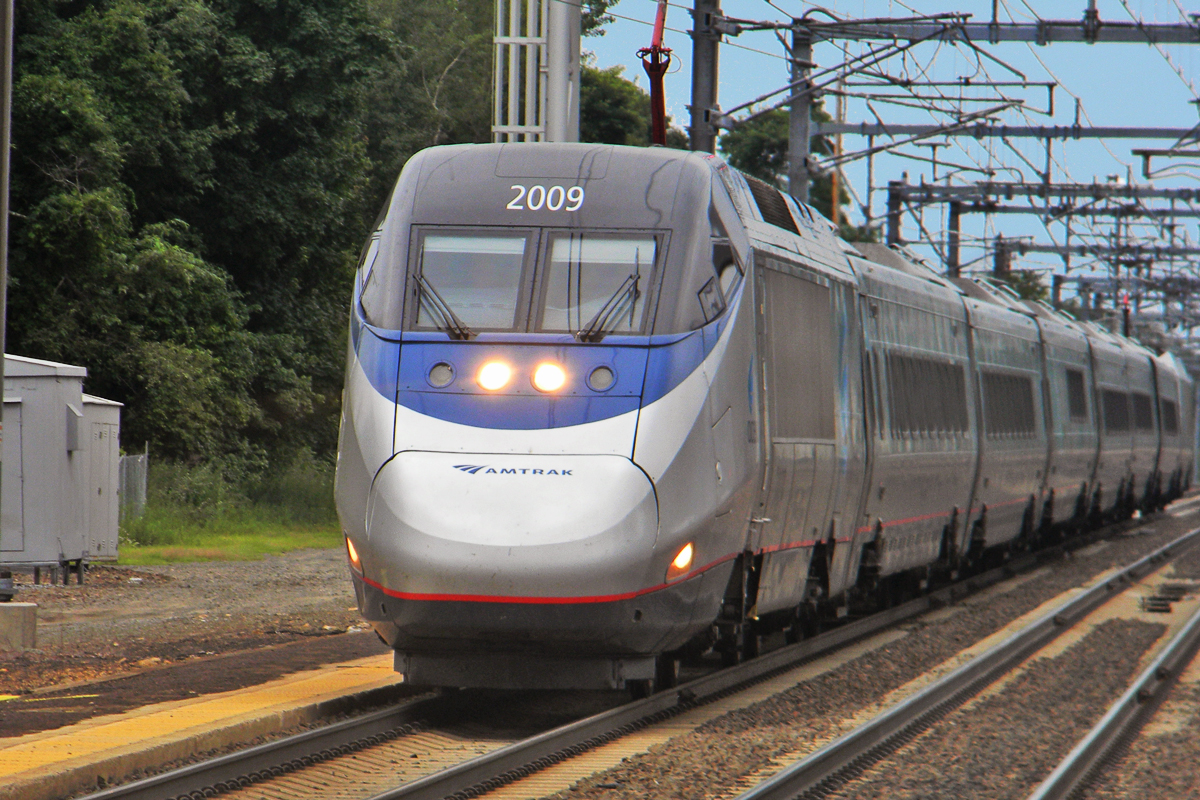
أسيلا اكسبرس

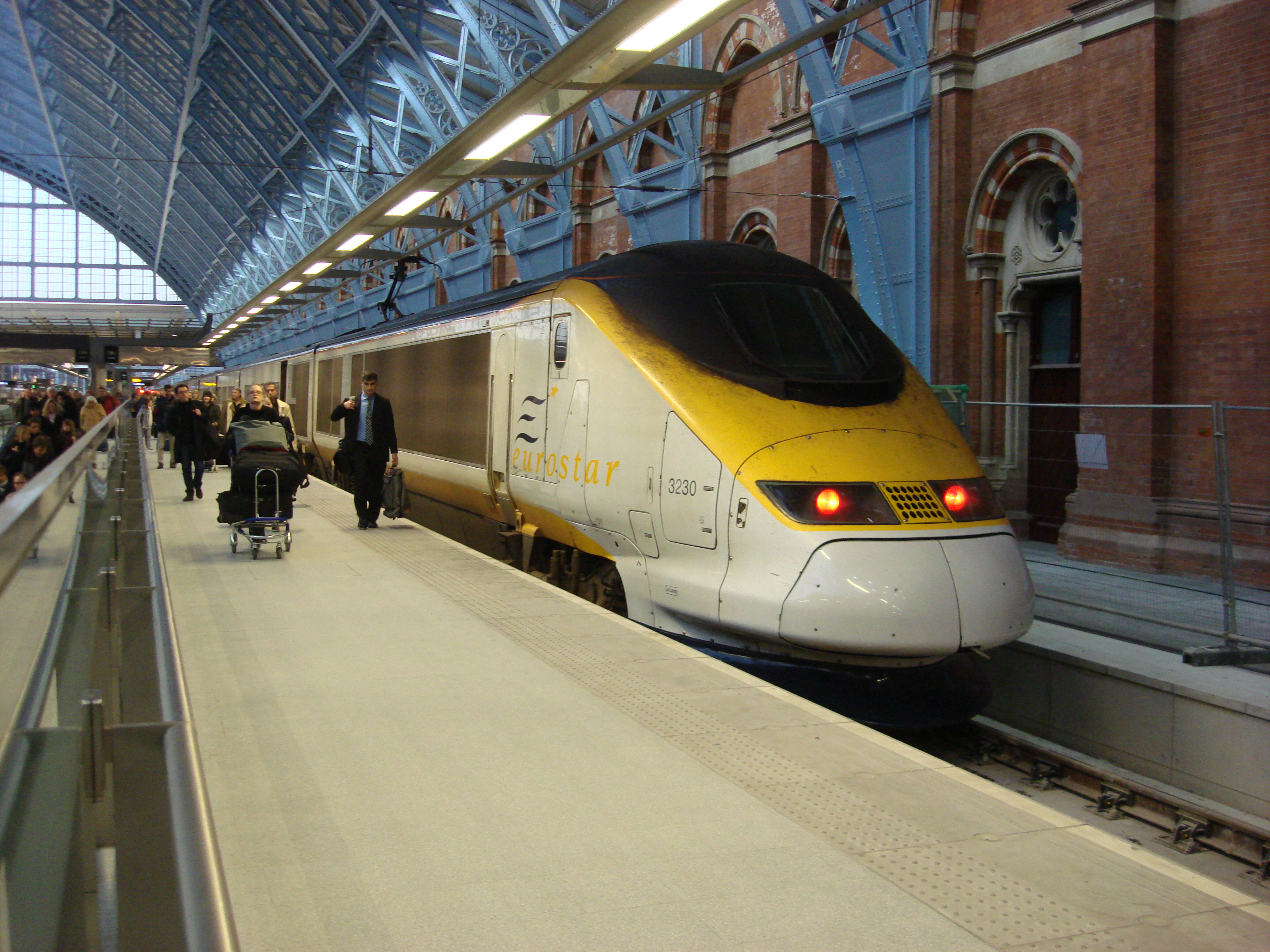
يوروستار

- ترانزيت جبال الألب (NEAT)، سويسرا، شبكة مواصلات سكة حديدية تمر عبر جبال الألب السويسرية وتشمل نفق غوتارد نفق لوتشبرغ
- مترو أنفاق أمستردام، أمستردام، هولندا
- مترو أثينا، أثينا، اليونان
- سكة حديد عالية السرعة، أسبانيا
- سكة حديد عالية السرعة، المغرب
- مترو برشلونة، برشلونة، إسبانيا
- النقل السريع بمنطقة الخليج، خليج سان فرانسيسكو، كاليفورنيا، الولايات المتحدة
- الشبكة الحديدية السريعة، تونس
- مترو أنفاق بكين، بكين، الصين
- مترو برلين، برلين، ألمانيا
- مترو موريشيوس، موريشيوس
- بيتووروت، هولندا
- مترو بروكسل، بروكسل، بلجيكا
- مترو بوخارست، بوخارست، رومانيا
- مترو بودابست، بودابست، المجر
- مترو بوينس آيريس، بوينس آريس، الأرجنتين
- قطار كاليفورنيا السريع، بين ساكرامنتو، سان فرانسيسكو ولوس أنجلوس في كاليفورنيا (تحت الإنشاء)
- خط كندا في فانكوفر، بريتيش كولومبيا، كندا
- مركز اتصال سيتي، فيلادلفيا، بنسلفانيا، الولايات المتحدة
- كروس ريل، لندن، المملكة المتحدة
- مترو تشيناي، تشيناي، الهند
- نفق المانش، نفق تحت البحر يربط بين فولكستون ، كنت بالقرب من دوفر في المملكة المتحدة مع كوكيوليس ، باد كاليه (إقليم فرنسي) بالقرب من كاليه في شمال فرنسا تحت بحر المانش في مضيق دوفر.
- هيئة نقل شيكاغو، شيكاغو، الولايات المتحدة
- مترو كوبنهاغن، كوبنهاغن، الدنمارك
- مترو نيو دلهي، نيودلهي، الهند
- مترو دبي، دبي، الإمارات العربية المتحدة
- دوسلدورف ستادبان، دوسلدورف، ألمانيا
- يوروستار، أوروبا
- فرانكفورت، فرانكفورت، ألمانيا
- مشروع البوابة، مدينة نيويورك، الولايات المتحدة (مشروع مقترح)
- Gautrain in غاوتينج، جنوب أفريقيا بين جوهانسبرغ وبريتوريا
- Greater KL MRT، كوالالمبور، ماليزيا
- وصلة سكة حديد قوانغتشو- شينزين- هونج كونج السريعة بين ساحل ، شينزين ، الصين وهونج كونج
- مترو غوانزو، قوانغتشو، الصين
- قطار الحرمين السريع، السعودية
- عالية السرعة 1، محطة سكة حديد إبسفليت الدولية ، لندن، المملكة المتحدة
- مترو حيدر آباد، حيدر آباد الدكن
- Jakarta Mass Rapid Transit، جاكارتا، إندونيسيا
- كشمير للسكك الحديدية، India
- Kozhikode Monorail، كاليكوت، الهند (مشروع مقترح)
- Kochi Metro، كوتشي، الهند
- مترو كالكتا، الهند
- سكك كونكان الحديدية بين مانغلور ومومباي
- Laoag-Manila-Bicol Bullet Train، الفلبين
- مترو أنفاق لندن، المملكة المتحدة
- مترو (لوس انجليس)، الولايات المتحدة
- Namma Metro، بنغالور، India
- Northeast Corridor، United States
- مترو أنفاق مدريد، إسبانيا
- مرمراي في إسطنبول، تركيا ، نظام سكة حديد سريع يربط بين أوروبا وآسيا تحت مياه البوسفور (مضيق)
- هيئة النقل بخليج ماساتشوستس ، ماساتشوستس ، الولايات المتحدة
- هيئة النقل السريع المتروبوليتان أتلانتا ، أتلانتا، جورجيا، الولايات المتحدة الأمريكية
- مترو مدينة مكسيكو، مدينة مكسيكو، Mexico
- مترو الانفاق ميامي، ميامي، فلوريدا، الولايات المتحدة الأمريكية
- مترو ميلانو، ميلانو، إيطاليا
- نظام سكة حديد مينداناو ، مندناو، الفلبين
- Montreal Metro، كيبك، Canada
- مترو أنفاق موسكو، موسكو، روسيا
- مترو هونغ كونغ، هونغ كونغ
- Mumbai Metro، مومباي، India
- Munich U-Bahn، ميونخ، Germany
- مترو نيويورك، مدينة نيويورك، الولايات المتحدة الأمريكية
- مترو باريس، باريس، فرنسا
- مترو براغ، براغ، التشيك
- محطة سكة حديد بروكوب ، بلغراد ، صربيا. تقدر قيمة المشروع بأكمله بنحو ملياري دولار أمريكي ، ومن المقرر الانتهاء منه في غضون عقد من الزمن
- سكك كوينغ زانغ الحديدية في تشينغهاي وتبت، الصين
- ربط السكك الحديدية الخفيفة، سياتيل، واشنطن، الولايات المتحدة
- محور السكك الحديدية برلين باليرمو ، الاتحاد الأوروبي (ألمانيا ، النمسا ، إيطاليا)، ممر عالي السرعة يتكون من عدة مشاريع منها نفق برينر الأساسي وجسر مضيق مسينا[9]
- محور السكك الحديدية باريس براتيسلافا [10] الاتحاد الأوروبي (فرنسا ، ألمانيا ، النمسا ، النمسا)، ممر عالي السرعة يتكون من عدة مشاريع منها شتوتغارت 21 ومحطة فيينا الرئيسية
- مترو ريو دي جانيرو، ريو دي جانيرو، البرازيل
- مترو سانت بطرسبرغ، سانت بطرسبرغ، روسيا
- مترو دي سانتياغو، سانتياغو، تشيلي
- مترو ساو باولو، ساو باولو، برازيل
- نفق سيكان في اليابان
- مترو ضواحي سيؤول ، سول (كوريا)، كوريا الجنوبية
- SEPTA Regional Rail، فيلادلفيا، بنسيلفانيا، الولايات المتحدة
- مترو شانغهاي، شانغهاي، الصين
- مترو شيراز، شيراز، إيران (تم إيقاف البناء; لم يتم تشغيل أي خط بعد 10 سنوات من بدء العمل في المشروع)
- ممر القطارات فائقة السرعة في المنطقة الجنوبية الشرقية ممر القطارات فائقة السرعة في المنطقة الجنوبية الشرقية الموصل ، واشنطن العاصمة إلى جاكسونفيل، فلوريدا، الولايات المتحدة (لم يتم بناؤه بعد)
- مترو ستوكهولم، ستوكهولم، السويد
- مترو سنغافورة، سنغافورة
- مترو تايبيه، تايوان
- القطارات فائقة السرعة، تايوان، تايوان
- مترو طهران، طهران، إيران
- مترو سالونيك، سالونيك، اليونان . بلغت تكلفة المرحلة الأولية من الإنشاءات حوالي 1.052 بليون يورو أو ما يعادل 1.5 بليون دولار.
- Toronto subway and RT، تورونتو، كندا
- سكة حديدية عابرة للقارات
- Transit City، تورونتو، كندا
- مترو فانكوفر، كولومبيا البريطانية، كندا
- Vienna U-Bahn، فيينا، النمسا
- مترو وارسو، وارسو، بولندا
- مترو واشنطن، واشنطن العاصمة، الولايات المتحدة

## مشاريعجسوروطرق سريعة

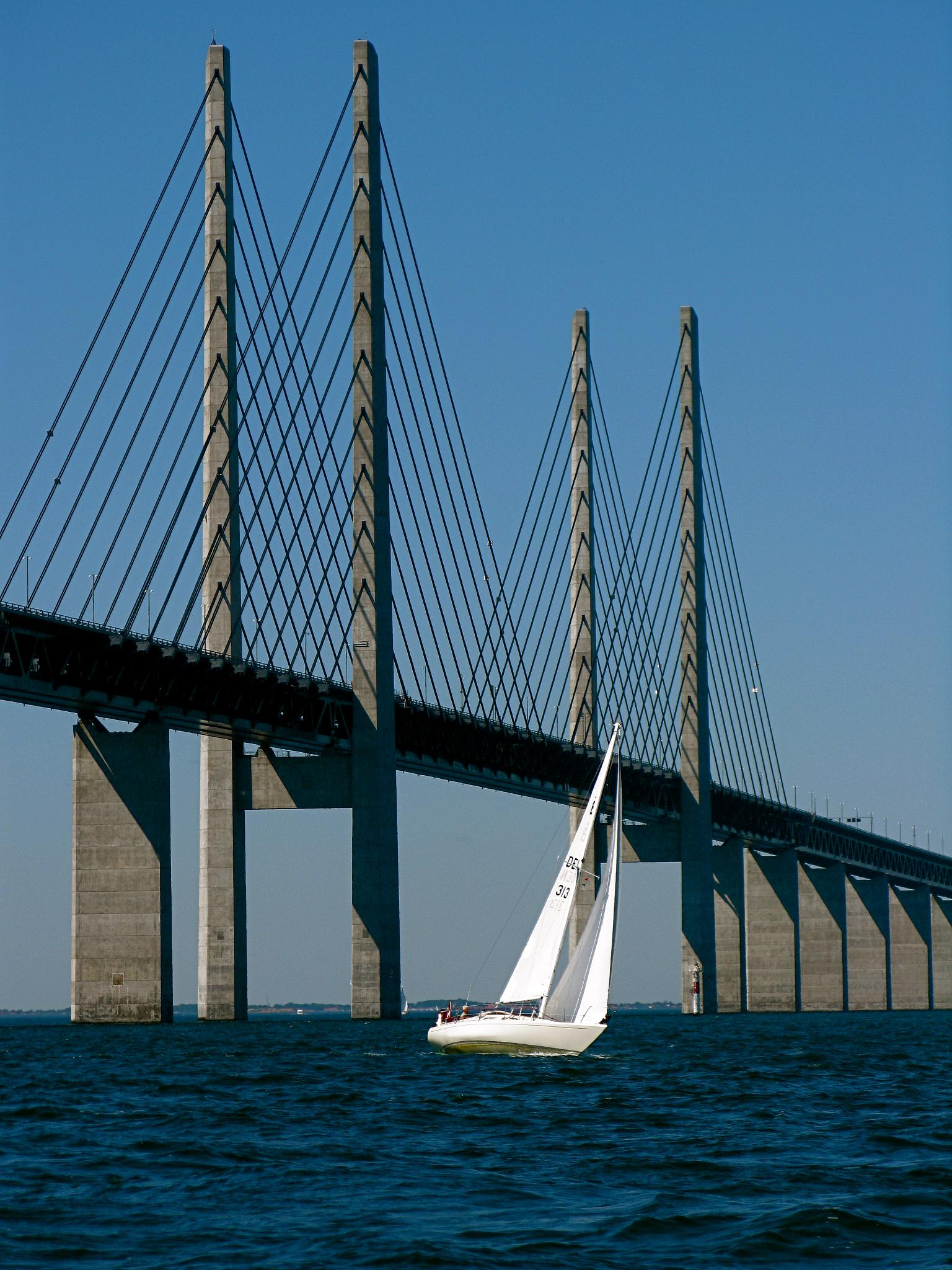
جسر أوريسند، يربط بين الدنمارك والسويد

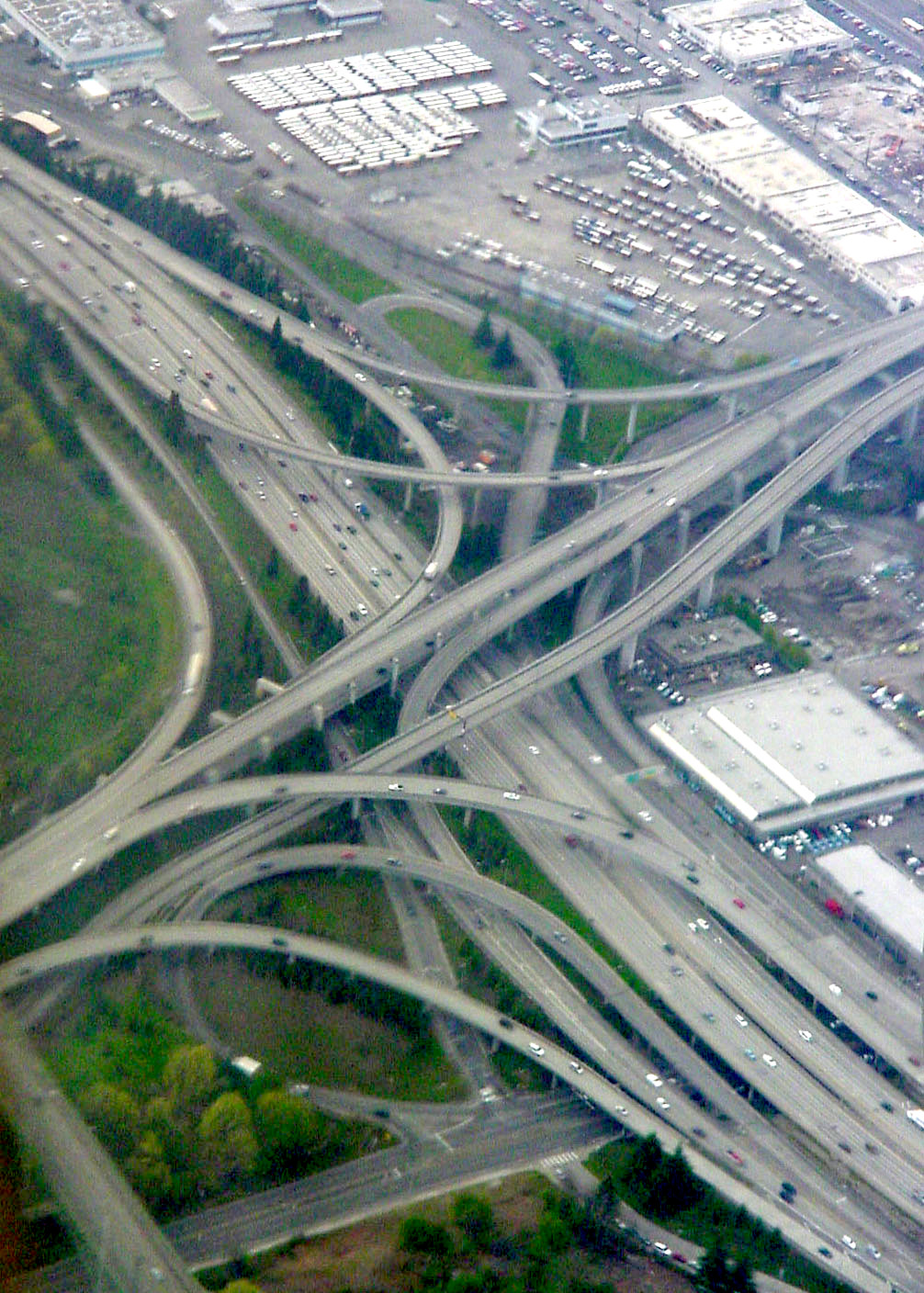
تقاطع I-5 وI-90، وجزء من نظام الطريق السريع بين الولايات الأمريكية

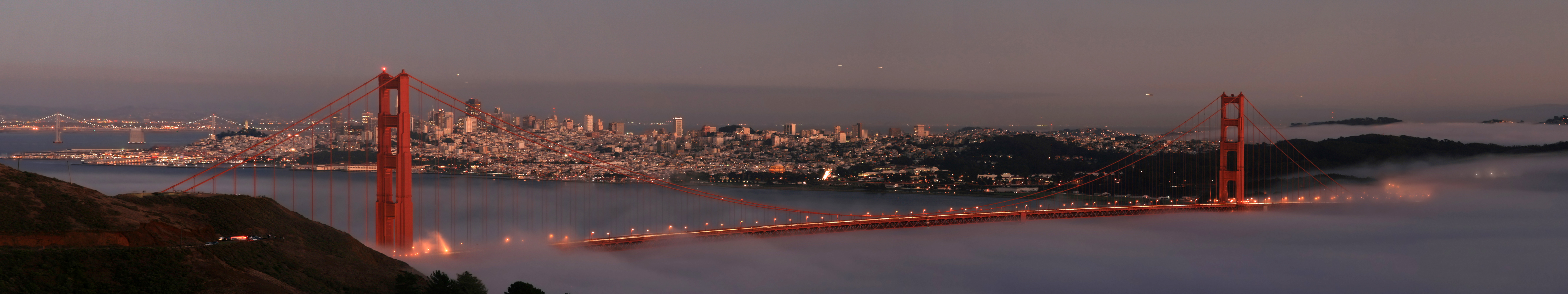
جسر البوابة الذهبية

- جسر الملك فهد، المنطقة الشرقية بالمملكة العربية السعودية، البحرين
- جسر الملك سلمان، المنطقة الشمالية الغربية، السعودية، مصر
- جسر أرثر رانفيل جونيور، كارولينا الجنوبية، الولايات المتحدة
- جسر ديلاوير التذكاري، نيوجيرسي، الولايات المتحدة
- برنامج البوابة، فانكوفر، كولومبيا البريطانية، كندا
- جسر خليج هانغزو، جمهورية الصين الشعبية
- جسر هامبر، المملكة المتحدة
- جسر الطريق السيار المداري للرباط، المغرب
- جسر محمد السادس، المغرب
- جسر هايوان كوينغداو، تشينغداو، الصين، أطول جسر مقام فوق المياه في العالم
- جسر أكاشي كايكو، اليابان
- وصلة بحر باندرا-ورلي، مومباي، الهند
- الطريق السريع بانغ نا، تايلند، الطريق السريع بانغ نا
- جسر مضيق سوندا، إندونيسيا، يحتمل أن تكون أطول جسر يمتد فوق البحر في جنوب شرق آسيا.
- جسر سورامادو، سورابايا، إندونيسيا
- جسر ريو-أنتيريو، اليونان ، أكبر جسر معلق في أوروبا
- جسر ريو-نيتيروي، ريو دي جانيرو، البرازيل
- Egnatia Odos، اليونان
- جسر السفير، ميتشيغان، الولايات المتحدة
- أيه 1 (كرواتيا) بين زغرب وسبليت، مع امتداد يجري تنفيذه إلى دوبروفنيك في كرواتيا
- أيه 3 (رومانيا) بين براشوف وأوراديا
- أيه4 (رومانيا) بين ياش وترجو موريش
- Bundesautobahn 20، ألمانيا، جزء من نظام الطريق السريع الألماني الكبير.
- مشروع نفق الشريان المركزي، بوسطن، ماساتشوستس، الولايات المتحدة[11]
- جسر جورج واشنطن، مدينة نيويورك، الولايات المتحدة
- مشروع تطوير الطرق السريعة الوطنية، الهند
- جسر منهاتن، مدينة نيويورك، الولايات المتحدة
- نفق ميناء دبلن دبلن، إيرلندا
- شبكة الطرق السريعة لجمهورية الصين الشعبية
- Central Texas Turnpike، تكساس، الولايات المتحدة
- Tollroad of North Sumatra، شمال سومطرة، إندونيسيا (أطول طريق عبور في جزيرة سومطرة، قدرت تكاليف إنشائه بحوالي بليون دولار أمريكي)
- نفق فيهمارنبيلت يربط بين الدنمارك وألمانيا
- جسر الحزام الكبير الثابت (Storebæltsforbindelsen)، الدنمارك
- جسر ماكيناك، الولايات المتحدة
- طريق بان أميريكان، يمتد من شمال أمريكا إلى جنوبها.
- جسر ريتشموند-سان رافاييل، كاليفورنيا، الولايات المتحدة.
- نظام الطريق السريع بين الولايات، الولايات المتحدة، وهو جزء صغير من نظام الطريق السريع الوطني الذي يعتبر أطول نظام طرق في العالم.
- جسر ميلو، فرنسا، أطول جسر في العالم.
- Manchac Swamp bridge، لويزيانا، الولايات المتحدة، يبلغ طول هذا الجسر 22 ميلاً.
- جسر بحيرة بونتشارترين، الولايات المتحدة، أحد أطول الجسور في العالم.
- مشروع جسور نهر أوهيو، كنتاكي، الولايات المتحدة، (سيبدأ العمل به عام 2014).
- جسر بالوارتي، المكسيك
- جسر بروكلين، مدينة نيويورك، الولايات المتحدة
- جسر فيرازانو - ناروز، مدينة نيويورك، الولايات المتحدة
- جسر أوريسند وامتداداته كنفق مدينة (مالمو)، السويد والدنمارك.
- الطريق الروماني نظم العصور القديمة
- Spaghetti Junction، برمنغهام، المملكة المتحدة.
- جسر فاسكو دي غاما، البرتغال، أكبر جسور أوروبا
- جسر الأميال السبعة، فلوريدا، الولايات المتحدة
- جسر صن شاين سكاي واي، فلوريدا، الولايات المتحدة
- طريق كاراكورام، باكستان، أعلى طريق دولي معبّد في العالم
- جسر سان ماتيو-هايوارد، كاليفورنيا، الولايات المتحدة
- جسر مضيق مسينا، خطط ليكون أطول جسر معلق في العالم
- جسر الاتحاد، يربط بين جزيرة الأمير إدوارد، والبر الكندي
- جسر هونغ كونغ تشوهاي ماكاو، من الناحية الفنية، هو عبارة عن سلسلة من الجسور والطرق بطول 50 كم، يربط بين تشوهاي في البر الصيني الرئيسي، هونغ كونغ، وماكاو، تم افتتاحه يوم 23 أكتوبر 2018.
- مشروع الرباعي الذهبي، الهند
- جسر البوابة الذهبية، الولايات المتحدة
- جسر وودرو ويلسون، الولايات المتحدة
- Batangas-Mindoro Superbridge، الفلبين، سيصل هذا الجسر بويرتو جاليرا إلى باتانجاس، مرورا بجزيرة فيردي.
- طريق جاكارتا الدائري الخارجي، جاكارتا، إندونيسيا
- طريق لاهور الدائري، لاهور، باكستان على وشك الاكتمال.
- الجسر الواصل إلى جزيرة روسكي، روسيا

## مشاريععلمية

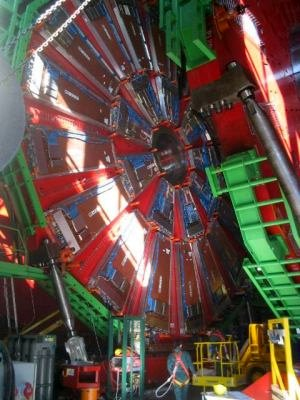
CMS detector for LHC

- مشروع مانهاتن في الولايات المتحدة (1945)
- مسرع الجسيمات تيفاترون TEV 2، في الولايات المتحدة (1983)
- مشروع الجينوم البشري، والتحقيق لتحديد التسلسل الجيني الإنسان (1990-الجارية)
- موصلية فائقة، إلغاء 40 معجل لجسيمات TEV في ولاية تكساس (1991-1993)
- مرفق الإشعال الوطنية ، الولايات المتحدة الأمريكية مشروع الاندماج النووي (1997-الجارية)
- مصادم الهادرونات الكبير، مسرع جسيمات TEV 14، في سويسرا وفرنسا (2000 جارية)
- مشروع الاندماج النووي الدولي (ITER)، في فرنسا (2008 جارية)
- التلسكوب الأوروبي الكبير للغاية،
- مصفوف المراصد العظيم VLA, مرصد راديو فلكي في الولايات المتحدة،
- مصفوف مرصد أتاكاما المليمتري الكبير،
- مصفوف الكيلومتر المربع،
- المصادم الخطي الدولي، (مشروع)
- منشأة لبحوث مضادات البروتون المضاد والأيون، (2012 -) [12]
- انفيسات (قمر صناعي بيئي)، ورصد الأرض من الوكالة الأوروبية الفضاء (2002-2012)
- تلسكوب ثلاثين متر ،
- تلسكوب بينوكلر كبير.

## رحلات فضائية
- برنامج أبولو (1960-1975)

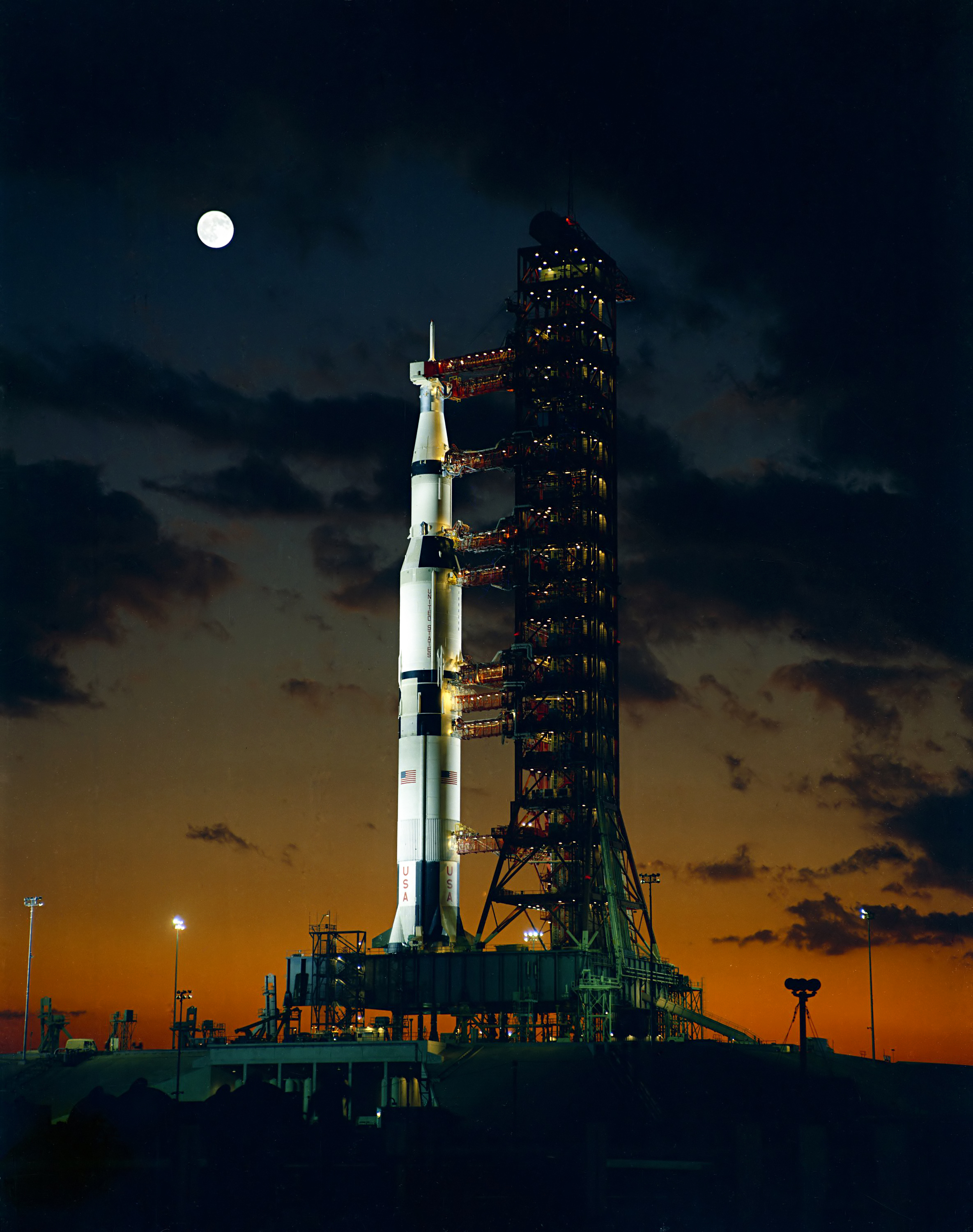
برنامج أبوللو ساتورن 5 في انتظار الإطلاق

- بوران البرنامج، إلغاء برنامج مكوك الفضاء (1980-1993)
- ميناء بياك الفضائي، بياك، إندونيسيا
- نظام ملاحة بيدو، هو نظام للملاحة مستقل عبر الأقمار الصناعية لجمهورية الصين الشعبية (مقدر في أعوام 2015-2017)
- برنامج كوكبة، تم إلغاء الهبوط على سطح القمر للمركبة الفضائية المخطط لها، واستبدال مكوك الفضاء، وطاقم مركبة المستقبل «الهروب» جزئياً على المركبة آي اس اس لأعوام (2005-2010)
- اوريون (مركبة فضائية)، والمركبة الفضائية المخطط لها أن يجري بناؤه من قبل شركة لوكهيد مارتن لناسا
- غاليليو (نظام ملاحة)، نظام عالمي للملاحة بالأقمار الصناعية للإتحاد الأوروبي ووكالة الفضاء الأوروبية (مقدر لعام 2014)* نظام التموضع العالمي، للملاحة الفضائية العالمية نظام تم إنشاؤه بواسطة القوة الجوية للولايات المتحدة (1994)
- GLONASS، أي ما يعادل الروسية GPS (1995)
- تلسكوب هابل الفضائي
- المرصد الفضائي هرشل، وكالة الفضاء الأوروبية مرصد الفضاء حساسة لwavebands الأشعة تحت الحمراء بعيدة وsubmillimetre
- محطة الفضاء الدولية والمتعددة الجنسيات محطة الفضاء في المدار الأرضي المنخفض (1998-2020)
- تلسكوب جيمس ويب الفضائي (تحت الإنشاء)
- مير، محطة الفضاء الروسية (1986-2001)
- Moonshot السوفياتي، الهبوط على سطح القمر إلغاء البرنامج (1962-1969)
- برنامج مكوك الفضاء (1972-2011)
- مطياف ألفا المغناطيسي، تجربة فيزياء الجسيمات وحدة التي شنت على محطة الفضاء الدولية (2011 -)
- مختبر علوم المريخ
- جونو (المركبة الفضائية)، مهمة ناسا آفاق جديدة لكوكب المشتري (2011 -)
- كاسيني هيغنز، وهو المركبة الفضائية بعثة مشتركة NASA / ESA / ASI دراسة كوكب زحل وأقماره طبيعية كثيرة منذ عام 2004
- غاليليو (المركبة الفضائية)، في مهمة إلى كوكب المشتري (1989-2003)
- كوكب المشتري الجليدية القمر إكسبلورر، مهمة مقررة لكوكب المشتري (مقدر 2022)
- مركز كينيدي للفضاء، والميناء الفضائي الرئيسية في الولايات المتحدة.
- سبكتر-R وكانت الإذاعة أكبر تلسكوب الفضاء في المدار.

## مشروعاتمدن مخطط لهاوتجديد المدن الحضرية

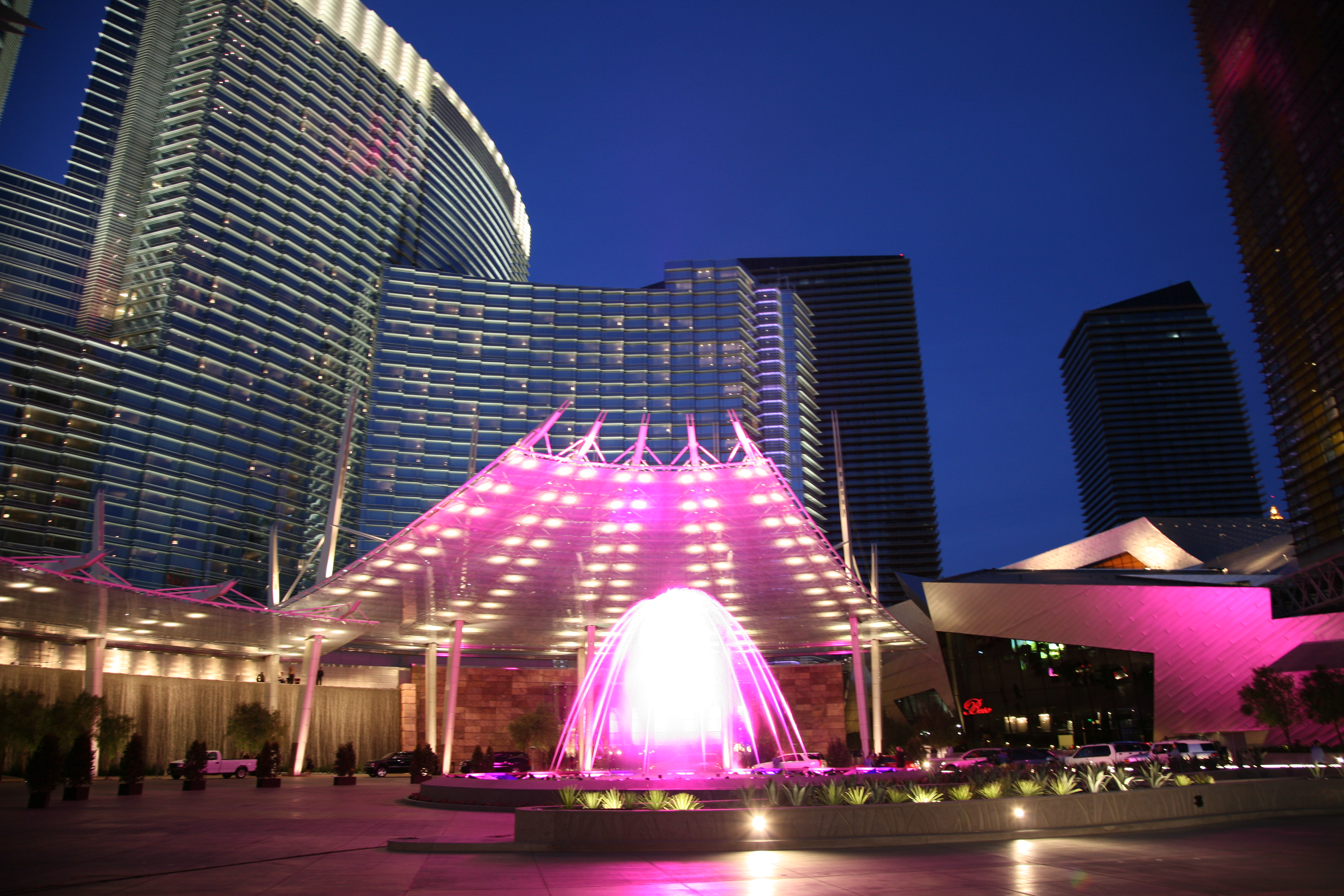
لاس فيجاس سيتي سنتر، أكبر مجموعة منتجعات مركزية على مستوى العالم.

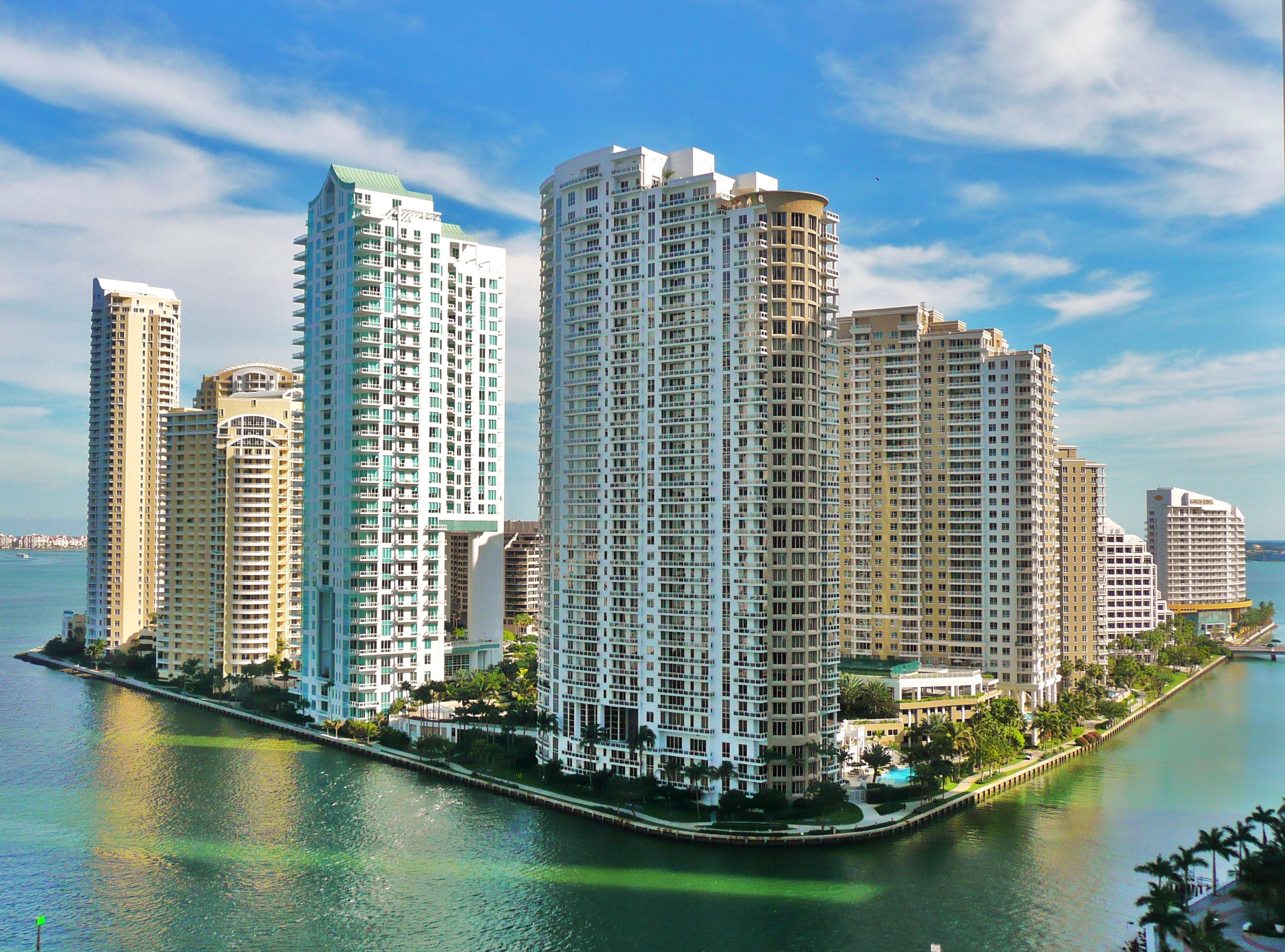
جزيرة بريكيل كي في ميامي.

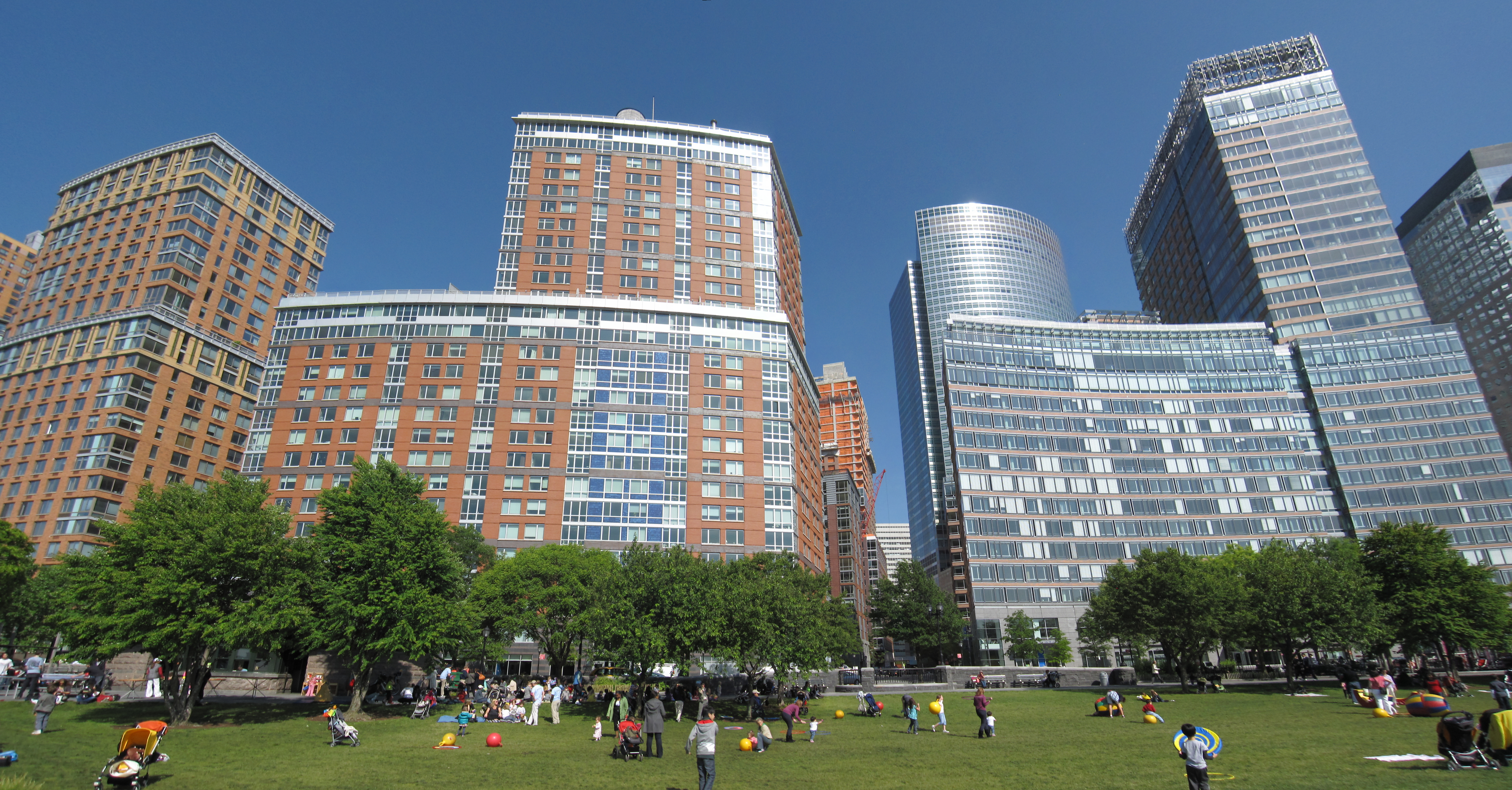
مدينة باتري بارك

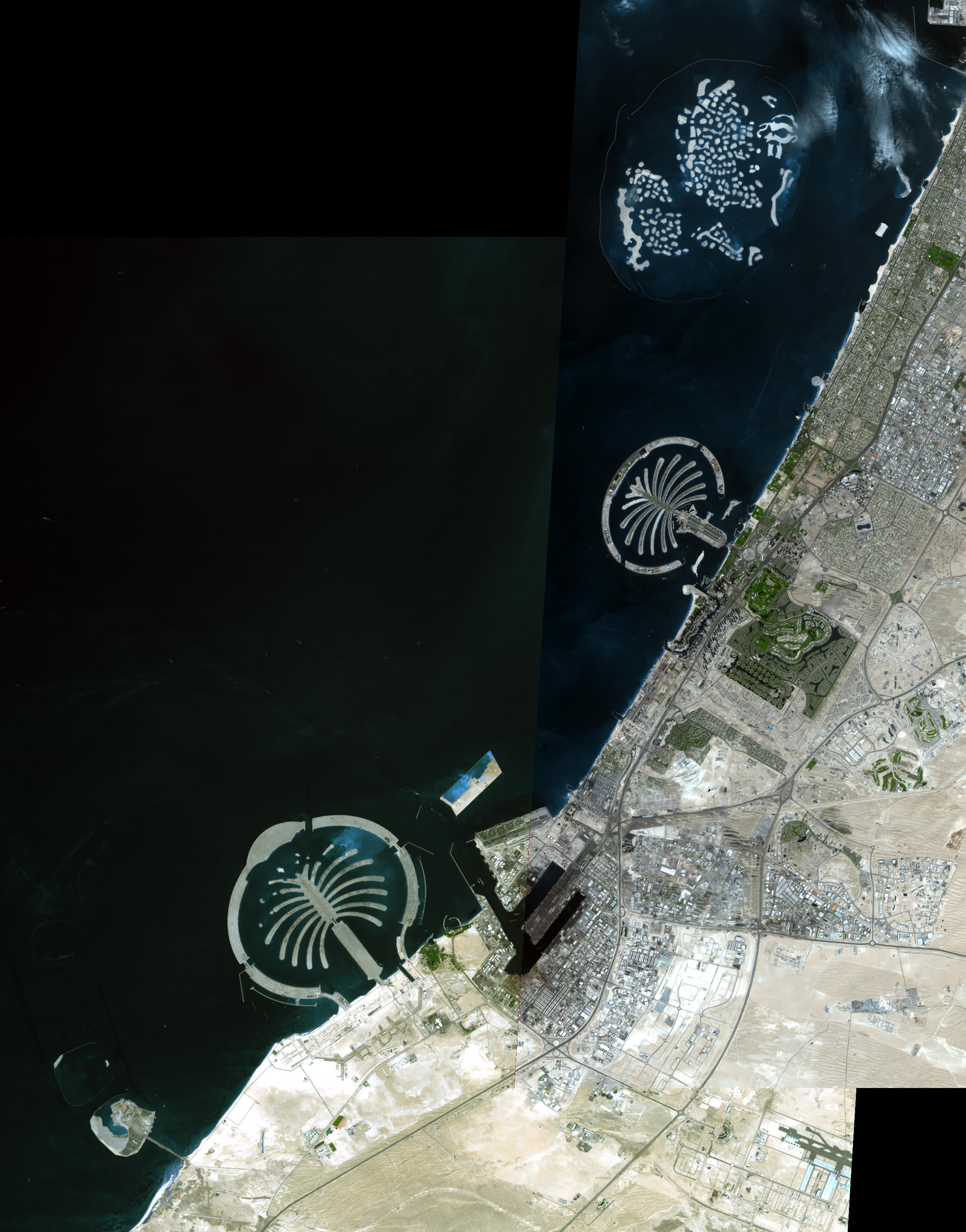
جزر النخيل في دبي

| مشروع                                   | مدينة/بلد                       | الوضع            | التكلفة         | ملاحظات خاصة |
| --------------------------------------- | ------------------------------- | ---------------- | --------------- | --- |
| نيو تاون آسيا                           | مستعمرات جديدة، هونغ كونغ       | تم الإنتهاء منها |                 | حالياً تم بناء 9 مدن وبكثافة سكانية تزيد عن 3.3 مليون. |
| مقاطعة سونجدو للتجارة والأعمال العالمية | سيول، كوريا الجنوبية            | تحت التطوير      | $40,000,000,000 | شُيدت لتكون نموذجاً لنمط حياة جديدة ومندمجة مع شبكة واسعة. شُيدت أيضاً لإنشاء لتكون مركز متكامل من كوريا ولشرق آسيا. |
| النقطة المركزية لأندونيسيا              | ماكسار، أندونيسيا               | مُقترح            |                 | سوف تكون ماكسَّار منطقة رائعة، منطقة سوبر كمركز للسياحة والأعمال والتعليم. تم بناء النقطة المركزية لأندونيسيا في منطقة على مساحة إجمالية قدرها 600 هكتار والتي ستكون لها مباني شاهقة، وأعمال تجارية ومركز الحكومة وأحياء ترفيهية، وسيحتوي الفندق بها على مستوى عالمي، ويطل على ملعب للجولف ومناظر خلابة للبحر وللجزيرة في خليج ماكاسار. |
| نافي مومباي                             | الهند                           | تم الإنتهاء منها |                 | من أكبر المدن المخطط لها. الكثافة السكانية فيها تقدر بـ 2,6 مليون نسمة. |
| روبونجي هيلز                            | طوكيو، اليابان                  | تم الإنتهاء منها | $4,000,000,000  | من أكبر الملكيات التطورية المتكاملة في اليابان. |
| سيتي سنتر                               | لاس فيجاس، الولايات المتحدة     | تم الإنتهاء منها | $11,000,000,000 | من أكبر المشاريع التطورية والممولة من القطاع الخاص بالولايات المتحدة. |
| بوتسدامر بلاتز                          | برلين، ألمانيا                  | تم الإنتهاء منها |                 | تم تقسيم المشروع لأربعة أجزاء لأربعة مستثمرين يتم انتخابهم من خلال العطاءات. |
| ليفربول                                 | ليفربول، المملكة المتحدة        | تم الإنتهاء منها | £920,000,000    | |
| لا ديفونس                               | باريس، فرنسا                    | تم الإنتهاء منها |                 | لا ديفنس مقاطعة مركز التجارة والأعمال في العاصمة باريس، فيها مجموعة من ناطحات السحاب بينما تبقى باقي باريس محافظة على أصولها المعمارية وهويتها. |
| بوتراجاي                                | ماليزيا                         | تم الإنتهاء منها | $8,100,000,000  | |
| برازيليا                                | البرازيل                        | تم الإنتهاء منها |                 | |
| مدينة الملك عبد الله الاقتصادية         | السعودية                        | قيد التنفيذ      | $86,000,000,000 | |
| كرايستشرش                               | نيوزيلندا                       | تحت الإنشاء      | $17,000,000,000 | الشفاء من الزلازل في الفترة 2010-2011. وإعادة بناء منطقة الأعمال المركزية، وهدم ومعالجة العديد من الأحياء السكنية التي تعتبر الآن غير مناسبة للبناء. وتحديث البنية التحتية وإضافة قطارات الضواحي. وأن يكتمل المشروع بالكامل بحلول عام 2020. |
| مدينة جوغارات المالية العالمية تيك-سيتي | الهند                           | تحت الإنشاء      | $20,000,000,000 | متوقع الإنتهاء منه في 2017-2018 |
| مدينتي                                  | مصر                             | قيد التنفيذ      | $10,000,000,000 | متوقع فتحها عام 2014، سكن 600,000 |
| هافن سيتي                               | هامبورغ، ألمانيا                | تحت الإنشاء      |                 | متوقع الإنتهاء منها 2020-2030 |
| مدينة ستراتفورد                         | لندن، المملكة المتحدة           | تحت التطوير      | £3,500,000,000  | سيتم إنهاء المشروع بنهاية 2020. |
| حركة كيرونا سينتروم                     | كيرونا، السويد                  | تحت التطوير      | $2,100,000,000  | سيتم إنهاء المشروع بنهاية 2013. |
| جزر النخيل، جزر العالم ودبي ووتر فرونت  | دبي، الإمارات العربية المتحدة   | تحت التطوير      |                 | جزر صناعية يتم انشائها في دبي. تم تبطئ التطور في معظم هذه الجزر لدرجة تشبه التعليق التام، وتوقف تماماً وإلا أبداً توفرت الأرض في مناطق أخرى. |
| بورتو مارافيلا                          | ريو دي جانيرو، البرازيل         | تحت التطوير      | $35,700,000,000 | سيتم إنهاء المشروع بنهاية 2015. |
| جزيرة بريكيل كي                         | ميامي، الولايات المتحدة         | تم الإنتهاء منه  |                 | |
| مدينة إيست وود                          | مدينة كويزون، الفلبين           | تم الإنتهاء منها | غ/م             | المشروع الجاري لشركة ميجاوورلد MegaWorld، واحدة من أكبر شركات العقارات في الفلبين. |
| مدينة باجكور                            | خليج مانيلا، الفلبين            | تحت التطوير      | $15,000,000,000 | أو ما يعرف بآسيا بلاس فيغاس (مركز الترفيه). لم يتم إلغاء المشروع، لكنه لا يسير. الميزانية 15 مليار دولار هو أيضاً تقدير لمجموع التنمية، وبالتالي فإن التكلفة الإجمالية من المرجح أن يكون أقل بكثير مما كان مخططاً له في الأصل... |
| نهر الجنوب                              | مدينة نيويورك، الولايات المتحدة | تحت التطوير      | $3,000,000,000  | |
| مدينة بونيفيسيو العالمية                | الفلبين                         | تم الإنتهاء منه  | غ/م             | مشروع مدينة عالية التحضر في تاجويج، التي كانت آنذاك القاعدة البحرية الأمريكية، والآن يجري تطويرها كمركز اقتصادي للبلد. |
| مدينة سونجدو الجديدة                    | إنشيون، كوريا الجنوبية          | تحت التطوير      | $40,000,000,000 | |
| مركز موسكو للأعمال العالمية             | موسكو، روسيا                    | تحت التطوير      | $12,000,000,000 | |
| دبي لاند                                | دبي، الإمارات العربية المتحدة   | تحت التطوير      | $64,000,000,000 | |
| تاجويج ميجا سيتي                        | Taguig City-Taytay, الفلبين     | مقترح            | $72,000,000     | تخطط مدينة تاجويج لمشروع استصلاح ضخم بقيمة 3 مليارات دولار على طول بحيرة لاجونا لإنشاء منطقة تجارية تضم مطارًا دوليًا |
| أتلانتيك يارد                           | مدينة نيويورك، الولايات المتحدة | تحت التطوير      |                 | مشروع مركز باركليز قد بدأ بالفعل في 11 مارس 2010 |
| مدينة باتري بارك                        | مدينة نيويورك، الولايات المتحدة | تم الإنتهاء منها |                 | |
| مشروع إعادة تطوير هودسن                 | مدينة نيويورك، الولايات المتحدة | مقترح            |                 | |
| إيسبلاندا سيتي سنتر                     | بوخارست، رومانيا                | ألغي             | $4,200,000,000  | |
| خطة مدينة كبرى                          | برمنغهام، المملكة المتحدة       | مقترح            | $17,000,000,000 | |
| مركز أوكتا                              | سانت بيترسبرج، روسيا            | مُعلق             | $2,500,000,000  | الخطط الأصلية التي تم التخلي عنها ، سيتم نقلها إلى مواقع أخرى |
| نيوم                                    | المملكة العربية السعودية        | تحت التطوير      |                 | مشروع سعودي لمدينة عابرة للحدود، أطلقه الأمير محمد بن سلمان آل سعود، ولي العهد السعودي في يوم الثلاثاء 4 صفر 1439 هـ الموافق 24 أكتوبر 2017 ويقع المشروع في أقصى شمال غرب السعودية، ويمتد 460 كم على ساحل البحر الأحمر. ويهدف المشروع ضمن إطار التطلعات الطموحة لرؤية 2030 بتحويل المملكة إلى نموذجاً عالمياً رائداً في مختلف جوانب الحياة، من خلال التركيز على استجلاب سلاسل القيمة في الصناعات والتقنية داخل المشروع وسيتم الانتهاء من المرحلة الأولى لـ"نيوم" بحلول عام 2025م. |

## مشاريع بنية تحتية للمياه

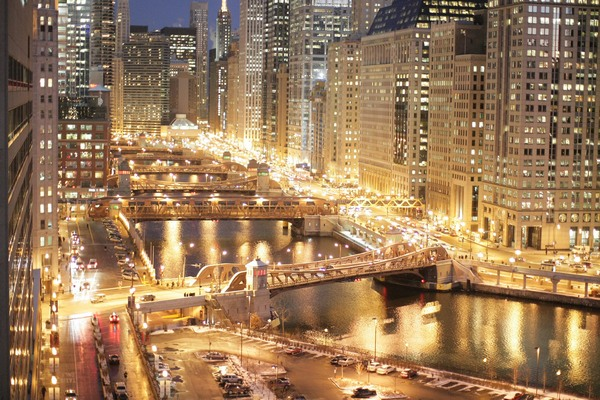
نهر شيكاغو ليلاً

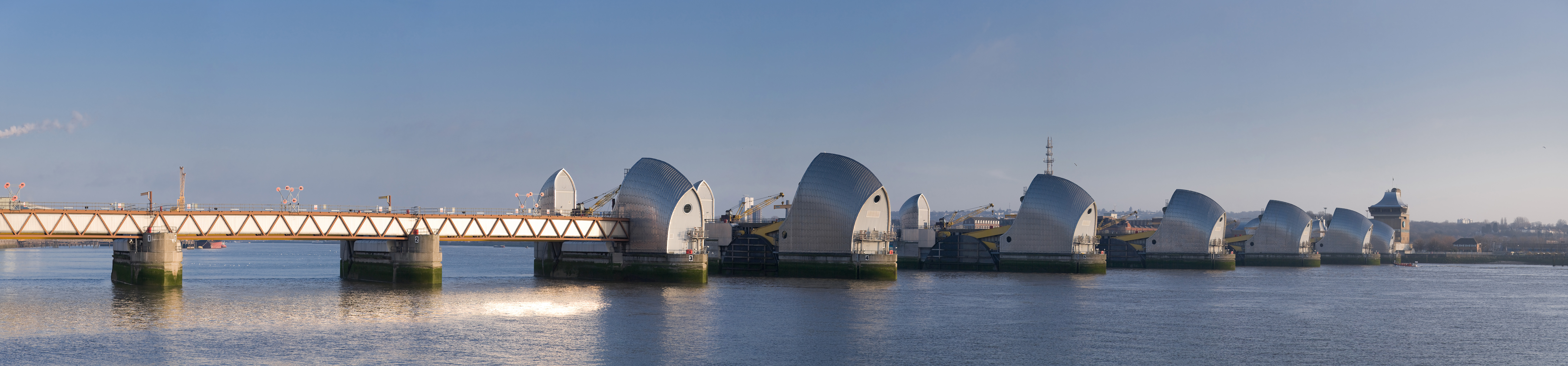
حواجز التايمز

- نهر شيكاغو يعكس مساره، شيكاغو، إلينوي، الولايات المتحدة
- مشروع خزان نهر كولورادو، الولايات المتحدة
- مشروع نفق عميق، شيكاغو، إلينوي، الولايات المتحدة
- أشغال الدلتا، هولندا
- مقاطعة الخليج الشرقي للخدمات في أوكلاند، كاليفورنيا، الولايات المتحدة[13]
- إيلان أكويدكت، 73 ميل من أكويدكت وادي إيلان إلى برمنغهام، المملكة المتحدة
- أربعة مشروعات نهرية عملاقة، كوريا الجنوبية
- النهر الصناعي العظيم، ليبيا (تم إلغاؤه نتيجة للحرب الأهلية ورعاية النظام له)
- مجمع نهاية الممر المائي الغربي المتاخم لسواحل الخليج، نيو أورلينز، الولايات المتحدة، حاجز فيضان، تم إنشاؤه مع أكبر محطة ضخ في العالم.
- قناة تصريف تحت الأرض في منطقة ضواحي العاصمة، سايتاما (محافظة)، اليابان
- مشروع موسى، فينيسيا، إيطاليا
- أعمال زيدرزي، هولندا
- منظومة إمداد المياه لمدينة نيويورك، نيويورك (مدينة)، الولايات المتحدة
- مشروع سانت لورنس البحري، الولايات المتحدة وكندا
- مشروع إدارة الأمواج العاصفة ونفق الطريق، كوالالمبور، ماليزيا
- حاجز الجبال الثلجية في نيو ساوث ويلز/فيكتوريا، أستراليا
- مشروع نقل مياه جنوب–شمال، جمهورية الصين الشعبية
- مشروع مياه الولاية، كاليفورنيا، الولايات المتحدة
- مخطط المد لنهر التايمز، لندن، المملكة المتحدة
- حواجز التايمز، لندن، المملكة المتحدة
- مشروع أنطاليا الجنوبي الشرقي، تركيا
- سد القديس بيترسبرغ، روسيا

## مشاريع بيئية

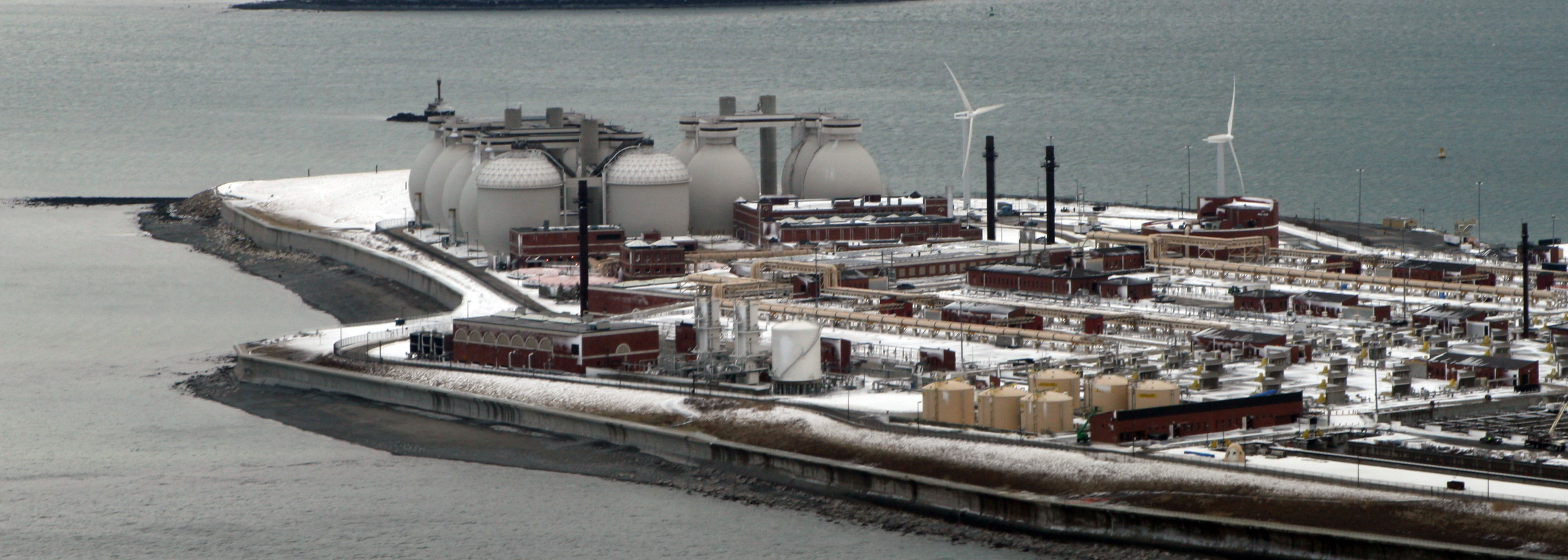
محطة جزيرة الأيل

- محطة معالجة الصرف الصحي بجزيرة الأيل، ماساشوستس، الولايات المتحدة
- محطة تحلية الساحل الذهبي، كوينزلاند، أستراليا
- حزام السهول العظمى، الولايات المتحدة
- خطة عظمى لتحويل الطبيعة، الاتحاد السوفيتي
- الحائط الأخضر الصيني، جمهورية الصين الشعبية
- محطة معالجة مياه الصرف الصحي، الدار البيضاء، المغرب
- محطة تحلية كورنيل، نيو سوث ويلز، أستراليا
- محطة تحلية ميناء ستانفاك، جنوب أستراليا، أستراليا
- مشروع غابة صحارى والأكبر، والمتعلقة بال منازل خضراء مياه البحر الدفيئة.

## مشاريع عملاقة أخرى

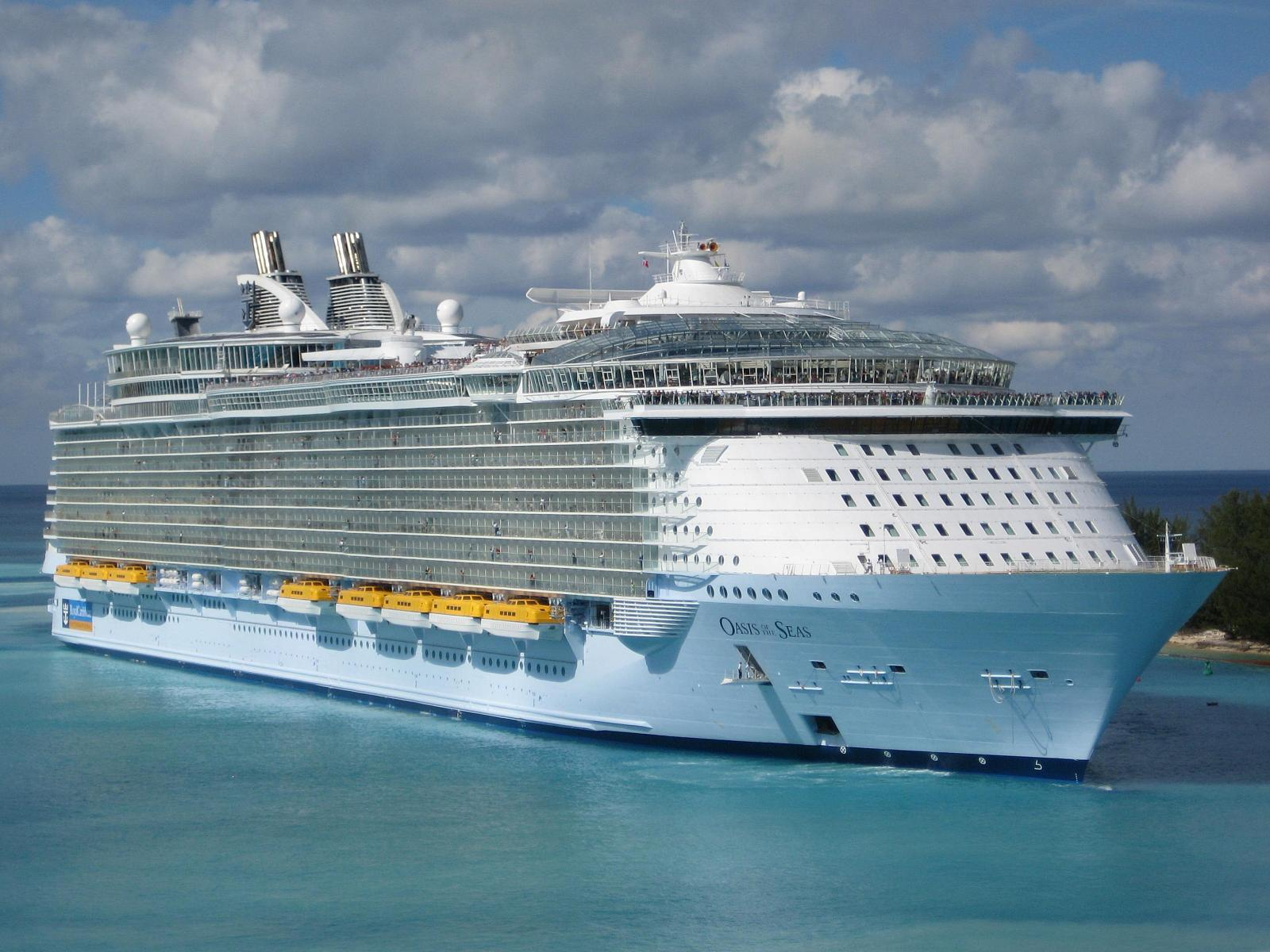
كروز - السفينة من فئة الواحة، بنيت في أوروبا لصالح شركة في كوريا الجنوبية.

- مركز ألتا لطاقة الرياح، الولايات المتحدة الأمريكية
- مزرعة رياح جانسو، الصين
- مزرعة رياح طنجة، المغرب
- محطة موريا للطاقة النووية، إندونيسيا
- مفاعل ديمونة، إسرائيل
- محطة أولكيلوتو للطاقة النووية
- كروز - السفينة من فئة «الواحة»
- خطة الشمال - خطة التعدين والبنية التحتية لشمال كيوبيك في كندا (أُعلن عام 2011)

## روابط خارجية
- قائمة مشاريع دبي التطويرية